# Luftangriffe auf das Ruhrgebiet

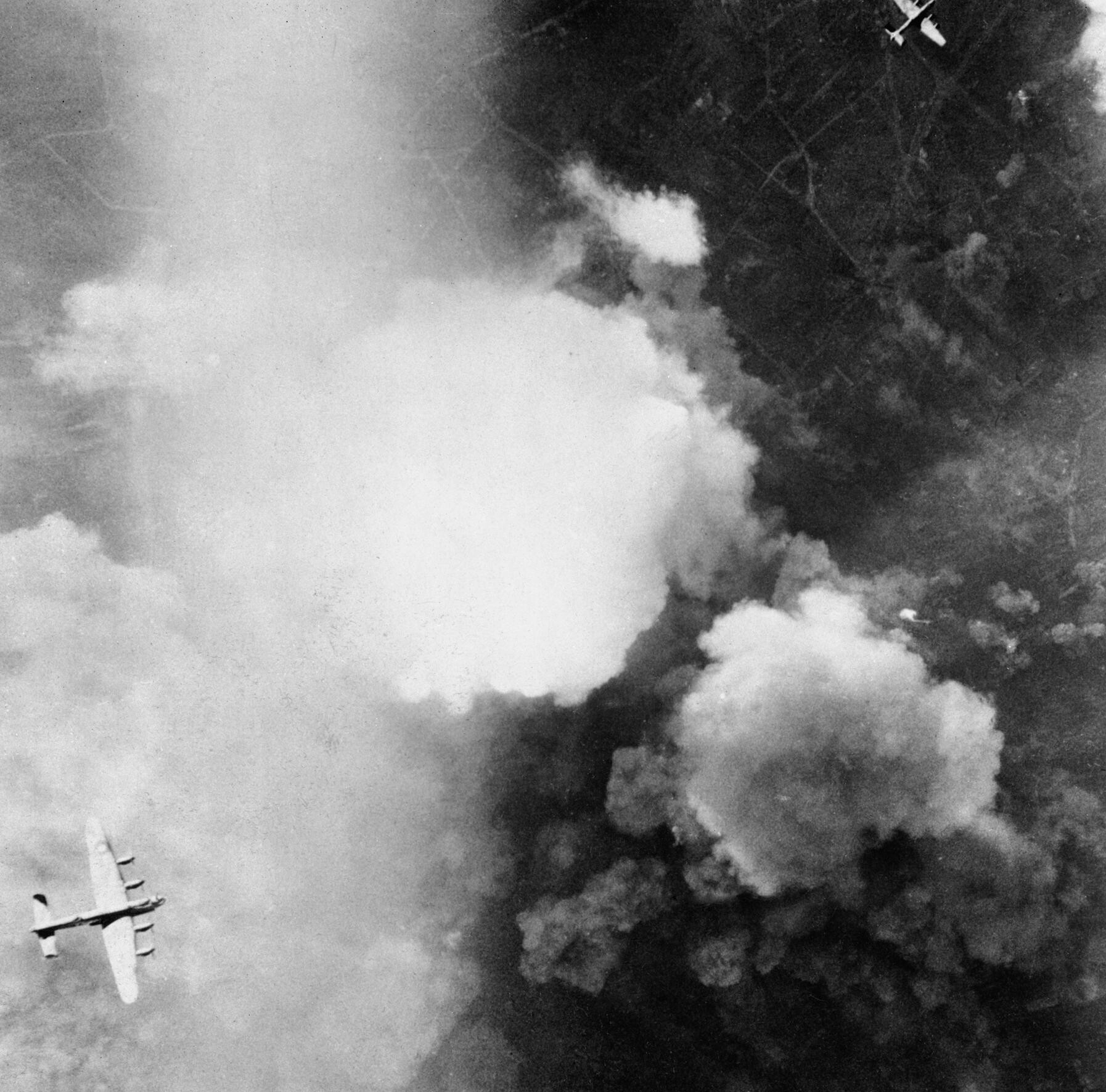
Tagesangriff der Royal Air Force auf die Essener Kruppwerke

Die Luftangriffe auf das Ruhrgebiet, die von der britischen Royal Air Force und den US Army Air Forces im Luftkrieg im Zweiten Weltkrieg geflogen wurden, hatten das Ziel, durch verschiedene Bomberoffensiven mit unterschiedlichen Strategien die Produktion und den Transport kriegswichtiger Güter in und aus dem Ruhrgebiet, der „Waffenschmiede des Reiches“, zu behindern. Darüber hinaus richteten sich die Angriffe gegen die Moral der Zivilbevölkerung in diesem Ballungszentrum.
Wegen der zentralen wirtschaftlichen Bedeutung waren erste Planungen zum Luftkrieg im Ruhrgebiet bereits zum Ende des Ersten Weltkriegs erfolgt. Die alliierten Bombardierungen beschränkten sich nicht auf den Siedlungsverband Ruhrkohlenbezirk, sondern umfassten die gesamte heutige Metropolregion Rhein-Ruhr. Das Flächenbombardement hatte seine Höhepunkte in den Jahren 1943 und 1944, so zum Beispiel in den fünf Monaten der Battle of the Ruhr (Schlacht um die Ruhr) des RAF Bomber Command. Nach dem Ruhrkessel und der Einnahme des Ruhrgebiets durch die US-Armee im April 1945 endeten die Luftangriffe. Zerstörung und Wiederaufbau hatten vielfältige, heute noch spürbare und teilweise intensiv diskutierte Auswirkungen. Altlastenbeseitigung und Kampfmittelräumung sind bis zur Gegenwart mit den Folgen der Luftangriffe in der Region beschäftigt.

## Erster Weltkrieg

### Politische Situation
Der Erste Weltkrieg wurde in den Jahren 1914 bis 1918 in Europa, dem Nahen Osten, Afrika und Ostasien geführt und forderte rund 17 Millionen Menschenleben. Der Krieg wurde zunächst zwischen den Mittelmächten und der Entente ausgetragen. Die machtpolitischen Gegensätze der europäischen Großmächte entluden sich nach einer enormen Aufrüstung. Zum Ende des Krieges befanden sich 25 Staaten und deren Kolonien, in denen insgesamt 1,35 Milliarden Menschen lebten, also etwa drei Viertel der damaligen Erdbevölkerung, im Kriegszustand. Im Hungerwinter 1916/17 war die Lebensmittelversorgung im Deutschen Kaiserreich katastrophal, worunter besonders die Menschen im Ballungsraum des Ruhrgebiets litten.

### Luftangriffspläne im Ersten Weltkrieg
Bereits vor dem Ersten Weltkrieg galt das Ruhrgebiet als die Waffenschmiede des Deutschen Reiches. Die Familie Krupp und der Krupp-Konzern waren hierfür Synonyme.
Die Kriegspläne der Entente sahen Langstreckenangriffe der Royal-Navy-Marineflieger und des Royal Flying Corps auf die deutsche Rüstungsindustrie im Rhein-Ruhr-Gebiet vor. So kam es im Jahr 1914 in Köln und 1915 in Essen zu ersten Bombenabwürfen. Im Herbst 1916 entstanden Ansätze einer koordinierten Strategie gegen das Deutsche Reich, allerdings fehlten vorerst die technischen Möglichkeiten und organisatorischen Voraussetzungen zur Realisierung. Im April 1917 wurde mit der Royal Air Force (RAF) eine eigenständige Teilstreitkraft geschaffen, nicht zuletzt auch als Reaktion auf die folgenschweren Angriffe von Gotha-G.IV-Langstreckenbombern der kaiserlichen Luftstreitkräfte auf London. Das britische Kriegskabinett verabschiedete im Juli 1918 eine verbindliche Bombenangriffsstrategie, die eine hohe Zielpriorität für das Rhein-Ruhr-Gebiet beinhaltete. Man versprach sich hiervon auch Auswirkungen auf die Moral der deutschen Zivilbevölkerung.
Die Zielpläne für das Ruhrgebiet enthielten einen Flugplatz in Gelsenkirchen-Rotthausen, Maschinenbaubetriebe in Duisburg und Rheinhausen, zwei große Stahlwerke in Dortmund und je ein weiteres in Oberhausen, Hagen sowie Mülheim. Die Akkumulatoren Fabrik (heute VARTA) in Hagen, die Essener Werke der Friedrich Krupp AG und die Hasper Hütte erhielten als Lieferanten zum U-Boot-Bau eine sehr hohe Zielpriorität.
Im November 1918 wurde die Eröffnung einer umfassenden Luftoffensive mit schweren Bombern beschlossen, die im ersten Quartal 1919 neben dem Rhein-Ruhr-Gebiet auch Berlin zum Angriffsziel haben sollte. Der Aufbau einer schlagkräftigen Luftflotte wurde durch die für Langstreckenflüge noch unausgereifte Doppeldecker-Technologie erschwert. Diskussionen über die völkerrechtlichen Fragen der Luftkriegskonzepte, die den Abwurf von Bomben auf bevölkerungsreiche Städte vorsahen, wirkten sich ähnlich auf die militärische Umsetzung der Pläne aus. Der Waffenstillstand am 11. November 1918 brachte die Operationen zum Erliegen. Der von der RAF 1918 in Dienst gestellte Bomber Handley Page H.P.15 kam nicht mehr zum Einsatz.

### Luftverteidigung
Die militärische Führung des Deutschen Reiches traf ab 1915 verstärkt Vorbereitungen gegen Luftangriffe auf das Rhein-Ruhr-Gebiet. Ab Sommer 1916 wurde die Bevölkerung der gefährdeten Städte durch die Presse und große Plakate zu „luftschutzgemäßem Verhalten“ aufgefordert. Im Frühjahr 1917 kam es zu ersten Verdunkelungsmaßnahmen, deren Einhaltung das Luftschiff LZ 93 der Kaiserlichen Marine im Mai mehrmals überprüfte. Im September 1917 ordnete das VII. Armeekorps Münster eine generelle nächtliche Verdunklung für die Städte und Industrie- und Verkehrsanlagen am Rhein sowie im westlichen Ruhrgebiet an.
Die Stationierung von Flugabwehr-Einheiten und Jagdflieger-Verbänden erhielt hohe Priorität. Im Jahr 1917 wurden in Essen, Dortmund und Düsseldorf drei Flugabwehrkanonengruppen stationiert, die per telefonischer Feuerleitung mit den wichtigsten Industrie-, Verkehrs- und Kommunalbetrieben in ihren Regionen verbunden waren. Ein umfassendes System von Alarmierungseinrichtungen erstreckte sich über das Ruhrgebiet und die angrenzenden Regionen.

## Zwischenkriegszeit

### Politische Situation
Aus der Novemberrevolution am Ende des Ersten Weltkrieges ging die Weimarer Republik hervor. Die Ruhrbesetzung war 1923 der Höhepunkt eines politisch-militärischen Konfliktes zwischen dem Deutschen Reich und belgisch-französischen Besatzungstruppen. Im Jahr 1932 erreichte die Weltwirtschaftskrise ihren Höhepunkt, und die Arbeitslosenquote im Ruhrgebiet stieg auf 31,2 Prozent. Seit Beginn der Krise 1929 war die exportorientierte Produktion der Montanindustrie von Eisen, Stahl und Kohle um etwa 60 Prozent eingebrochen. Mit der Machtergreifung 1933 wurde die Regierungsgewalt in Deutschland auf die Nationalsozialisten unter der Führung Hitlers übertragen. Es folgte eine Umwandlung der Demokratie in eine Diktatur.
Siehe auch
Friedensvertrag von Versailles, 1919
Sozialisierungsbewegung im Ruhrgebiet, 1919
Ruhraufstand, 1920
Hitler-Ludendorff-Putsch, 1923
Ruhreisenstreit, 1928

### Das Ruhrgebiet

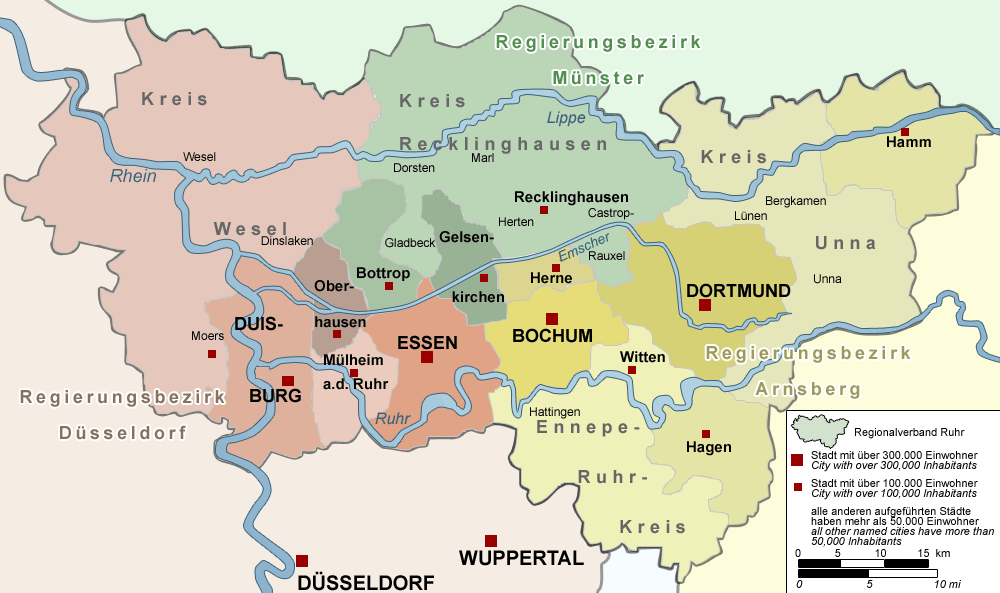
Das Ruhrgebiet

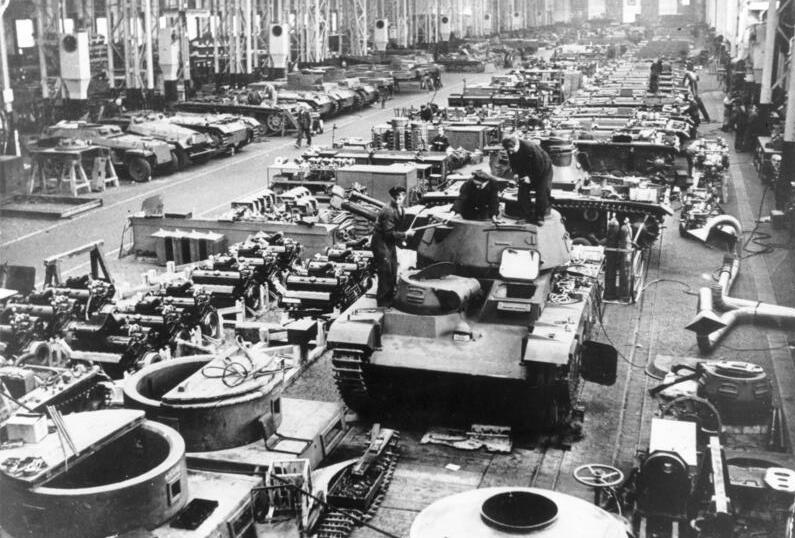
Herstellung von Panzerfahrzeugen

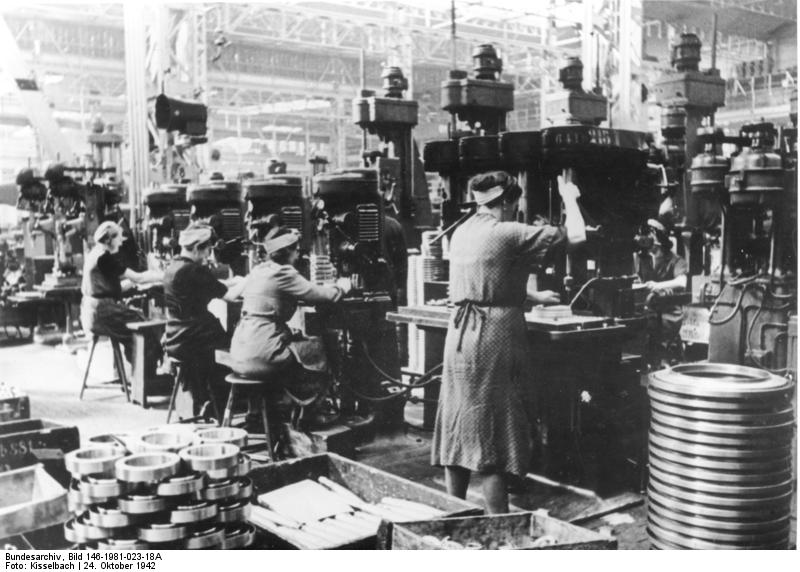
Rüstungsproduktion, Frauenarbeit an Bohrmaschinen

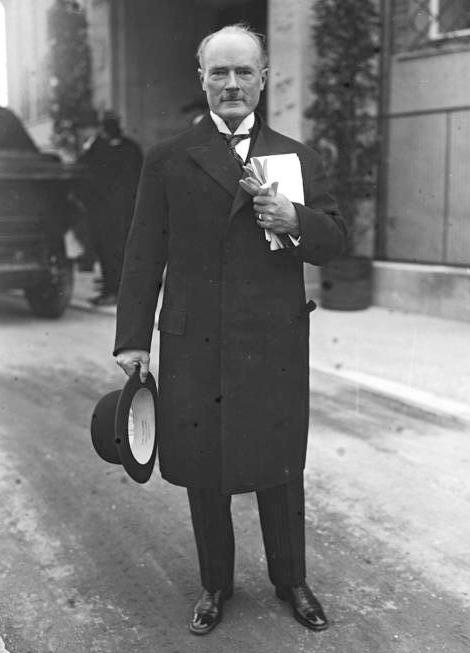
Gustav Krupp von Bohlen und Halbach (1931)

Im Allgemeinen sind die Grenzen des Ruhrgebiets auf den im Jahr 1920 gegründeten Siedlungsverband Ruhrkohlenbezirk zurückzuführen, den heutigen Regionalverband Ruhr. Die regionale ökonomische Strukturierung des Ruhrgebiets wird in der Literatur unterschiedlich gesehen, daher sind die genauen Grenzen interpretationsabhängig. Das Ruhrgebiet wird dort oft als Regierungsbezirk Arnsberg und Regierungsbezirk Düsseldorf (der „Schreibtisch des Ruhrgebiets“) definiert, wobei hier das im Regierungsbezirk Münster liegende rheinisch-westfälische Industriegebiet nicht berücksichtigt wird, aber ganz anders strukturierte Regionen am Niederrhein und im Bergischen Land mit einbezogen werden. Die nördlichen Ausläufer der Kölner Bucht reichen bis in das westliche Ruhrgebiet, und obwohl Köln und Düsseldorf nicht im Ruhrgebiet liegen, waren sie Teil und Ziel derselben regionalen alliierten Luftkampagnen.
Das Ruhrgebiet spielte eine bedeutende Rolle in der Wirtschaft im nationalsozialistischen Deutschen Reich. Der Montanverbund, die Konzentration von Montanindustrie und Rohstoffvorkommen, sowie das einhergehende dichte Netz von Verkehrswegen an Rhein und Ruhr und die exponierte Lage des Ballungsraums in Reichweite der feindlichen Bomberflotten wurden von der deutschen Führung im Hinblick auf die militärische Sicherung kritisch gesehen.
Hitler betonte am 23. November 1939 vor den Oberbefehlshabern im Vorfeld des Angriffs auf Frankreich:

„Hinter der Armee steht die stärkste Rüstungsindustrie der Welt. […] Wir haben eine Achillesferse; das Ruhrgebiet. Vom Besitz des Ruhrgebietes hängt die Kriegsführung ab. Wenn England und Frankreich durch Belgien und Holland in das Ruhrgebiet vorstoßen, sind wir in höchster Gefahr. Das könnte zum Erlahmen des deutschen Widerstandes führen.“

Das Heereswaffenregiment hatte bereits im Jahr 1933 festgestellt, dass das ab Dezember dieses Jahres geplante „63-Divisionen-Kriegsheer ohne das Ruhrgebiet überhaupt nicht lebensfähig“ sei. Ab dem Jahr 1934 trat das Ruhrgebiet mit dem Ruf eines Grundstoff- und Halbzeuglieferanten im Zuge der Aufrüstung der Wehrmacht und der Wehrhaftmachung der deutschen Wirtschaft in den Fokus der Rüstungsbeschleunigung. Der Vierjahresplan forderte die Einsatzfähigkeit der deutschen Armee und die Kriegsfähigkeit der deutschen Wirtschaft in vier Jahren. Im Rahmen der Autarkiepolitik erlebte die chemische Industrie im Ruhrgebiet eine Hochphase. Deutschland sollte mit synthetischen Stoffen auf Kohlebasis vor allem in den Bereichen Treib- und Schmierstoffe, Textilfasern und Kautschuk sowie Ersatzstoffe für Metall (Kunststoffe) unabhängig gemacht werden.
Die Eisen- und Stahlindustrie konnte gegenüber dem Produktionstief der Weltwirtschaftskrise ihre Produktion bis 1939 mehr als verdreifachen. Der Eisenerzbedarf der Stahlwerke an der Ruhr wurde zu fast drei Vierteln durch Importe aus Schweden gedeckt, mit einem Volumen von 11 Millionen Tonnen im Jahr 1939. Fritz Thyssen bemerkte in einem vertraulichen Bericht an Hitler und Göring, dass der Ausgang des Krieges vom Eisenerz in Nordschweden abhängig sei. Zwischen 1935 und 1938 steigerte sich die Roheisenproduktion von 9,9 auf 10,2 Millionen Tonnen, und die Rohstahlproduktion von 10,7 auf 12,6 Millionen Tonnen. Die Rüstungsausgaben wurden wesentlich erhöht, und die Zahl der Rüstungsbetriebe im Ruhrgebiet stieg stark an; es wurden unter anderem Munition, Fliegerbomben, Minen, Infanteriewaffen aller Art, Ausrüstung für Soldaten, Teile für den Schiffbau, Abwurfgeräte für die Luftwaffe, Halbzeuge und Spezialstahl für Kampfflugzeuge und Panzer (ohne Motoren und Geschützvorrichtungen) gefertigt.
Die Rüstungsabhängigkeit der Wirtschaft im Ruhrgebiet lag bei 70 Prozent. Berlin hatte mit 20,2 Prozent den größten Anteil an den Aufträgen der Wehrmacht, das Ruhrgebiet lag bei 15,3 Prozent.
Die auch bei den Alliierten verbreitete Vorstellung vom Ruhrgebiet als zentraler Waffenschmiede des Dritten Reiches beruhte unter anderem auf den Erfolgen der Firma Friedrich Krupp AG beim Export von Waffen und Stahlprodukten seit der Mitte des 19. Jahrhunderts. Dieser Begriff wurde im September 1937 während eines Staatsbesuch des italienischen Ministerpräsidenten Benito Mussolini weiter geprägt. Hitler besuchte mit dem Verbündeten am 27. September die Krupp-Werke in Essen, wo 70.000 Menschen für den Führer und den Duce anlässlich der Besichtigung der Geschütz- und Panzerproduktion Spalier standen. Das Hotel Handelshof war mit einem Spruchband geschmückt worden: „Herzlich willkommen in der Waffenschmiede des Reiches“.

#### Unternehmen
- AFA, die spätere VARTA AG – Batterien für U-Boote, Torpedos, Flugzeuge und Raketen[18]
- Bayer (Kautschuk, Öl- und Schmierstoffe, Gase) und Chemische Werke Hüls (Buna) im Verbund der I.G. Farben
- Firmen des Flick-Konzerns – Stahl, Kohle, Rüstungsgüter
- Gutehoffnungshütte – Stahl, Brückenbauten, Dieselmotoren für Schiffe der Kriegs- und Handelsmarine
- Hoesch – Stahl- und Montanunternehmen
- Klöckner – Panzer, Lkw, Kettenfahrzeuge
- Mannesmann – Erz- und Kohlezechen, Stahlproduktionen, Maschinenbau
- Rheinmetall (Gepanzerte Fahrzeuge, Artilleriesysteme) wurde während des Zweiten Weltkriegs verstaatlicht und in die Reichswerke Hermann Göring integriert.[19]
- Die Vereinigten Stahlwerke entstanden 1926 durch die Fusion der Thyssen-Gruppe (Anteil 26 Prozent), der Phönix-Gruppe (Anteil 26 Prozent), der Rheinischen Stahlwerke (Anteil 8,5 Prozent) sowie den Unternehmen der zur Rhein-Elbe-Union gehörenden Deutsch-Luxemburgische Bergwerks- und Hütten-AG, Bochumer Verein und Gelsenkirchener Bergwerks-AG (Anteile zusammen 39,5 Prozent). Das Unternehmen gehörte in den 1930er Jahren zu den größten deutschen Konzernen und galt zeitweise als größter Stahl-Konzern Europas und zweitgrößter Stahlkonzern der Welt. Der Konzern beschäftigte zwischenzeitlich über 250.000 Beschäftigte, produzierte rund 40 Prozent des im Deutschen Reich hergestellten Stahls und förderte über 20 Prozent der deutschen Kohle.[20]

Viele Vorstände und Aufsichtsräte waren in der Nationalsozialistischen Deutschen Arbeiterpartei gut vernetzt, während andere, teils jüdischer Abstammung, den Nationalsozialisten kritisch gegenüberstanden. Die Ruhrlade beherrschte nicht selten das wirtschaftliche und politische Geschehen dieser Zeit. 27 Industrielle, darunter einige aus der Region an Rhein und Ruhr, fanden sich zu einem Geheimtreffen im Februar 1933 mit Adolf Hitler zur Finanzierung des Wahlkampfes der NSDAP ein. Die Vorstellungen der Industriellen an Rhein und Ruhr gingen nicht von einer unbegrenzten heimischen Hochrüstung aus, sie waren eher an der Freigabe der lukrativen Rüstungsexporte interessiert. Einige der Industriellen profitierten von der von den Nationalsozialisten betriebenen Arisierung.

#### Industrielle
| - Ernst Borsig - Friedrich Flick - Gustav Krupp von Bohlen und Halbach | - Alfried Krupp von Bohlen und Halbach - Ernst Poensgen - Fritz Springorum | - Hugo Hermann Stinnes - Fritz Thyssen - Albert Vögler |

### Der Ruhr-Plan 1937–1939
Bereits 1935 wurde in Großbritannien das Bomber Command der RAF als offensive Luftstreitmacht im Hinblick auf eine zu befürchtende militärische Auseinandersetzung mit dem Deutschen Reich gegründet. Bis zum Beginn des Zweiten Weltkriegs im September 1939 wurden einige britische Bombardierungspläne erstellt, darunter auch der Ruhr-Plan. Dieser sah Angriffe auf 19 Elektrizitätswerke und 22 Kokereien im Rhein-Ruhr-Gebiet vor, so zum Beispiel das Pumpspeicherkraftwerk Koepchenwerk am Hengsteysee bei Hagen, das Gersteinwerk an der Lippe bei Werne und das Kraftwerk Dortmund der Vereinigten Elektrizitätswerke Westfalen (VEW). Auch der Bahnhof Hamm, der Rangierbahnhof in Schwerte, der Hauptbahnhof Duisburg, der Duisburger Hafen, der Hafen Dortmund, und mehrere Stahlwerke an Rhein und Ruhr waren bereits 1937 und 1938 potentielle Ziele der RAF. Die Rüstungsindustrie im Rhein-Ruhr-Gebiet sollte im Falle eines militärischen Konflikts mit dem Deutschen Reich durch massive Luftangriffe schnellstmöglich ausgeschaltet werden, um so die Angriffskraft der deutschen Truppen gegen Frankreich zu schwächen. Allerdings überschätzten die britischen Zielplaner dieses Konzept, da es im Sommer 1939 noch an Maschinen, Personal und geeigneten Bomben zur Durchführung des Western Air Plans fehlte.

## Zweiter Weltkrieg

### Politische Situation
Nach dem deutschen Überfall auf Polen am 1. September 1939 erklärten Frankreich und das Vereinigte Königreich am 3. September Deutschland den Krieg. In dieser Nacht konnte die deutsche Flugabwehr nicht verhindern, dass 19 zweimotorige Armstrong-Whitworth-Whitley-Bomber Flugblätter abwarfen und militärische Aufklärung betrieben. Über dem Rheinland und dem Ruhrgebiet wurden Millionen von Flugblättern mit dem Titel Warnung – Großbritannien an das deutsche Volk abgeworfen. Im Vorfeld hatte der Reichsminister der Luftfahrt Hermann Göring noch am 9. August 1939 in Essen versprochen, dass das Ruhrgebiet „nicht einer einzigen Bombe feindlicher Flieger ausgeliefert“ und er sich persönlich um jede zusätzliche Flakbatterie kümmern würde, die im Ruhrgebiet zum Einsatz kommen sollte.
Die britischen Lufteinsätze, unter anderem mit Bristol-Blenheim- und Vickers-Wellington-Bombern, beschränkten sich bis in den Winter 1939/40 im Wesentlichen auf Aufklärungsflüge und einzelne Bombereinsätze auf deutsche Marineziele. Sie zeigten aber, dass die Planungen zur Luftkriegsführung bisher unzureichend gewesen waren. Erste größere Luftangriffe bei Tag, wie am 18. Dezember 1939 gegen den Marinestützpunkt Wilhelmshaven, waren verlustreich für das Bomber Command. Angriffe bei Nacht boten einen besseren Schutz vor der deutschen Jagdabwehr und Flak, allerdings bewirkte die Verdunkelung des Deutschen Reichs Probleme bei der Navigation und Orientierung. Diese Phase des Krieges wurde auch als Phoney War oder Sitzkrieg bezeichnet.
Die deutschen Luftangriffe auf Wieluń, Frampol und Warschau in Polen 1939 gelten als die ersten Flächenbombardements im Zweiten Weltkrieg. Den Bombenkrieg auf gegnerische Städte im Westen eröffnete das Deutsche Reich unter anderem
- mit dem Luftangriff auf Rotterdam am 14. Mai 1940 (800 bis 900[28] Tote, 80.000 Obdachlose; einen Tag später kapitulierten die Niederlande),
- den Luftangriffen auf Coventry am 14. November 1940 und 8. April 1941 (1236 Tote, 1746 Verletzte) und
- dem Blitz auf London am 7. September 1940 und 16. Mai 1941 (insgesamt etwa 43.000 Tote bei deutschen Luftangriffen auf London, Hunderttausende obdachlos).

Die Briten verteidigten sich gegen die angekündigte deutsche Invasion, das Unternehmen Seelöwe. Unter anderem dank ihrer Luftüberlegenheit behielten sie in der Luftschlacht um England die Oberhand.

### Kriegshandlungen

#### Beginn des strategischen Bombenkriegs

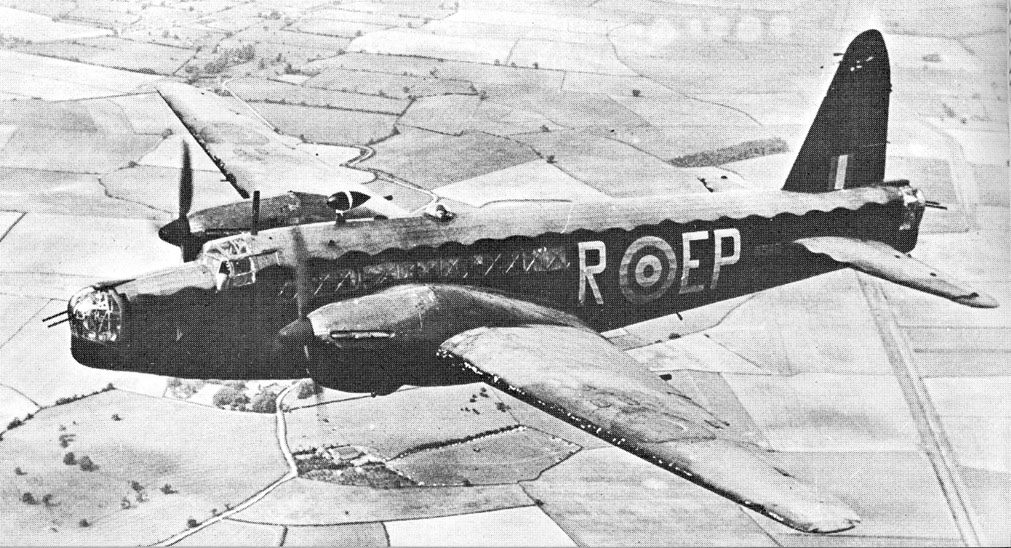
Vickers Wellington MkII

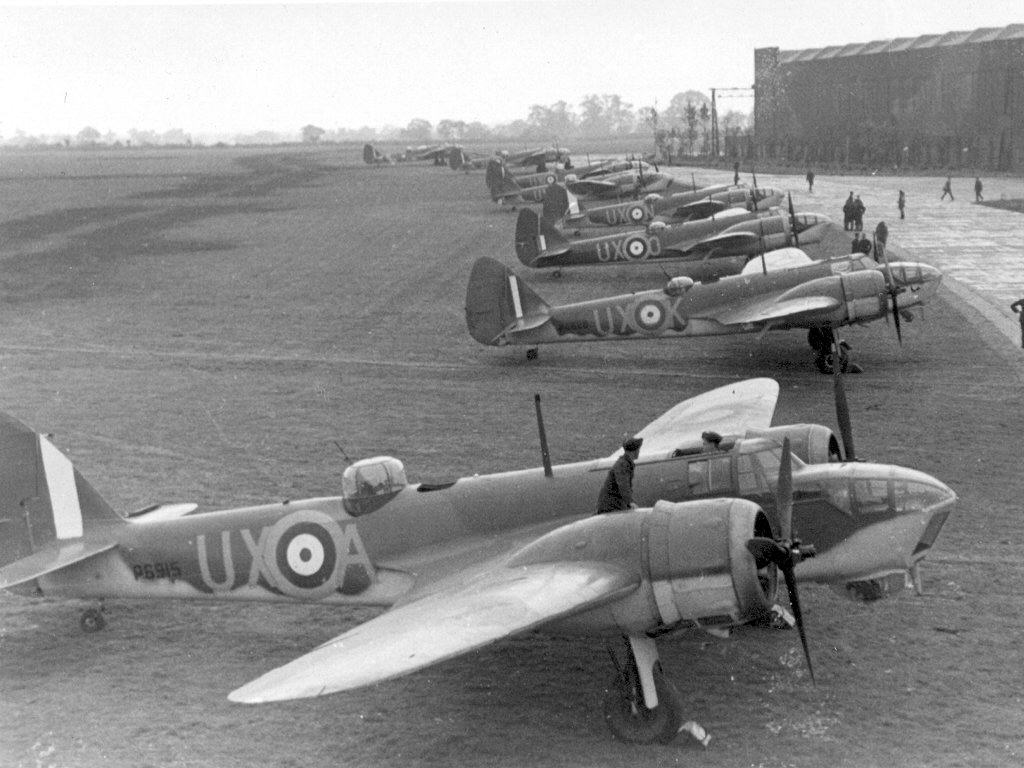
Bristol Blenheim MkIV

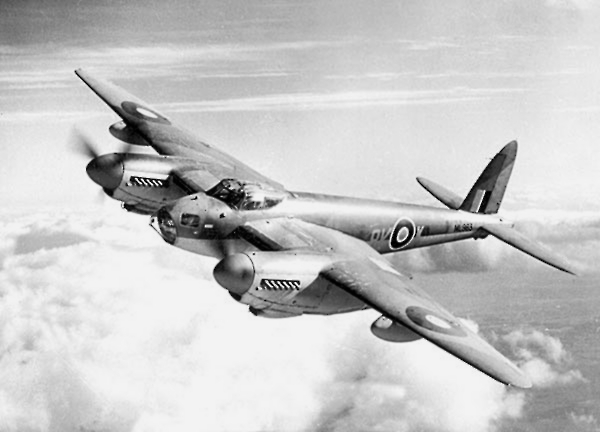
Zielmarkierer De Havilland DH.98 Mosquito

Winston Churchill bildete am 10. Mai 1940 eine Allparteienregierung unter Einschluss der Labour Party. Er übernahm neben dem Amt des Premierministers auch das des Kriegsministers. Die britische Luftkriegsführung wurde im Sommer 1940 wesentlich offensiver. Churchill sah nach der Kapitulation Frankreichs in den Luftangriffen das einzige Mittel Großbritanniens den Krieg in das deutsche Reichsgebiet zu tragen.
Das britische Air Ministry verfolgte in den Jahren 1940 und 1941 das Konzept von Angriffen einzelner Flugzeuge und kleiner Bomberverbände. Unmittelbar nach dem Beginn des deutschen Westfeldzuges am 10. Mai 1940 begannen die nächtlichen Luftangriffe auf das Rhein-Ruhr-Gebiet. Beim ersten großen Schlag gegen das Ruhrgebiet in der Nacht vom 15. auf den 16. Mai 1940 zielten die 99 britischen Flugzeuge vor allem auf die Hydrierwerke zur Kohleverflüssigung in Oberhausen, Castrop-Rauxel, Wanne-Eickel, Dortmund, Gelsenkirchen und Bottrop. Von Mai bis in den Winter 1940/1941 waren die Verschiebebahnhöfe in Hamm, Soest, Schwerte, Osnabrück, Münster, Duisburg, Köln und Düsseldorf zusammen mit Hydrierwerken, Kokereien, Flugzeugwerken und anderen Betrieben der Rüstungsindustrie, vor allem die Krupp-Werke in Essen, wiederholt Ziel britischer Luftangriffe. Die Luftangriffe gegen das Deutsche Reich und besonders das Rhein-Ruhr-Gebiet fanden Nacht für Nacht bis in den Winter 1940/1941 statt. Die Bombardierungen führten tatsächlich zu schweren Sachschäden in Industriebetrieben, die aber 1940 und 1941 relativ geringe Produktionsverluste zur Folge hatten.

#### Angriffsverbände
Im Winter 1940/41 wurde die bisherige Taktik, einzelne Flugzeuge und kleinere Verbände gegen einzelne Ziele zu senden, aufgegeben. Seit Januar 1941 gingen das Bomber Command in größeren geschlossenen Angriffsverbänden gegen Einzelziele vor, wodurch eine größere Schadenswirkung erzielt werden sollte; eine Taktik, welche auch die deutsche Luftwaffe in ihren Angriffen auf britische Städte anwandte. 135 britische Flugzeuge bombardierten in der Nacht vom 9. auf den 10. Januar 1941 im geschlossenen Verband die Hydrierwerke Scholven und Gelsenberg-Benzin AG bei Gelsenkirchen. Doch auch diese Operation konnte, wie schon die über 30 vorausgegangenen Angriffe, nur geringe Schäden anrichten. Allerdings zeigte sich ein erneuter Angriff auf Gelsenkirchen am 14./15. März 1941 als wesentlich erfolgreicher. Nachdem das Hydrierwerk Scholven von zahlreichen Spreng- und Brandbomben getroffen wurde, war es für zwei Wochen teilweise lahmgelegt. Dieses Ergebnis zählte für das Bomber Command zu den Ausnahmen. Bereits Ende 1940 wurde ein Plan zur Ausschaltung der deutschen Hydrierwerke ausgearbeitet, aber bis 1944 zugunsten der Flächenbombardierungen ad acta gelegt. Bei der Abkehr von Industriezielen kamen verschiedene Faktoren zum Tragen. In der Rhein-Ruhr-Region erschwerte oft eine dichte wolkenartige Schicht aus Industriesmog und Bodennebel gezielte Angriffe aus der Luft, die unter Nachtflugbedingungen so zusätzlich erschwert wurden. Bis zur Einführung von Radar und Funkleitverfahren 1942 war diese sogenannte Tarnkappe über dem Rhein-Ruhr-Gebiet für die britischen Bomber ein erheblich größeres Hindernis als die massive Abwehr durch Flak-Batterien in dieser Region.

#### Hinwendung zu Flächenangriffen
Auf dem europäischen Kriegsschauplatz ergab sich durch das Unternehmen Barbarossa, den deutschen Überfall auf die Sowjetunion am 22. Juni 1941, eine neue politische und strategische Situation. Churchill wollte dem neuen sowjetischen Verbündeten glaubwürdige Erfolge der bis dahin wenig erfolgreichen britischen Luftkriegsführung gegen Deutschland demonstrieren. Das westdeutsche Eisenbahnnetz wurde Ziel der Transport Directive (deutsch Verkehrs-Direktive) vom 9. Juli 1941, wodurch der Nachschubverkehr zwischen Westdeutschland und der damals auf dem östlichen Kriegsschauplatz noch erfolgreichen deutschen Wehrmacht behindert werden sollte. Wie schon die Atlantic Directive vom März 1941, in der auch naval targets (deutsch zur Marine gehörige Ziele) im Binnenland wie Hagen, Mannheim, Stuttgart und Köln aufgenommen wurden, legte auch die Transport Directive fest, dass mit den Bombardierungen auch die Kriegsmoral der Bevölkerung in den Städten getroffen werden sollte. Ab Juni 1941 griff das Bomber Command verstärkt Eisenbahnanlagen in Westdeutschland an, mit operativem Fokus auf wichtige Eisenbahnzentren wie Köln, Düsseldorf, Duisburg, Hamm, Soest, Osnabrück und Schwerte. Das Bomber Command musste sich aber wegen der damals noch unzureichenden elektronischen Navigations- und Zielfindungsverfahren vor allem auf Angriffe gegen Städte im Rheinland beschränken. Im Sommer und Herbst 1941 wurden zum Beispiel Köln, Düsseldorf und Duisburg mehrfach bombardiert. Die Stadt Hamm mit ihrem großen Verschiebebahnhof, und die ebenfalls hoch eingestuften Eisenbahnanlagen von Schwerte und Soest wurden hingegen zu dieser Zeit nur selten angeflogen.
Das Bomber Command war zu Kriegsbeginn aufgrund der fehlenden Erfahrungswerte davon ausgegangen, mit nur 240 zweimotorigen schweren Bombern die gesamte deutsche Treibstoffversorgung und die eisenbahngestützte Verkehrsinfrastruktur des Ruhrgebietes ausschalten zu können. Die Angriffe auf Industrie und Großstädte im Rhein-Ruhr-Gebiet erwiesen sich nicht als so erfolgreich. Bis Anfang 1942 standen die Auswirkungen der britischen Luftangriffe in keinem Verhältnis zum materiellen Aufwand und den Personalverlusten. Der Butt-Report bestätigte diese Sicht durch detaillierte Auswertungen von Angriffs- und Aufklärungsfotos im August 1941. Nur bei einem Viertel der nächtlichen Einsätze über Deutschland trafen die Bomben ihre Ziele innerhalb eines Radius von fünf Meilen, im Ruhrgebiet sogar nur bei einem Zehntel. Der Bericht berücksichtigte nicht die Einsätze, bei denen Bomben auf Grund von Versagen der Ausrüstung, Feindeinwirkung, Wetter, oder Verirren der Piloten nicht abgeworfen werden konnte. Unter Einbeziehung dieser Daten trafen insgesamt nur 5 Prozent der Bomber ihre Ziele.

#### Flächenangriffsstrategie für das Ruhrgebiet

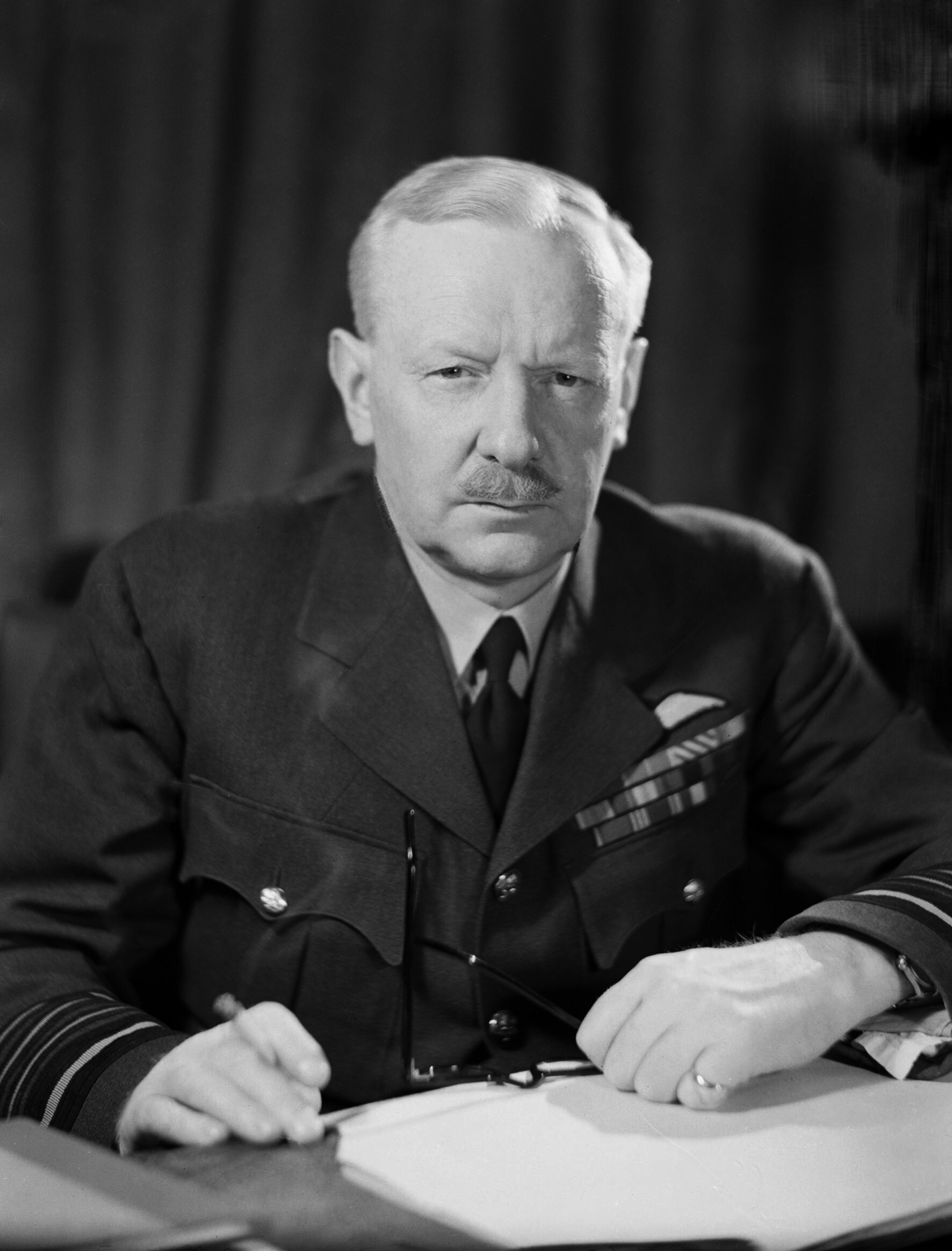
Arthur T. Harris

In Großbritannien forderten politische Gremien einen Wechsel der Luftkriegsstrategie, da die gezielten Luftangriffe auf einzelne Verkehrs- und Industrieanlagen nicht die gewünschten Erfolge zeigten. Im Bomber Command entstanden im Herbst 1941 Pläne für ein Flächenbombardement, das sich gegen alle Großstädte und eine große Zahl von Mittelstädten im Deutschen Reich richten sollte. Am 14. Februar 1942 wurde vom britischen Luftfahrtministerium die Area Bombing Directive (deutsch Anweisung zum Flächenbombardement) herausgegeben. Am 22. Februar 1942 wurde Sir Arthur Harris, ein Befürworter der Flächenangriffsstrategie, zum Leiter des Bomber Command berufen, in dem er seit Kriegsbeginn bereits verschiedene Führungspositionen gehalten hatte. Im Verlauf der Kriegshandlungen wurden nicht nur strategische Ziele wie die Industrieanlagen angeflogen, sondern die Städte wurden in ihrer gesamten Anlage und Organisation als Angriffsziel gesehen, um so die Kriegsmoral der Bevölkerung und besonders der Industriearbeiter zu treffen. Der Strategie lag die Trenchard-Doktrin zugrunde, gemäß der das Bombardieren von Wohngebieten den Kampfwillen der Zivilbevölkerung schwächen würde. Nach Aussage von Harris waren die Innenstädte sogar das eigentliche Ziel. Er bekannte nach dem Krieg: „Von Essen abgesehen, haben wir niemals ein besonderes Industriewerk als Ziel gewählt. Die Zerstörung von Industrieanlagen erschien uns stets als eine Art Sonderprämie. Unser eigentliches Ziel war immer die Innenstadt.“
Zu den Hauptzielen der ab März 1942 begonnenen Flächenangriffe zählten vor allem die Industriestädte an Rhein und Ruhr. Köln, Düsseldorf, Duisburg und insbesondere Essen führten 1942 die Prioritätenliste an. Ähnlich wie die Deutschen bei ihren Flächenangriffen auf englische Städte 1940/41, versprachen sich die an den Planungen beteiligten britischen Militärs und Politiker umfangreiche Auswirkungen auf alle Bereiche des öffentlichen Lebens. Die britische Luftoffensive richtete sich gleichermaßen gegen die Zivilbevölkerung und die Infrastruktur in den Großstädten wie auch gegen die Rüstungsindustrie an Rhein und Ruhr. Die Angriffe auf Städte im Rheinland, vor allem auf Köln, Düsseldorf und Duisburg, führten erstmals zu schweren Zerstörungen und Personenverlusten in einer bisher nicht erlebten Höhe. Hingegen waren die häufigen Luftoperationen gegen Essen meist Fehlschläge, da ein Großteil der eingesetzten Maschinen die Stadt nicht bombardieren oder nicht erreichen konnten. Ähnlich erfolglos waren die britischen Flächenangriffe auf Dortmund und Bochum im Frühjahr 1942. Es mangelte sowohl an technischen Möglichkeiten zur Ziellokalisierung bei Bewölkung und schlechter Sicht als auch an ausreichenden Navigationsverfahren.

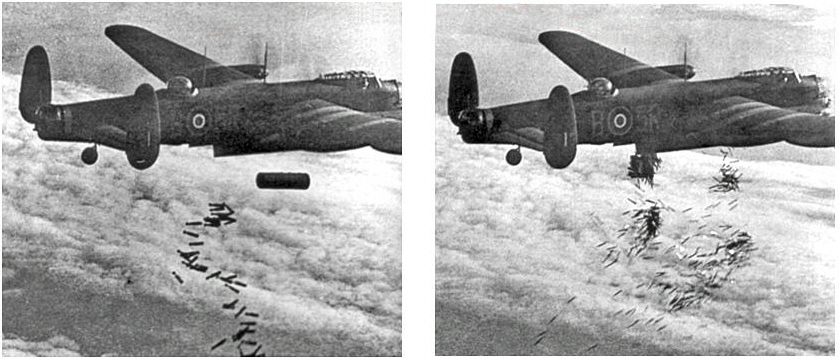
Lancaster-Bomber beim Abwurf von Luftmine, Brandbomben und Brandstäben über Duisburg 1944

Im Frühjahr 1942 vollzog sich ein technologischer Wandel. Das Navigationssystem GEE ermöglichte den Navigatoren der Flugzeuge erstmals die relativ genaue Bestimmung ihrer Position, was die Planung von Flugrouten und die Lokalisierung von Angriffszielen vereinfachte. Zusätzlich begann die RAF mit dem Aufbau einer schlagkräftigen Flotte von viermotorigen Maschinen der Typen Avro Lancaster, Handley Page Halifax und Short Stirling. Im Juli 1942 gelangte die zweimotorige De Havilland DH.98 Mosquito zum Einsatz. Aber auch das Sortiment an Fliegerbomben wurden erweitert; neben Sprengbomben unterschiedlicher Kaliber zählten nun auch schwere Luftminen sowie Stab- und Flüssigkeitsbrandbomben zur Standard-Bombenlast für Flächenangriffe auf deutsche Städte. Im Sommer 1942 wurden auch neue Verfahren zur Markierung von Angriffszielen entwickelt, wobei dem eigentlichen Angriffsverband besonders geschulte Besatzungen voraus flogen und das Ziel mit großkalibrigen und langbrennenden Brandbomben kennzeichneten, die im Volksmund auch Christbäume genannt wurden. Auch auf den Abwurf von Flugblättern wurde bei Flächenangriffen nicht verzichtet: seit 1942 nahm die Menge der regelmäßig über dem Deutschen Reich abgeworfenen Flugblätter und Flugblattzeitungen stetig zu.
Zu Beginn des Jahres 1943 war das britische Bomber Command für die Durchführung größerer Angriffsvorhaben gerüstet. Moderne Radar- und Zielfindungssysteme, wie OBOE und das H2S-Panorama-Bordradar (deutsch Rotterdam-Gerät), sowie die Umstellung auf viermotorige Langstreckenbomber ermöglichten die Aufnahme der seit mehreren Monaten geplanten Luftoffensive gegen das Rhein-Ruhr-Gebiet.

#### Luftangriffe während derBattle of the Ruhr

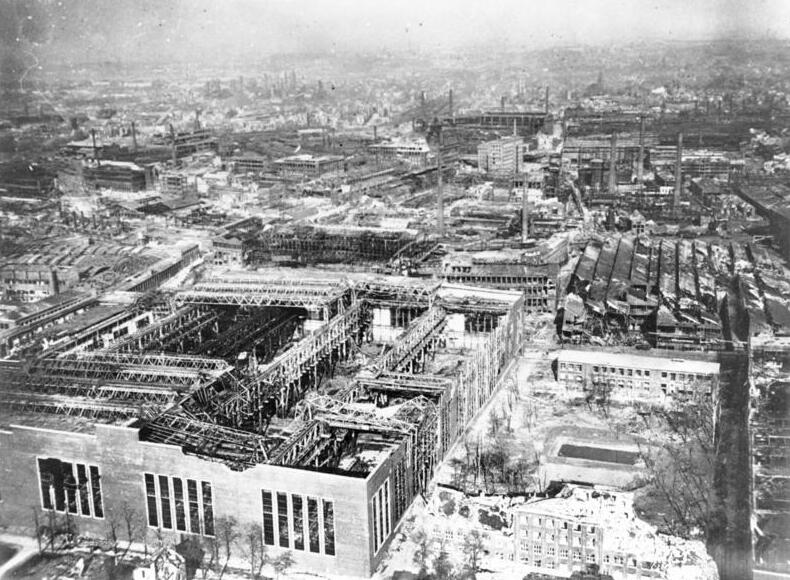
Luftaufnahme der zerstörten Krupp-Werke in Essen, 1945

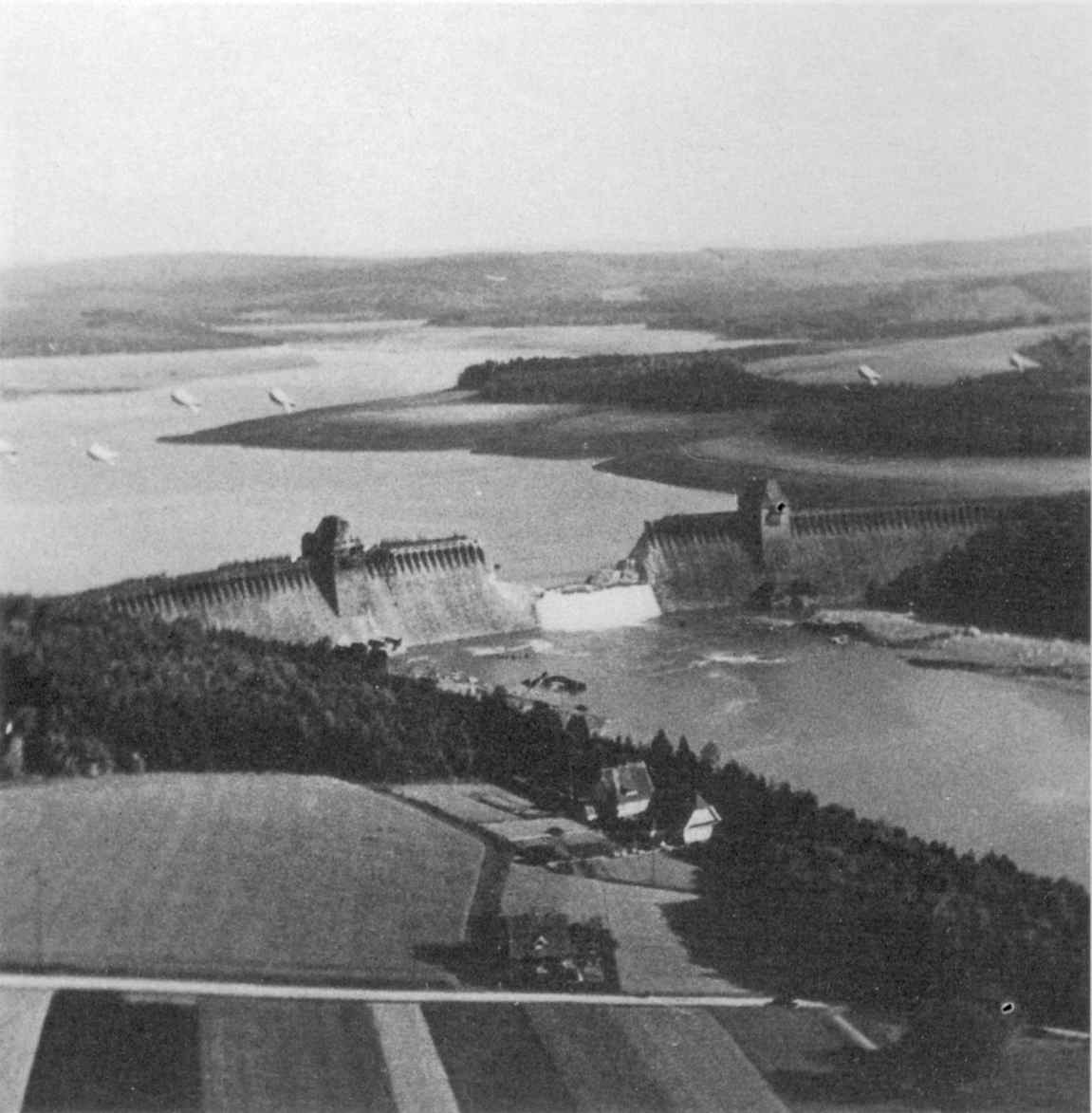
Möhne-Talsperre nach der Operation Chastise, 17. Mai 1943

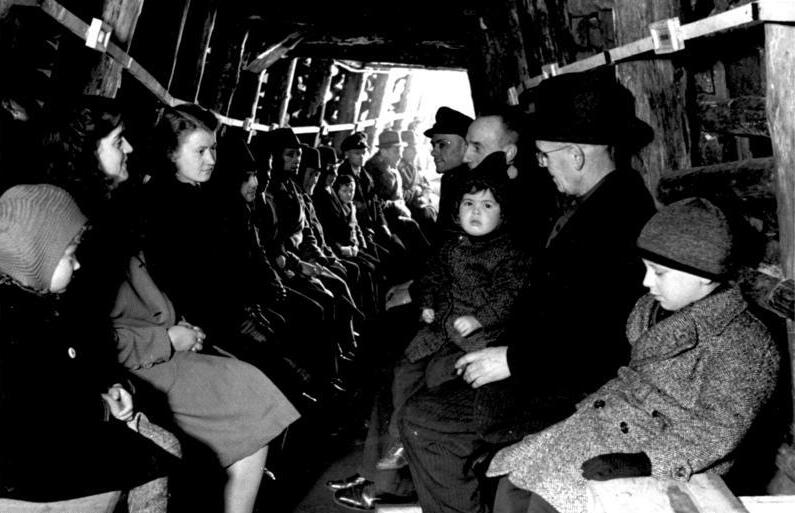
Luftschutzstollen während eines Fliegeralarms im Ruhrgebiet

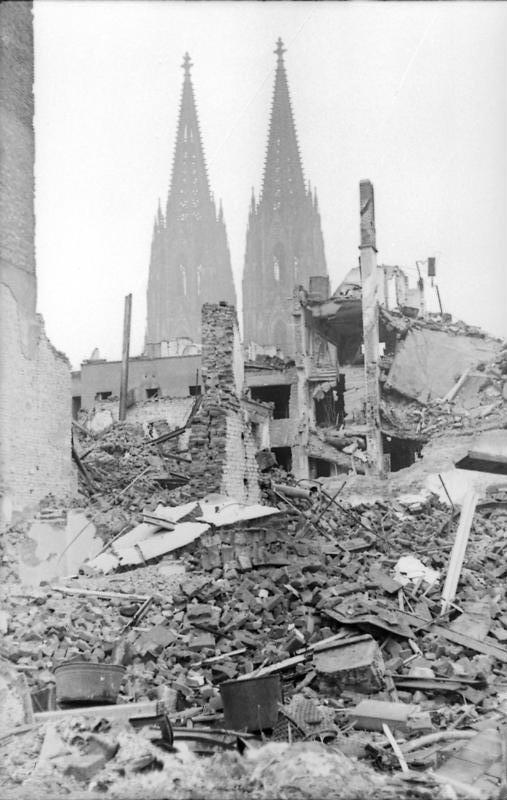
Ruinen bei der Operation Millennium zerstörter Gebäude in Köln, im Hintergrund der Kölner Dom, Dezember 1943

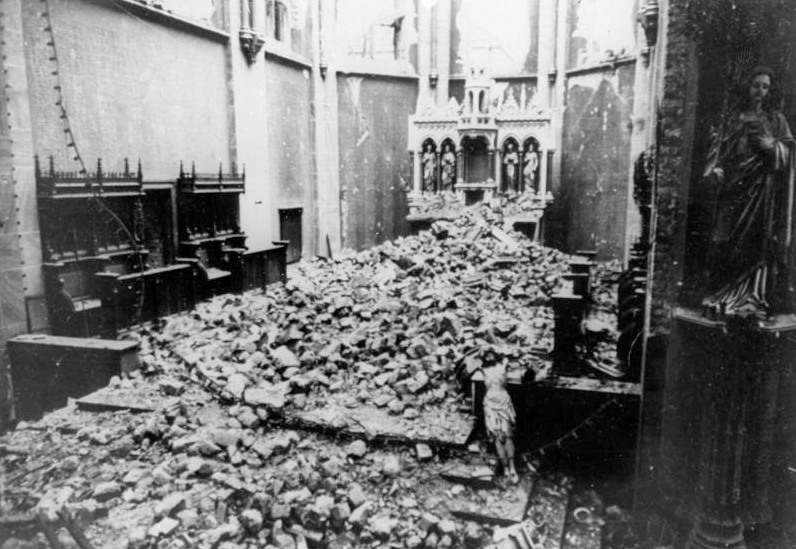
Bochum, Zerstörte St.-Marien-Kirche, 1943

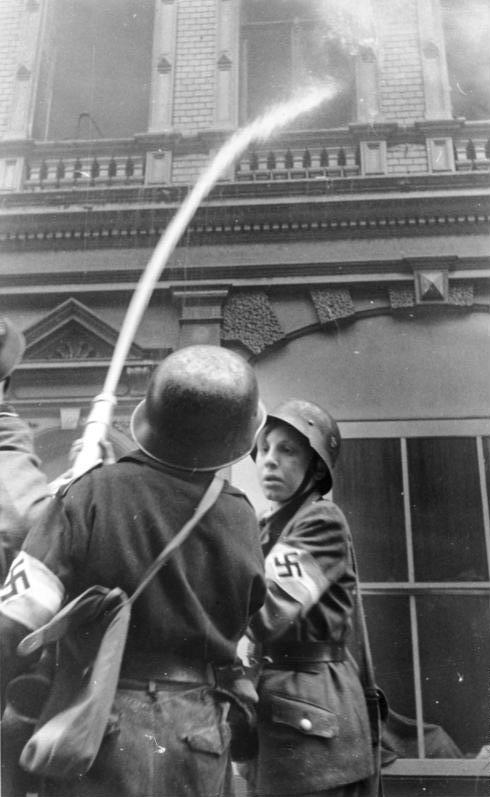
Einsatz des Hitlerjugend-Schnellkommandos bei Löscharbeiten nach dem Luftangriff auf Düsseldorf am 25. August 1943

Der Angriff auf Essen stellte den Auftakt zu einer bis Mitte Juli 1943 währenden fünfmonatigen britischen Luftoffensive dar, die als Battle of the Ruhr bekannt wurde. Ähnlich wie die deutsche Niederlage in der Schlacht von Stalingrad im Januar 1943 war auch diese Offensive ein Wendepunkt des Krieges. Seit dem 5. März 1943 wiederholten sich derartig schwerwiegende Folgen nach Luftangriffen nicht nur in Essen. Die Bevölkerung der rheinischen Großstädte Köln und Düsseldorf musste zahlreiche schwere Bombardierungen mit großen Zerstörungen und hohen Menschenverlusten über sich ergehen lassen. Dabei wurden Städte wie Aachen, Krefeld, Bielefeld, Münster, Mönchengladbach und Wuppertal aus britischer Sicht zur Ruhr area (deutsch Ruhrgebiet) gezählt. Mit Ausnahme von Hagen hatte das Bomber Command im Frühjahr und Sommer 1943 alle Großstädte an Rhein und Ruhr bombardiert. Die Monate Mai und Juni 1943 waren Höhepunkt der Luftoffensive. Die Verluste unter der deutschen Bevölkerung und den ausländischen Zwangsarbeitern lagen bei etwa 15.000 Menschenleben. Am 11. Juni 1943 verfügte das Bomber Command über 726 Flugzeuge und Besatzungen, beim letzten Angriff dieser Offensive am 9. Juli waren es nur noch 623. Die Battle of the Ruhr führte erstmals im Deutschen Reich zu nachhaltigen Schäden und Produktionsverlusten in der Rüstungsindustrie. Nach Horst Boog waren die Schäden weitaus geringer als das Bomber Command annahm. Es überschätzte die Bedeutung Essens für die deutschen Kriegswirtschaft. Der Wert der Essener Industrieproduktion machte nur 1,21 Prozent der deutschen Gesamtproduktion aus, und es wurden dort hauptsächlich überschwere Sondergeschütze hergestellt und neue Waffen erprobt. Insgesamt ging lediglich die Industrieproduktion von 4 bis 6 Wochen verloren. Dagegen war der Aufwand von 43 Großangriffen mit insgesamt 18.500 Bombern beträchtlich und wäre bei einer Verlustrate an abgeschossenen und beschädigten Flugzeugen von 16 Prozent pro Einsatz auch nicht länger durchzuhalten gewesen. Nach dem britischen Historiker Adam Tooze stellte hingegen die Ruhrschlacht einen „Wendepunkt in der Geschichte der deutschen Kriegswirtschaft“ dar, bei dem die Produktionsstörungen an der Ruhr eine „Zulieferungskrise“ in der gesamten deutschen Wirtschaft auslöste und so dem Rüstungswunder Speers mit „einem Schlag Einhalt“ geboten wurde.
Die Abwurffolge von Munition bei Luftangriffen wurde oft durch die Christbäume der Zielmarkierer angeführt, bald gefolgt von Luftminen, darunter auch sogenannte Blockbuster (deutsch Wohnblockknacker), deren Druckwellen Dächer abdeckten, Fenster wegbliesen und Brandmauern einstürzen ließen. Darauf folgend fielen Brandstäbe und Phosphorbomben in die beschädigten Häuser, in denen Zugluft die entstehenden Brandherde zu Großbränden anwachsen ließ. Danach wurden teils mit Zeitzündern versehene Spreng- und Splitterbomben abgeworfen. Wasserleitungen wurden zerstört, Straßen unpassierbar gemacht und Löschtrupps ausgeschaltet, so dass sich die zahllosen Einzelbrände teils ungehindert zu Feuerstürmen vereinigen konnten. Über manchen in Brand gesteckten Stadtteilen bildeten sich gigantische Heißluftsäulen, die orkanartige Stürme produzierten und Tausende Tonnen Sauerstoff ansaugten. Viele Menschen, gleich ob sie sich im Keller verborgen oder ins Freie flohen, starben an Hitzschlag oder Überdruck, Verbrennungen oder Kohlenmonoxidvergiftung.
Die Bevölkerung wurde, unter anderem durch Flugblätter, benachrichtigt, dass die britische Luftwaffe das rheinisch-westfälische Industriegebiet bis zur Zerstörung der Rüstungsindustrie als Kriegsschauplatz ansähe. Sie wurde aufgefordert, das Gebiet zu verlassen:

„An die Zivilbevölkerung der deutschen Industriegebiete
Im rheinisch-westfälischen Industriegebiet ist ein großer Teil der wichtigsten deutschen Rüstungsindustrie konzentriert. Es ist unser fester Entschluss, diese Industrien zu vernichten, und wir besitzen die Mittel, um diesen Entschluss durchzuführen. Durch unsere bisherigen Luftangriffe ist die Kriegsproduktion im rheinisch-westfälischen Industriegebiet um rund ein Drittel vermindert worden. Wir werden diese Angriffe so lange fortsetzen und steigern, bis jede Kriegsproduktion im rheinisch-westfälischen Industriegebiet vollkommen lahmgelegt und ihre Wiederaufnahme unmöglich gemacht worden ist.
Solange bis dieses Ziel erreicht ist, stellt das rheinisch-westfälische Industriegebiet einen Kriegsschauplatz dar. Jede Zivilperson, die sich auf diesem Kriegsschauplatz aufhält, läuft selbstverständlich ebenso Gefahr, ihr Leben zu verlieren, wie jede Zivilperson, die sich unbefugt auf einem Schlachtfeld aufhält.
Bereits am 10. Mai 1942 hat Premierminister Churchill alle deutschen Städte, in denen sich die Rüstungsfabriken der deutschen Kriegsmaschine befinden, öffentlich zum Kriegsgebiet erklärt und die deutsche Zivilbevölkerung aufgefordert, diese Städte zu verlassen.
Diese Warnung ist der Bevölkerung der deutschen Industriegebiete von der deutschen Regierung verschwiegen worden. Die deutsche Regierung hat es auch in verbrecherischer Weise unterlassen, hinlängliche Vorkehrungen zur Evakuierung der Bevölkerung aus diesen Gebieten zu treffen. Die Folgen fallen auf das Haupt der deutschen Regierung.
Dieses Gebiet ist ein Schlachtfeld und wird es bis zur vollständigen Vernichtung seiner Kriegsindustrien bleiben. Was die Frauen und Kinder betrifft, so haben sie auf einem Schlachtfeld nichts zu suchen. Was die Belegschaften der Rüstungswerke selbst betrifft, so sind sie in der Lage von Soldaten einer Armee, deren Verteidigung zusammengebrochen und deren Vernichtung unvermeidlich ist. Soldaten in solcher Lage können ohne Schmälerung ihrer Ehre den Kampf einstellen.
Wer diese Warnung missachtet, hat sich die Folgen selbst zuzuschreiben.“

| Datum                   | Angriffsziel                  | Angreifer | Beschreibung |
| ----------------------- | ----------------------------- | --------- | --- |
| 5. März 1943            | Essen                         | RAF       | In den späten Nachmittagsstunden starteten auf Flugplätzen in Ost- und Mittelengland über 442 Flugzeuge. Gegen 21:00 Uhr markierte eine vom OBOE-Zielfindungssystem an die Stadt Essen herangeführte zweimotorige Mosquito mit farbigen Christbäumen die Krupp-Werke und die Essener Innenstadt. Anschließend warfen rund 360 Bomber (Wellingtons, Halifaxes, Stirlings und Lancasters) innerhalb einer Stunde in drei Wellen rund 1100 Tonnen Spreng- und Brandbomben auf das Stadtgebiet ab, wovon die Bomben von nur 153 Flugzeugen in einem Radius von drei Meilen (5 km) um den Zielpunkt niedergingen. Mindestens 457 Menschen fanden den Tod und über 3000 Gebäude wurden völlig zerstört, wodurch Zehntausende obdachlos wurden. Die Krupp-Werke nahmen erstmals größeren Schaden. 14 britische Flugzeuge gingen bei dem Angriff verloren. Die Bilanz dieses ersten schweren britischen Bombenangriffs auf Essen lässt sich mit den Folgen der sog. Operation Millennium auf Köln am 30./31. Mai 1942 vergleichen. Bis zum 5. März 1943 war der Angriff auf Köln der bisherige Höhepunkt der britischen Luftkriegsführung gegen das Deutsche Reich. |
| 9./10. März 1943        | Ruhr                          | RAF       | 8 Mosquitos über der Ruhr |
| 10./11. März 1943       | Essen und Mülheim an der Ruhr | RAF       | 2 Mosquitos |
| 12./13. März 1943       | Essen                         | RAF       | Die RAF verlor 23 Flugzeuge |
| 26./27. März 1943       | Duisburg                      | RAF       | Ein wegen Bewölkung und technischen Problemen mit dem Funknavigationssystem weit gestreuter Luftangriff durch eine große Zahl von RAF-Flugzeugen. |
| 29./30. März 1943       | Bochum                        | RAF       | Von 149 Wellingtons und 8 OBOE Mosquitos verlor die RAF 8 Prozent. Der Angriff war wegen Bewölkung und technischer Probleme mit dem Funknavigationssystem erfolglos. |
| 3./4. April 1943        | Essen                         | RAF       | Luftangriff mit 348 Bombern (225 Lancasters, 113 Halifaxes, 10 Mosquitos). Weit gestreute Schäden in der Innenstadt und im Westen der Stadt. 21 Maschinen gingen verloren. |
| 8./9. April 1943        | Duisburg                      | RAF       | Ein Angriff von 392 RAF Flugzeugen hatte wenig Erfolg. 19 Flugzeuge gingen verloren. |
| 9./10. April 1943       | Duisburg                      | RAF       | Von 104 Lancasters und 5 Mosquitos kehrten nach einer weitverstreuten Attacke acht nicht zurück. |
| 26./27. April 1943      | Duisburg                      | RAF       | Schwerer Luftangriff mit 561 Flugzeugen (215 Lancasters, 135 Wellingtons, 119 Halifaxes, 78 Stirlings, 14 Mosquitos). Aufgrund falscher Zielmarkierung, wurde der Nordosten der Stadt bombardiert. Der Angriff wurde als teilweiser Fehlschlag gewertet. Mehr als 300 Gebäude wurden zerstört. 17 Maschinen gingen verloren. |
| 30. April / 1. Mai 1943 | Essen                         | RAF       | Von 305 Flugzeugen gingen 12 verloren. Auch die Krupp-Werke wurden wieder getroffen. |
| 4./5. Mai 1943          | Dortmund                      | RAF       | In dieser Nacht griff der bisher größte Verband mit 596 viermotorigen Maschinen Dortmund an, wobei 690 Menschen ihr Leben verloren. |
| 13./14. Mai 1943        | Bochum                        | RAF       | Von 442 RAF Bombern gingen 5,4 Prozent verloren. Die Bomben verfehlten viele ihrer Ziele durch Ablenkzielmarkierung. Trotzdem fanden mehr als 360 Personen den Tod, mehr als 1.000 wurden verletzt. Das Rathaus erlitt schwere Schäden. |
| 17. Mai 1943            | Möhnetalsperre und Edersee    | RAF       | In der Nacht zum 17. Mai 1943 gelang es einer britischen Spezialeinheit der No. 5 Bomber Group mit 14 Bombern im Rahmen der Operation Chastise (deutsch Züchtigung) die Staumauern der Möhne-Talsperre und des Edersees mit Hilfe von Rollbomben zu zerstören. Mehr als 130 Millionen Tonnen Wasser ergossen sich als Sturzflut (Möhnekatastrophe) aus der Möhne-Talsperre und überfluteten das Ruhrtal zwischen Neheim-Hüsten und Hagen. Die Flutwellen töteten (je nach Quelle) zwischen 1284 und 1900 Menschen. Die Versorgung des Ruhrgebietes mit hydroelektrischem Strom wurde nur kurz unterbrochen. 40 Prozent der angreifenden Flugzeuge kehrten nicht zurück. |
| 23./24. Mai 1943        | Dortmund                      | RAF       | Bei dem zweiten schweren Angriff auf Dortmund warfen 826 Bomber erstmals über 2000 Tonnen Bomben in einer Nacht ab. Die Hoesch Stahlwerke stellten daraufhin ihre Produktion ein. Die RAF verlor 4,8 Prozent der eingesetzten Flugzeuge. Joseph Goebbels schrieb nach den Angriffen auf Dortmund in sein Tagebuch: „Die Berichte, die aus Dortmund kommen, sind ziemlich grauenerregend. […] Wir befinden uns in einer hilflosen Unterlegenheit und müssen die Schläge der Engländer und Amerikaner mit verbissener Wut entgegennehmen.“ |
| 25./26. Mai 1943        | Düsseldorf                    | RAF       | Bei dem Luftangriff auf Düsseldorf kamen 729 Bomber zum Einsatz, wobei Wolken und Ablenkungsfeuer eine weitverstreute Bombardierung verursachten. Die RAF verlor 3,6 Prozent ihrer Flugzeuge. |
| 27./28. Mai 1943        | Essen                         | RAF       | Von 518 Flugzeugen verlor die RAF 4,4 Prozent. Weitverstreute Bombardierung führte zu Schäden von Teilen Essens und zehn umliegenden Städten. |
| 29./30. Mai 1943        | Wuppertal                     | RAF       | Bei dem Luftangriff auf Wuppertal-Barmen durch 719 Bomber entwickelte sich ein den Stadtteil größtenteils vernichtender etwa 4,0 km² großer Feuersturm. |
| 11./12. Juni 1943       | Düsseldorf                    | RAF       | Luftangriff mit 783 Flugzeugen, von denen 4,9 Prozent nicht zurückkehrten. Ein Teil der Bomben verfehlte sein eigentliches Ziel wegen inkorrekter OBOE-Zielanweisung um etwa 23 km. Eine Fläche von 130 acres (~ 0,5 km²) wurde zerstört. |
| 12./13. Juni 1943       | Bochum                        | RAF       | 503 RAF-Bomber verursachten schwerwiegende Schäden im Zentrum von Bochum. 4,8 Prozent der Flugzeuge kehrten nicht zurück. |
| 14./15. Juni 1943       | Oberhausen                    | RAF       | Von 197 Lancasters und zusätzlichen OBOE-Mosquitos kehrten 8,4 Prozent nicht zurück. |
| 16./17. Juni 1943       | Köln                          | RAF       | Von 212 Bombern verlor die RAF 14. Bewölkung und fehlerhaftes Gerät resultierten in weitgestreutem Bombardement. |
| 17./18. Juni 1943       | Köln und Ruhr                 | RAF       | 3 Mosquitos, keine RAF-Verluste. |
| 19./20. Juni 1943       | Köln, Duisburg und Düsseldorf | RAF       | 6 Mosquitos, keine RAF-Verluste. |
| 21./22. Juni 1943       | Krefeld                       | RAF       | Während dieser durch Mondlicht erhellten Nacht entzündeten 705 Flugzeuge eine für mehrere Stunden außer Kontrolle wütende Feuersbrunst. Die RAF verlor 6,2 Prozent ihrer Flugzeuge bei diesem Angriff. |
| 22. Juni 1943           | Marl-Hüls                     | USAAF     | Die 8th Air Force erzielte ihren ersten größeren Angriffserfolg bei einem Angriff auf die Chemischen Werke Hüls bei Marl, wodurch die Produktion von synthetischem Gummi für rund vier Wochen dort unterbrochen wurde und über 180 Todesopfer unter den Arbeitskräften und in den umliegenden Wohnsiedlungen zu beklagen waren. |
| 22./23. Juni 1943       | Mülheim an der Ruhr           | RAF       | 557 Flugzeuge zerstörten unter wolkigen Bedingungen 64 Prozent der Stadt. |
| 24./25. Juni 1943       | Wuppertal                     | RAF       | 630 Flugzeuge zerstörten den Stadtteil Elberfeld zu 94 Prozent. |
| 25./26. Juni 1943       | Gelsenkirchen                 | RAF       | Der Angriff von 473 Bombern auf die Nordstern-Raffinerie wurde wegen Wolkenbildung und technischer Untauglichkeit von fünf der zwölf mit OBOE-Geräten ausgestatteten Mosquitos von der RAF als erfolglos eingestuft. |
| 28./29. Juni 1943       | Köln                          | RAF       | Bei dem „Peter-und-Paul-Angriff“ genannten Flächenbombardement Kölns mit 540 (gemäß anderer Quelle 608) Flugzeugen starben mindestens 4377 Menschen. Von RAF-Flugzeugen kehrten 4,1 Prozent (von 608) nicht zurück. Nur die Hälfte der Funknavigationssysteme in den Mosquitos funktionierte. |
| 9.9/10. Juli 1943       | Gelsenkirchen                 | RAF       | Erfolgloser Angriff von 418 Bombern auf Gelsenkirchen. Wieder Ausfall der Funknavigationssysteme in fünf der Mosquitos, eine sechste zielte auf ein Gebiet etwa 16 km nördlich des eigentlichen Zieles. |
| 25./26. Juli 1943       | Essen                         | RAF       | 600 Bomber warfen ihre Bomben innerhalb einer halben Stunde über Essen ab. Goebbels hielt in seinem Tagebuch fest, dass die Produktion im Krupp-Werk nach diesem Angriff eingestellt wurde. |
| 30./31. Juli 1943       | Remscheid                     | RAF       | Mit dem letzten Luftangriff dieser Kampagne starben 1200 Menschen durch die Bombardierung von 273 RAF-Flugzeugen, von denen 5,5 Prozent nicht zurückkehrten. Zerstörung des Stadtkerns und schwere Schäden in den Außenbezirken waren die Folge. |

#### Tagangriffe der United States Army Air Forces (USAAF)
Im Sommer 1942 trafen die ersten Einheiten der 8th Air Force in Großbritannien ein. Das Konzept der Amerikaner war bereits in den Vorkriegsjahren entwickelt worden und beinhaltete Tagangriffe auf ausgewählte Industrie- und Verkehrsanlagen. In den 1930er Jahren waren hierfür bereits viermotorige Langstreckenbomber entwickelt worden, die Boeing B-17 Flying Fortress (deutsch die fliegende Festung) und die Consolidated B-24 Liberator (deutsch Befreier). Die US-Luftwaffe hatte bereits 1940–1941 eigene Angriffspläne entwickelt, welche präzise Angriffe bei Tag vorsahen, so zum Beispiel auf Industrieanlagen in Essen, Hagen, Gelsenkirchen und Bochum sowie auf die Verschiebebahnhöfe in Hamm, Schwerte, Essen und Duisburg. Doch erst im Frühjahr/Sommer 1943 war die 8th Air Force für eine Bombardierung von Zielen im deutschen Hinterland gerüstet. Auftakt für die Luftoffensive der 8th Air Force war der Angriff auf einen deutschen Marinestützpunkt in Wilhelmshaven am 28. Januar 1943.
Bereits im Februar 1943 stand der Verschiebebahnhof in Hamm mehrfach auf den Angriffsbefehlen für die Bombergruppen der 8th Air Force, doch führte die ungünstige Flugwetterlage immer wieder zum Abbruch der Operationen. Am 4. März 1943 war es dann so weit, ein Verband von rund 80 B-17 startete mit Hamm als Ziel, doch wurde der Einsatz über der Nordsee und den Niederlanden abgesagt. 19 Maschinen der 91st Bombardment Group flogen jedoch weiter nach Hamm und bombardierten den Bahnhof, wobei sie große Schäden anrichteten. Mehr als 150 Menschen starben in Hamm bei dem ersten US-Luftangriff auf ein Ziel tief im deutschen Reichsgebiet. Auf die Hydrierwerke in Gelsenkirchen und verschiedene Ziele im Rheinland und in Westfalen unternahm die 8th Air Force bis zum Jahresende 1943 wiederholt Angriffe.

#### Vorbereitungen für die alliierte Invasion
Abgesehen von den kontinuierlich erfolgenden Luftangriffen durch kleinere Verbände zweimotoriger Mosquito-Schnellbomber blieb das Ruhrgebiet im Spätsommer und Herbst 1943 sowie im Winter 1943/44 von schweren Flächenangriffen verschont. Allerdings waren die Städte Uerdingen am 22./23. August, Bochum am 29./30. September und Hagen am 1./2. Oktober 1943 das Ziel von größeren Bombardierungen. Das Hauptgewicht der Angriffstätigkeit des britischen Bomber Command lag zwischen November 1943 und März 1944 auf der Reichshauptstadt in der (Luft-)Schlacht um Berlin. Ab Sommer 1943 griff aber auch die 8th Air Force in den Bombenkrieg gegen das Deutsche Reich ein. Die im Januar 1943 auf der Casablanca-Konferenz zwischen Großbritannien und den USA beschlossene kombinierte Bomberoffensive nahm damit konkrete Formen an.
US-amerikanische Tagangriffe wechselten sich im Frühjahr 1944 mit britischen Flächenangriffen in den Nachtstunden ab. Gegen Verschiebebahnhöfe im Rheinland und in Westfalen erfolgten mehrere Operationen zwischen März und Mai 1944. Mehr als 600 Maschinen der 8th Air Force bombardierten am Abend des 22. April 1944 die Bahnanlagen in Hamm. Mit der bevorstehenden alliierten Invasion in Nordfrankreich richtete sich am 31. Mai 1944 eine Luftoperation der 8th Air Force gegen die Verschiebebahnhöfe in Hamm, Schwerte, Soest und Osnabrück.
Das britische Bomber Command war ab Februar 1944 unter dem Befehl der Supreme Headquarters Allied Expeditionary Force (SHAEF) und beteiligte sich an den Vorbereitungen der Invasion. Bomber Command unternahm im April und Mai 1944 eine Serie von schweren Flächenangriffen auf westdeutsche Städte, beginnend mit einem Angriff von 705 Maschinen auf Essen vom 26. auf den 27. März 1944. Weitere Flächenbombardierungen von Aachen, Köln, Düsseldorf, Dortmund und Duisburg folgten bis zum Ende Mai 1944.

#### Zweite Luftschlacht über der Ruhr

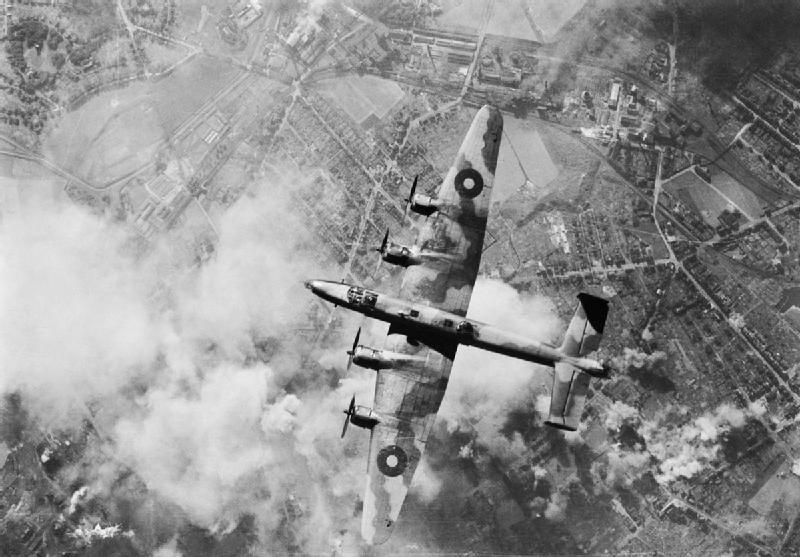
Handley Page Halifax bei einem Tagangriff auf die Raffinerie Wanne-Eickel am 12. Oktober 1944, zu sehen ist über dem Flugzeug die Zeche Hannover und unterhalb der Ortsteil Eickel

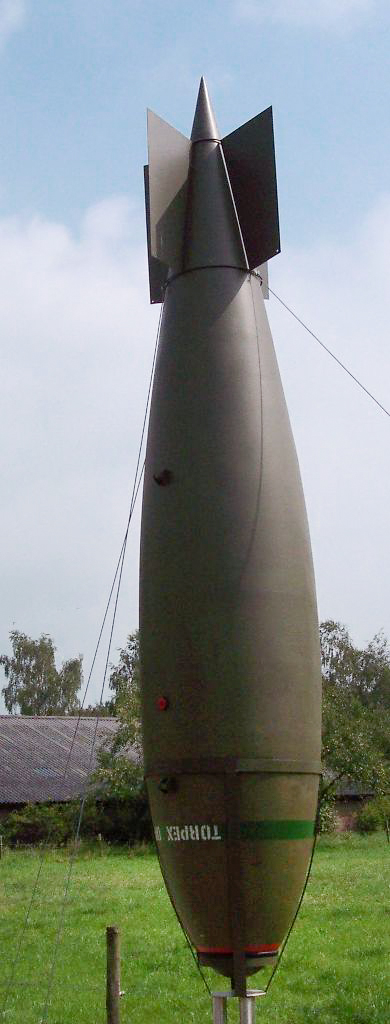
5-Tonnen-Bombe Tallboy

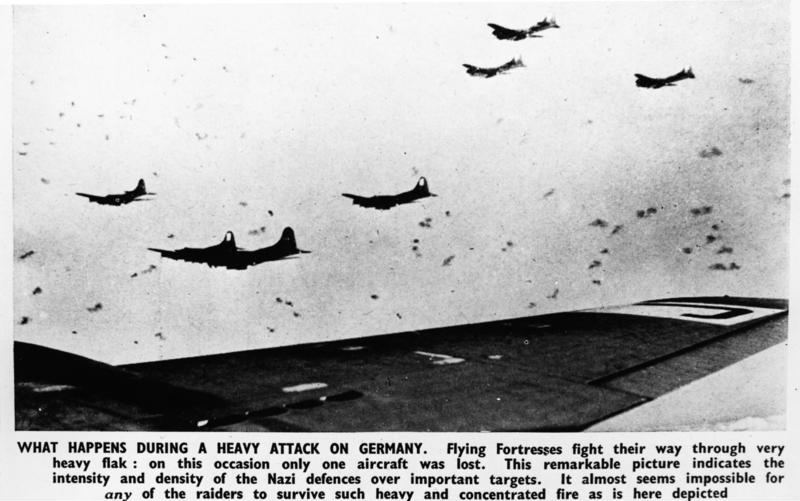
Amerikanische Bomber Boeing B-17 bei Luftangriff unter Beschuss durch deutsche Flak

Der britische Air Chief Marshal Arthur W. Tedder, seit Januar 1944 Stellvertreter von General Dwight D. Eisenhower für die Operation Overlord, forderte nachdrücklich die Bombardierung von Verschiebebahnhöfen an Rhein und Ruhr und die Steigerung von Flächenangriffen auf Industriestädte und die Bevölkerung des Ruhrgebiets.
Das britische Bomber Command flog ab August 1944 auch am Tag mit schweren Langstreckenbombern in das Reichsgebiet ein. Die britischen Maschinen wechselten sich über Westdeutschland mit der 8th Air Force ab. Zusätzlich erfolgten auch Angriffe der taktischen Luftstreitkräfte der Alliierten mit Jagdbombern und zweimotorigen Mittelstreckenbombern. Als Konsequenz des Scheiterns der Operation Market Garden wurden die strategischen Luftangriffe auf Ziele im Deutschen Reich ab dem 25. September 1944 weiter verstärkt.
| Datum           | Angriffsziel  | Bombenlast in 1000 kg                    |
| --------------- | ------------- | ---------------------------------------- |
| 27. März        | Essen         | 2834                                     |
| 22. April       | Hamm          | 8000 Spreng- und 3500 Brandbomben; Last? |
| 21. Mai         | Duisburg      | 2000                                     |
| 31. Mai         | Hamm          | ?                                        |
| 6. Oktober      | Dortmund      | 1658                                     |
| 14./15. Oktober | Duisburg      | 9000                                     |
| 22. Oktober     | Essen         | 4522                                     |
| 24. Oktober     | Essen         | 3719                                     |
| 4. November     | Bochum        | 2323                                     |
| 6. November     | Gelsenkirchen | 3288                                     |
| 9. November     | Wanne-Eickel  | 1315                                     |
| 12. November    | Dortmund      | 1122                                     |
| 15. November    | Dortmund      | 904                                      |
| 19. November    | Wanne-Eickel  | 1519                                     |
| 29. November    | Essen         | 1147                                     |
| 29. November    | Dortmund      | 1618                                     |
| 2. Dezember     | Duisburg      | 2270                                     |
| 13. Dezember    | Essen         | 2354                                     |
| 17. Dezember    | Duisburg      | 1767                                     |
|                 | Gesamt        | 43.360                                   |

Doch auch die britischen Flächenangriffe gingen weiter. In den Abendstunden des 6. Oktober 1944 forderte der schwere Flächenangriff von 498 Maschinen auf Dortmund mindestens 1148 Todesopfer. Er stand am Anfang einer Serie von schweren Luftangriffen, einer zweiten Battle of the Ruhr, die bis zum Jahresende 1944 alle bedeutenden Industriestädte im Rheinland und in Westfalen erfasste.
Am 13. Oktober 1944 erhielt die Royal Air Force die Anweisung zur Durchführung der Operation Hurricane. Zweck dieser Operation war die Demonstration der Luftüberlegenheit und der Zerstörungskraft der alliierten Bomberstreitkräfte gegenüber der deutschen Zivilbevölkerung. Die Anweisung enthielt folgende Passage:

“In order to demonstrate to the enemy in Germany generally the overwhelming superiority of the Allied Air Forces in this theatre … the intention is to apply within the shortest practical period the maximum effort of the Royal Air Force Bomber Command and the 8th United States Bomber Command against objectives in the densely populated Ruhr.”

„Um dem Feind in Deutschland allgemein die überwältigende Überlegenheit der Alliierten Luftstreitkräfte auf diesem Kriegsschauplatz zu demonstrieren … ist beabsichtigt, in kürzest möglicher Zeit eine maximale Anstrengung sowohl des Royal Air Force Bomber Command als auch des 8. United States Bomber Command gegen Ziele im dicht bevölkerten Ruhrgebiet zu unternehmen.“

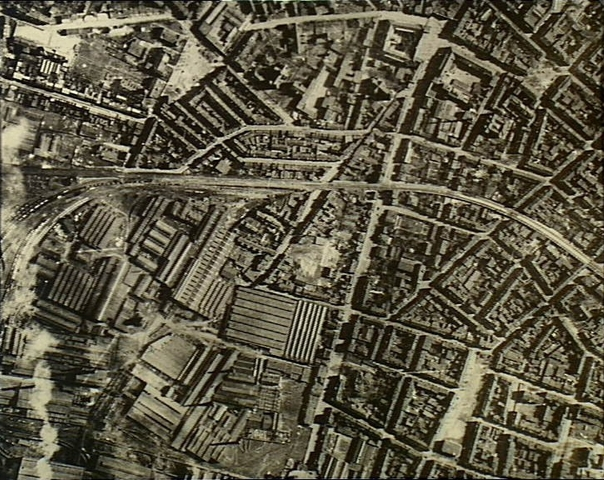
Bochum und die Gussstahlfabrik Bochumer Verein, 1944

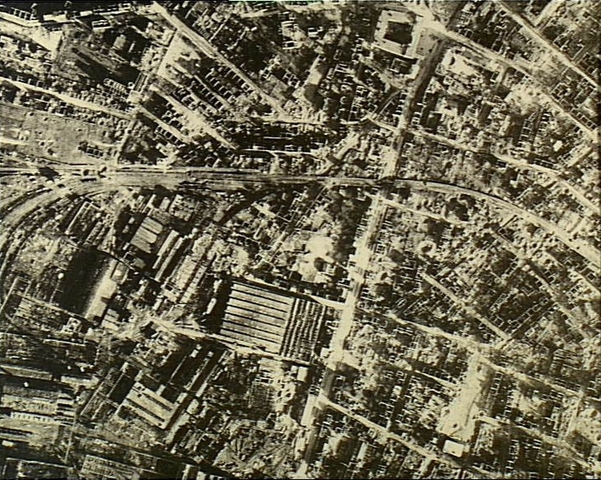
Bochum und der Bochumer Verein nach den Angriffen der RAF, November 1944

Diese Operation war am 14. und 15. Oktober 1944 eine der Höhepunkte in der zweiten Battle of the Ruhr. Rund 1800 britische Flugzeuge bombardierten in den Nachtstunden des 14. und am Vormittag des 15. Oktober 1944 die Verkehrsanlagen sowie das Stadtgebiet von Duisburg. Innerhalb weniger Stunden fielen über 9000 Tonnen Sprengbomben, wobei mehr als 2500 Todesopfer und große Sachschäden in der bereits schwer angeschlagenen Stadt entstanden. Am 15. Oktober 1944 wurde der Damm der Sorpe-Talsperre im Sauerland zum Ziel von fünf Tonnen schweren Tallboy-Bomben (deutsch großer Kerl), die ein Verband von 18 Lancaster-Bombern abwarf. Der große Damm hatte bereits am 16. und 17. Mai 1943 einem britischen Luftangriff widerstanden und wurde auch diesmal nicht zerstört. Mit zwei Bombenangriffen von 899 und 914 Maschinen flog die 8th Air Force die Verkehrsanlagen in Köln an und verursachte schwere Zerstörungen und hohe Personenverluste. Als weitere Ziele dieser Operation wurden Düsseldorf, Braunschweig (vgl. Bombenangriff auf Braunschweig am 15. Oktober 1944) und Hamburg getroffen.
In der Nacht vom 23. auf den 24. sowie am 25. Oktober 1944 war Essen Ziel von etwa 1800 britischen Flugzeugen, wobei mindestens 1163 Menschen ihr Leben verloren. In den Abendstunden des 4. November 1944 wurde Bochum angegriffen, das von über 700 schweren Bombern stark beschädigt wurde. In der Gussstahlfabrik Bochumer Verein sowie in anderen Betrieben entstanden große Zerstörungen, wobei mindestens 994 Menschen den Tod fanden. Von 23.000 Häusern blieben in Bochum nur etwa 1000 unbeschädigt und 70.000 Menschen wurden obdachlos. Weitere schwere Luftangriffe folgten im Dezember 1944 auf Hagen, Soest, Siegen, Witten und Essen.
In der SHAEF-Direktive für die alliierten Luftstreitkräfte vom 1. November 1944 wurden die Eisenbahnanlagen im Rhein-Ruhr-Gebiet auf die zweite Zielpriorität gestuft, gleichzeitig aber wurde diese Region zu einem wichtigen Operationsraum erklärt. Der Transportplan, der am 7. November 1944 in Kraft trat, machte schließlich die Eisenbahnanlagen an Rhein und Ruhr zu erstrangigen Angriffszielen.
Zu dieser Zeit rechneten hohe militärische und führende politische Kreise der Westalliierten noch vor Jahresende mit dem Zusammenbruch des NS-Regimes. Die Hoffnungen auf einen schnellen Kollaps des Deutschen Reiches erwiesen sich allerdings als ein Irrtum.

#### Kombinierte Tag- und Nachtangriffe
Die 8th Air Force verstärkte ab September 1944 ihre Angriffe auf das Rhein-Ruhr-Gebiet und nahm dabei im Oktober und November 1944 die Hydrierwerke in Gelsenkirchen, Bottrop und Oberhausen zum Ziel. Das Bomber Command beteiligte sich an diesen Bombardierungen mit schweren Tag- und Nachtangriffen auf die Hydrierwerke an Rhein und Ruhr. Die Fortsetzung der erst im Mai 1944 von den Alliierten in Mittel- und Ostdeutschland begonnenen Oil Offensive wirkte sich nun auch auf Treibstoffversorgung der Deutschen im Rhein-Ruhr-Gebiet aus.
Neben Flugbenzin lieferten die Hydrierwerke und Betriebe der Kohlenchemie an Rhein und Ruhr vor allem wertvolle Schmierstoffe, ohne deren ausreichenden Nachschub zum Beispiel der Einsatz der neuartigen Düsenjäger Messerschmitt Me 262 nicht möglich war. Viele Kokereien, die Steinkohlebergwerken angeschlossen waren und neben Koks auch Benzol, Stickstoff, Kohlenwasserstoff und Teer herstellten, waren im Herbst 1944 wieder im Fokus der alliierten Zielplanung. In den letzten Monaten des Jahres 1944 war der Verschiebebahnhof in Hamm mehrfach das Ziel für US-Bomberverbände. Hamm und Gelsenkirchen gehörten auf dem europäischen Kriegsschauplatz neben den Leunawerken in Merseburg und der Reichshauptstadt Berlin zu den hauptsächlichen Zielen für Angriffe der 8th Air Force.
Über das verzweigte Gleisnetz in Hamm wurde ein Großteils des Güterverkehrs aus dem Ruhrgebiet und Transporte Richtung Westen abgewickelt, daher standen die Bahnanlagen schon 1938 auf den britischen Ziellisten. In über 100 Nächten in der Zeit vom Mai 1940 bis August 1941 versuchten britische Flugzeuge den Bahnhof zu treffen. Hamm war auch ein Ziel mit hoher Priorität für die 8th Air Force, doch waren ihre Angriffe Anfang 1943 an vier Tagen erfolglos, bis der Bahnhof Hamm am 19. März 1943 dann zum ersten Mal bombardiert werden konnte. Die durch die häufigen Tagangriffe der 8th Air Force herbeigeführten Schäden konnten 1944 von den Reparatur-Trupps in Hamm kaum noch beseitigt werden. Am 16. Februar bombardierte die 8th Air Force erneut Treibstoffwerke und Verkehrsanlagen im Ruhrgebiet.

#### Abriegelung der Ruhr
Die Luftoffensive Interdiction of the Ruhr (deutsch Abriegelung der Ruhr) wurde vom Alliierten Oberkommando am 17. Februar 1945 beschlossen. Diese Operation sah vor, alle Bahnanlagen, Industriebetriebe und Städte auf einer Linie entlang mehrerer Eisenbahnbrücken von Bremen im Norden und Neuwied im Südwesten systematisch zu bombardieren und zu zerstören. Der Hintergrund dieses Programms war die geplante Überschreitung des Rheins durch alliierte Bodenstreitkräfte. Die Bodenoffensiven auf dem linksrheinischen Gebiet und in Richtung Köln fanden Anfang März 1945 ihren Abschluss, und so war der Weg frei für die Eroberung des Ruhrgebiets und den Vorstoß in das deutsche Hinterland. Ab Ende Februar 1945 begannen die strategischen Bomberflotten die Luftangriffe der Operation Interdiction of the Ruhr.
Die zweimotorigen Mittelstreckenbomber der 9th Air Force und der britischen 2nd Tactical Air Force griffen seit Anfang März 1945 verstärkt in das Kriegsgeschehen an Rhein und Ruhr ein und hatten Kraftfahrzeugparks, Eisenbahn- und Straßenbrücken, Kasernen, Flughäfen, Nachschubdepots, Truppenlager und Verschiebebahnhöfe zum Ziel. Die Angriffsziele lagen in von größeren Bombardierungen bisher verschont gebliebenen Klein- und Mittelstädten, so zum Beispiel in Wuppertal-Langerfeld, Schwelm, Iserlohn, Unna und Recklinghausen. Die pausenlosen Angriffe von Jagdbombern auf fahrende Züge, Bahn- und Industrieanlagen sowie auf den Straßenverkehr und Personen waren eine besondere Belastung für die Bevölkerung.
Die wichtigsten Verschiebebahnhöfe an den Randzonen des Ruhrgebiets wurden während der Operation Bugle durch mehrere schwere US-Luftangriffe zerstört. Den Auftakt bildete eine am 28. Februar 1945 begonnene kombinierte Mission gegen die Bahnanlagen in Hagen, Soest, Schwerte, Siegen, Arnsberg und Kassel. Die Tiefangriffe von Jagdbombern der taktischen Luftflotten richteten sich ebenfalls vor allem gegen den Schienen- und Straßenverkehr im westdeutschen Raum, der fast vollständig zum Erliegen kam.
Bei dem Nachtangriff auf Hagen am 5. März starben mindestens 400 Menschen in einem Hochbunker. Der überfüllte Bunker in der Nähe des Hauptbahnhofs wurde von mehreren Minen- und Sprengbomben getroffen und durchschlagen. Es handelte sich um das folgenschwerste Bunkerunglück während des gesamten Kriegsverlaufs. Am 11. und 12. März 1945 gehörten zwei gewaltige britische Angriffe mit jeweils über tausend Flugzeugen auf Essen (850 Tote) und Dortmund (890 Tote) mit zu den Höhepunkten der Luftoffensive. Zwei weitere nächtliche Flächenangriffe fanden am 15./16. März 1945 auf Hagen und am 18./19. März auf Witten statt. In Arnsberg, Vlotho, Bielefeld und Altenbeken zerstörten oder beschädigten britische Bomber in Spezialoperationen mit überschweren Panzersprengbomben (sog. Erdbebenbomben namens Grand Slam und Tallboy) bis zum 20. März die wichtigsten Eisenbahnbrücken auf den Hauptverkehrsstrecken in das Ruhrgebiet.
Die strategischen Luftstreitkräfte setzten bis Ende März 1945 ihre Bombenangriffe auf das rheinisch-westfälische Industriegebiet und das Umland ohne Unterbrechung fort. Vom 10. bis 20. März 1945 fand eine Serie von besonders schweren Bombardierungen sowie eine darauffolgende viertägige Luftoffensive statt, wobei die Städte Essen, Dortmund, Hagen und Witten durch britische Flächenangriffe völlig zerstört wurden. Hierdurch sollte der alliierten Rheinübergang im Raum Wesel und Rees (vgl. Operation Plunder) vorbereitet werden. Zwischen dem 23. und 28. März 1945 wurden die letzten größeren Luftangriffe von vier- und zweimotorigen Bomberverbänden geflogen, in deren Bombenhagel zahlreiche an den Randzonen des Ruhrgebiets gelegene Klein- und Mittelstädte untergingen. Die historische Altstadt von Paderborn wurde bei dem letzten britischen Flächenangriff am 27. März 1945 zerstört.
Insgesamt fanden in diesem Zeitraum etwa 10.000 Personen im Rhein-Ruhr-Gebiet den Tod.

#### Der Ruhrkessel

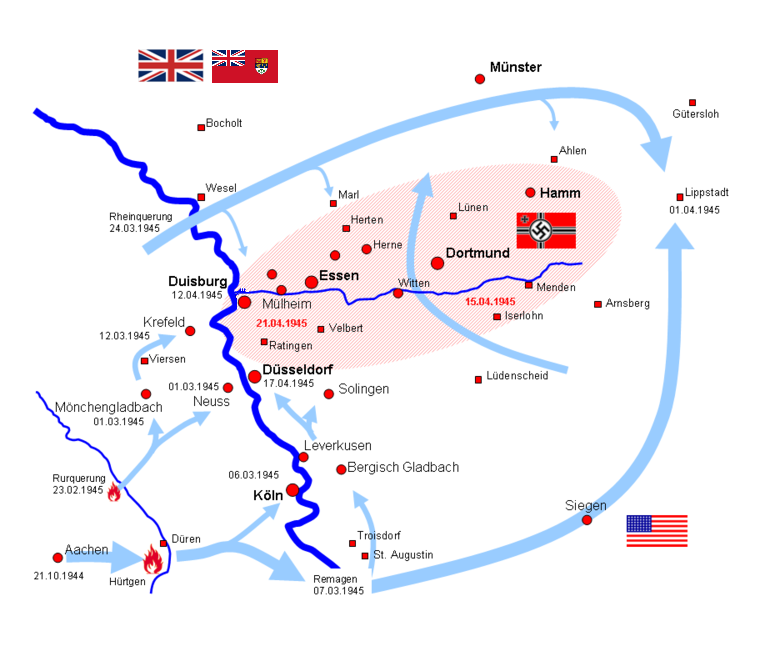
Ruhrkessel, 29. März bis 4. April 1945

Die Ludendorff-Brücke bei Remagen konnte von der 1. US-Armee am 7. März 1945 nahezu unbeschädigt eingenommen werden. Der sofortige Rheinübertritt und die Errichtung eines Brückenkopfes bei Remagen wurde zur wichtigen Ausgangsstellung für weitere Operationen gegen das deutsche Hinterland, womit auch die Eroberung des Ruhrgebietes näher rückte. Die deutschen Truppen räumten am 10. März 1945 bei Wesel auch ihren letzten linksrheinischen Brückenkopf. Britische, kanadische und US-amerikanische Luftlande- und Bodentruppen überschritten am 23. und 24. März 1945 in den Operationen Plunder und Varsity im Raum Wesel-Dinslaken auf breiter Front den Rhein. Aus dem Brückenkopf bei Remagen drang die 1. US-Armee von Süden über das Sieger- und Sauerland in Richtung Ruhrgebiet vor.
Der Oberbefehlshaber der alliierten Streitkräfte in Nordwesteuropa General Dwight D. Eisenhower genehmigte am 25. März 1945 Planungen, in denen das Ruhrgebiet zangenförmig umschlossen und damit die deutschen Einheiten eingekesselt werden sollten. Man wollte damit heftige Straßenkämpfe in den Ruinen der bombenzerstörten Städte und in den Gebirgszügen des Sauerlands so weit wie möglich vermeiden. Durch das Zusammentreffen von Truppen der 1. und 9. US-Armee schloss sich am 1. April 1945 bei Lippstadt der Ruhrkessel (englisch Ruhr Pocket). Die Luftoperationen der Alliierten über dem Ruhrgebiet beschränkten sich in dieser Zeit im Wesentlichen auf Luftaufklärung und den Abwurf von Flugblättern.

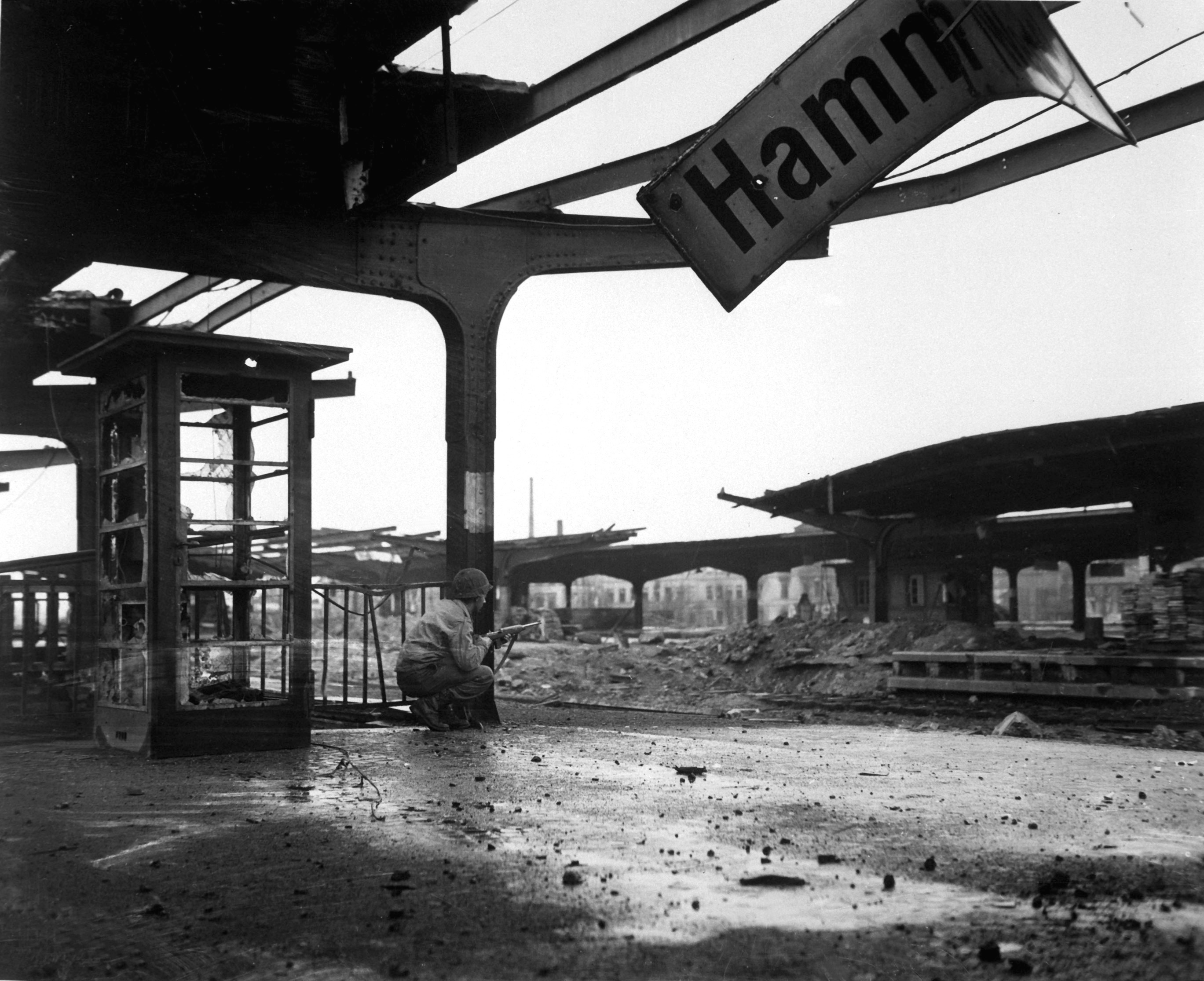
Bahnhof Hamm,
6. April 1945

Etwa 325.000 deutsche Soldaten, von regulären Verbänden der Heeresgruppe B bis zu Einheiten des Volkssturms, sowie rund 5 Millionen Zivilisten, Kriegsgefangene und Zwangsarbeiter befanden sich in einem riesigen Kessel, der von den US-amerikanischen Truppen immer enger gezogen wurde. Den Oberbefehl hatte der Generalfeldmarschall Walter Model, der als fanatischer Anhänger des Nationalsozialismus auftrat.
Ein US-amerikanischer Vorstoß am 14. April 1945 spaltete bei Hagen den Ruhrkessel in zwei Teile. Im Gegensatz zu den langwierigen und äußerst blutigen Auseinandersetzungen in der Schlacht im Hürtgenwald kam es bei dem alliierten Vormarsch an Rhein und Ruhr entgegen der fortgesetzten NS-Durchhaltepropaganda nur örtlich begrenzt zu schweren Kämpfen mit deutschen Einheiten. Die Eroberung des Ruhrgebiets wurde im Vergleich als bloßes mopping up (deutsch aufwischen) der deutschen Verteidiger empfunden. Am 17. April brach die deutsche Verteidigung im östlichen Teil des Ruhrkessels zusammen. Hunderttausende deutsche Soldaten und Angehörige des Volkssturms gingen in die Kriegsgefangenschaft. Der westliche Teil des Kessels im Raum Düsseldorf kapitulierte vier Tage später. Einige verantwortliche deutsche Offiziere hatten bereits am 15. April vor den US-amerikanischen Truppen kapituliert, wie zum Beispiel am 15. April 1945 der Generalleutnant Fritz Bayerlein im Raum Iserlohn-Menden. Generalfeldmarschall Walter Model erschoss sich am 21. April 1945 in einem Wald bei Duisburg, nachdem er bis zuletzt jedes alliierte Kapitulationsangebot abgelehnt und an den Abwehrwillen seiner Soldaten appelliert hatte. Tausende Soldaten waren seit März 1945 im Rheinland und Ruhrgebiet bei Endkämpfen ums Leben gekommen.
In dem Gebiet, aus dem später Nordrhein-Westfalen hervorging, waren in den letzten Wochen und Monaten des Krieges parallele Welten zu beobachten. Am 7. März 1945 war in Aachen das Tausendjährige Reich schon 5 Monate Vergangenheit, als US-Truppen das Zentrum Kölns eroberten und zur Brücke von Remagen vorstießen. Am gleichen Tag begann die Dortmunder Gestapo mit Massenhinrichtungen von Zwangsarbeitern. In Essen wurden noch nationalsozialistische Durchhalteparolen an Litfaßsäulen plakatiert. In diesen Wochen erlebte die Bevölkerung an Rhein, Ruhr und Weser noch schwerste Bombenangriffe, während in den amerikanisch besetzten Gebieten viele befreite polnische Zwangsarbeiter Bauernhöfe plünderten. Im Ruhrgebiet wurden in diesen Tagen noch Jugendliche und alte Männer für den Volkssturm rekrutiert, während in Neuss bereits US-Soldaten Kaugummi, Apfelsinen und Schokolade an staunende Kinder verteilten. In Lüdenscheid wurden entlaufene Soldaten noch als Deserteure erhängt und auf dem Marktplatz zur Schau gestellt. Überall waren entwurzelte Menschen unterwegs, strandeten vielfach auf Bahnhöfen in der Hoffnung auf Transport in andere Regionen, oder waren auf der Suche nach Nahrung und Unterschlupf. Die Menschen im Ruhrgebiet hatten vielfach das Gefühl beständig nahe am Abgrund zu laufen. So liefen sie Gefahr, bei verfrühtem Heraushängen der weißen Fahne von verbliebenen NS-Organen exekutiert zu werden, oder bei zu später Aufgabe von den heranrückenden Alliierten erschossen zu werden. Jeder Schritt konnte in diesen letzten Tagen der falsche sein, aber auch die Rettung bringen.

#### Luftverteidigung

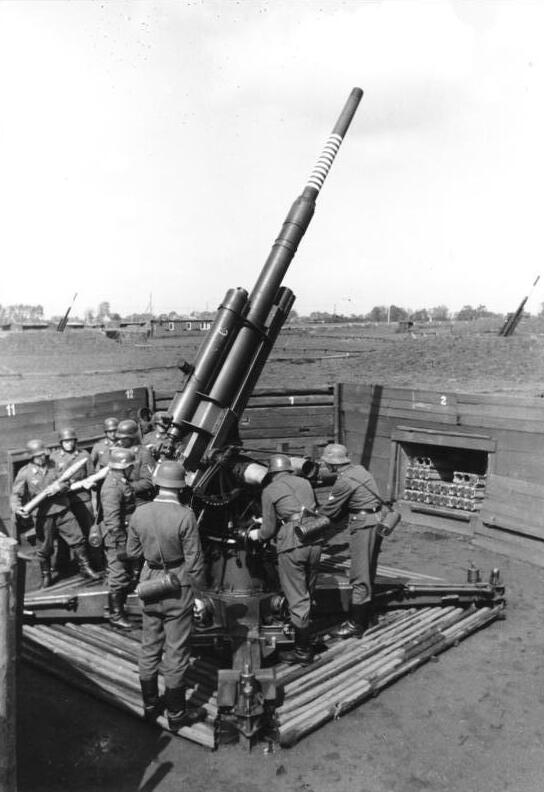
Flak-Batterie in Feuerstellung, 1943

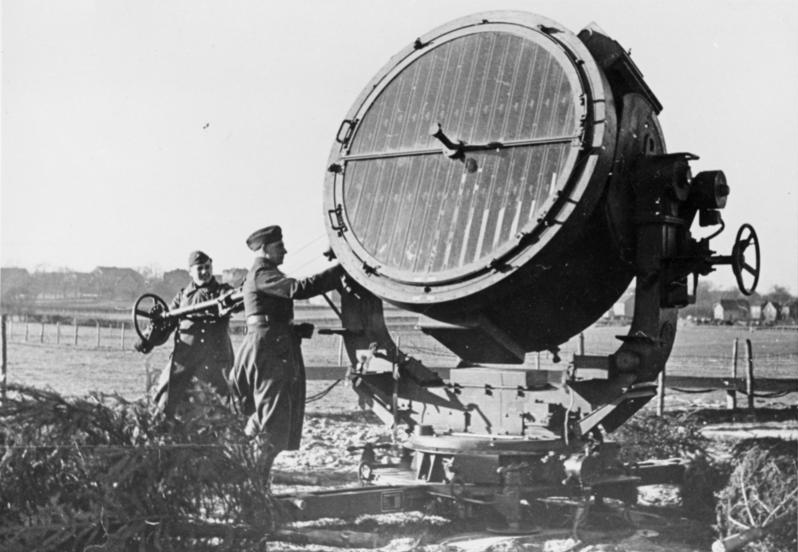
Scheinwerfer zur Fliegerabwehr, durch die Jalousieblende kann der Lichtstrahl ausgeschaltet werden, Deutschland, Januar 1940

Die etwa 3000 im Ruhrgebiet stationierten Flugabwehrkanonen schienen in den ersten beiden Kriegsjahren die einzige wirksame Luftverteidigung gegen die zunehmenden britischen Bombenangriffe zu sein, wobei die 8,8-cm-FlaK 18/36/37 das Rückgrat der Luftverteidigung bildeten. Die deutsche Flak war für etwa ein Drittel der Totalverluste an alliierten Bombern verantwortlich. Statistisch waren für einen Abschuss mehrere Tausend Schuss großkalibrige Munition nötig. Die deutschen Flugabwehrkanonen verbrauchten insgesamt 12 Prozent der Gesamtproduktion an Munition.
Deutsche Funkmess-Stellungen wurden in Frankreich, Belgien und den Niederlanden gebaut, welche die Ortung von anfliegenden Bomberverbänden schon vor dem Erreichen Deutschlands ermöglichten. Die Kammhuber-Linie, eine strategische Einrichtung zur radargestützten Luftverteidigung nach dem Himmelbett-Verfahren, erreichte im Endausbau über 1.000 Kilometer Länge von Nord- bis Südeuropa. So konnten die gegnerischen Flugzeuge bereits über Nordfrankreich unter Flak-Beschuss genommen werden.
Im Ruhrtal wurde zwischen Hamm und Duisburg eine zusätzliche Flak-Linie im Rahmen Ausweitung von Luftverteidigungszonen aufgebaut. Innerhalb der Revierstädte stellte man nach den ersten größeren Angriffswellen vermehrt Flakbatterien und einzelne Geschütze auf. Diese standen teilweise innerhalb der Wohngebiete mitten auf der Straße, direkt an Wohnhäusern und in Parkanlagen. Häufig griffen Tiefflieger erkannte oder mutmaßliche Stellungen an.
1940 wurde erstmals, und ab 1941 effektiver, mit der Nachtjagd ein zusätzliches wirkungsvolles Abwehrmittel zum Einsatz gebracht. Die Nachtjäger waren hauptsächlich im belgisch-niederländischen Raum stationiert. Die deutsche Luftwaffe setzte zusätzlich Tagjagdverbände ein, nachdem die 8th Air Force ab Sommer 1943 verstärkt in das Kriegsgeschehen eingriff. Durch das Wilde-Sau-Nachtjagdverfahren sollten bei Nacht britische Bomber direkt über den angegriffenen deutschen Städten durch deutsche Tagjäger abgeschossen werden. Allerdings gelang es trotz zahlreicher Erfolge weder den Jagdverbänden noch den Flakeinheiten, die alliierten Luftangriffe zu verhindern oder in nennenswertem Umfang einzudämmen.
Zwischen 1941 und 1943 erhöhte sich die Schlagkraft der Flugabwehr durch Flak-Großbatterien, die teilweise mit über 24 Geschützen ausgerüstet waren, durch Radar-Geräte wie Freya und Würzburg-Riese, die Ziele bis zu 70 km Entfernung orten konnten, und durch bis zu 200 cm große Flak-Scheinwerfer mit Kohlebogenlampen, deren Lichtstrahl je nach Wetterlage bis zu zwölf Kilometer hoch reichte. Mit ihnen konnten weite Gebiete überwacht werden. Ab 1943 setzten die Alliierten bei ihren Einsätzen eine Vielzahl von elektronischen Maßnahmen zur Ausschaltung der deutschen Radargeräte ein. Kleinere Bomberverbände legten Scheinkurse mit Stanniolstreifen, sog. Windows (deutsch Düppel), oder streuten tonnenweise Düppel über den Angriffszielen zur Radartäuschung aus. Auch wurden große und leistungsstarke Störsender eingesetzt, die in viermotorigen Flugzeugen zum Einsatz kamen. Zur Reduzierung dieser Störungen wurden darauf verschiedene Zusatzgeräte zur Freund-Feind-Erkennung in die Radargeräte installiert.
Mit der Einführung der Wehrpflicht 1935 wurde die bodengestützte Luftabwehr ausgebaut, so entstanden zahlreiche Flak-Regimenter, die im Rhein-Ruhr-Gebiet in den Kasernen von Bochum, Dortmund, Duisburg, Essen, Iserlohn, Köln, und Wuppertal untergebracht waren. Mehrere Flakbatterien wurden im Umfeld der rheinisch-westfälischen Rüstungsbetriebe und Verkehrsanlagen 1938 während der Sudetenkrise stationiert. Zum Kriegsbeginn im September 1939 bezogen die für das Rhein-Ruhr-Gebiet zuständigen Flakverbände ihre vorgesehenen und teilweise bereits ausgebauten Stellungen.

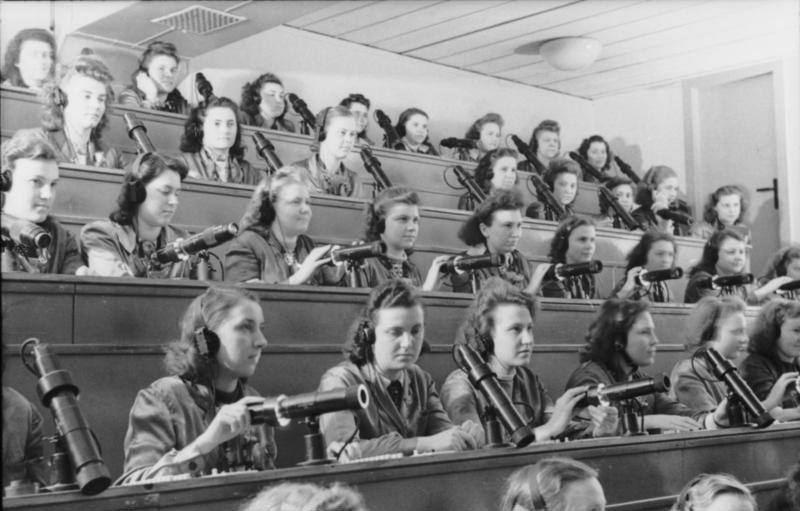
Nachrichtenhelferinnen der 4. Flak-Division

Die Flakverteidigung in diesem Gebiet erhielt allerdings erst im Frühjahr 1943 ihre bis zum Kriegsende bestehende Struktur. So hatte die 22. Flak-Division ihren Befehlsstand in Dortmund und war für das östliche Ruhrgebiet, das Münsterland, Ostwestfalen und Südwestfalen zuständig. Die 4. Flak-Division mit Sitz in der Wolfsburg zwischen Duisburg und Mülheim an der Ruhr war für das westliche Ruhrgebiet und den Niederrhein, die 7. Flak-Division in Köln für das Rheinland und das linksrheinische Gebiet, sowie für das Bergische Land zuständig.
Innerhalb der Flak-Divisionen wurden in den Flak-Regimentern sog. Flak-Gruppen gebildet, die für ein Stadtgebiet oder eine Region verantwortlich waren. Diese waren unterteilt in Flak-Abteilungen, welche für ein Schutzobjekt oder einen Stadtbezirk zuständig waren. Jeweils eine Flak-Gruppe mit mehreren Flak-Untergruppen war für die Luftverteidigung von Großstädten wie Bochum, Essen, Duisburg, Köln, Dortmund und Hagen verantwortlich. Flak-Scheinwerfer-Regimenter waren ähnlich strukturiert. Innerhalb der Flak-Divisionen operierten mobile Eisenbahn-Flak-Batterien, die an vorbereiteten Haltepunkten auf Bahnhöfen stationiert wurden.
Zwischen Rhein, Ruhr und Lippe waren im Herbst 1943 rund 1500 schwere und 1500 leichte bis mittlere Flakgeschütze stationiert. Allerdings wurden ab März 1944 zahlreichen Flak-Batterien von dort in den östlichen Teil des Deutschen Reichs verlegt, zum Schutz von Hydrierwerken und Betrieben der Luftrüstungsindustrie in Sachsen, Sachsen-Anhalt, Thüringen und Oberschlesien. Obwohl sich auch dort die von Adolf Hitler vorgestellte Flak-Festung als nicht ausreichend gegen die vorrückenden Alliierten erwies, war die deutsche Flakverteidigung dennoch für Zehntausende von alliierten Bomberbesatzungen tödlich.

#### Luftschutz

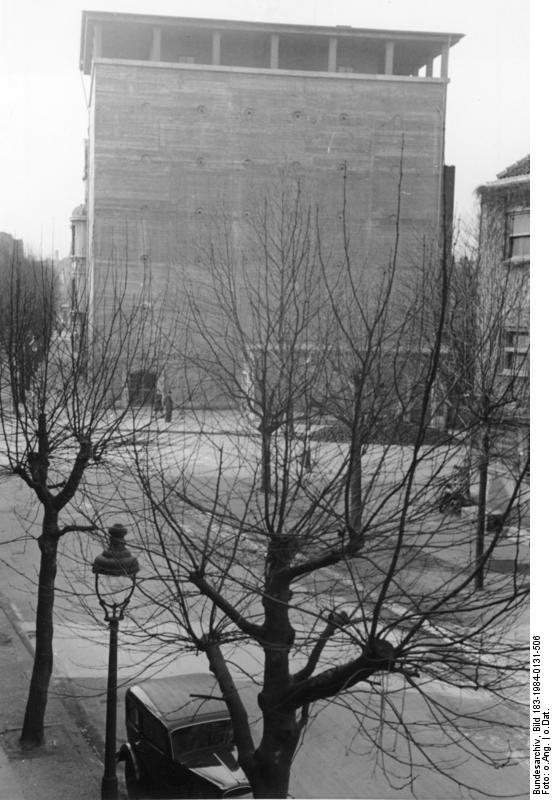
Luftschutz-Hochbunker in Duisburg

Mit der Weiterentwicklung der Luftkriegstechnik nach dem Ersten Weltkrieg nahm auch die Fülle der organisatorischen Maßnahmen zum defensiven Luftschutz im Deutschen Reich zu. Die Bevölkerung erkannte die großen Gefahren, die Luftangriffe in künftigen Kriegen mit sich bringen würden.
Seit der Machtergreifung unterstand der zivile Luftschutz dem Reichskommissariat für Luftfahrt. Der Reichsluftschutzbund, der dem Luftfahrtministerium direkt unterstand, wurde am 29. April 1933 gegründet. Der Werksluftschutz veranstaltete im gleichen Jahr zusammen mit den städtischen Feuerwehren die ersten größeren Luftschutzübungen im Ruhrgebiet. Es fand eine umfangreiche Unterweisung der Öffentlichkeit in „luftschutzmäßiges Verhalten“ statt. Im Zuge dessen erregte eine im Rahmen der Gelsenkirchener Flugschau durchgeführte öffentliche Luftschutzübung sehr starkes Interesse.
Eine besondere Form des passiven Luftschutzes war der Bau von Scheinanlagen. Im Zweiten Weltkrieg wurden z. B. etwa ein Drittel des 1,5 Quadratkilometer großen bebauten Werksgeländes der Kruppschen Gussstahlfabrik, hauptsächlich Anlagen im äußeren Bereich, völlig zerstört, ein weiteres Drittel teilweise. Zur Abwendung und Täuschung alliierter Luftangriffe wurde ab 1941 auf dem Rottberg bei Velbert eine Attrappe der Gussstahlfabrik geschaffen, die sogenannte Kruppsche Nachtscheinanlage. Sie lenkte anfangs einige Angriffe auf sich, verlor jedoch mit besseren Orientierungsmöglichkeiten der Flieger, unter anderem mit Einführung des Radars, ab 1943 ihre Wirksamkeit. Beim ersten Angriff auf die eigentliche Gussstahlfabrik im März 1943 warfen die Alliierten 30.000 Bomben ab, wobei auch umliegende Wohnsiedlungen und damit Zivilisten ausgebombt wurden.
Unter Mitwirkung des Luftschutz-Fachausschusses entstanden Richtlinien zum Schutz der Zivilbevölkerung. Aktive LS-Helfer, LS-Warte, Aufräumungshelfer, Entgiftungshelfer, Feuerwehren, praktischer Gasschutz, Technische Nothilfe usw. erhielten schriftliche Sonderanweisungen für den Ernstfall. 1935 wurde die Luftschutzpflicht eingeführt. 1939 zählte der Reichsluftschutzbund 13,5 Millionen Mitglieder.
Die während des Krieges immer häufiger stattfindenden und immer heftiger werdenden Flächenangriffe verursachten gewaltige Sachschäden und Zehntausende von obdachlosen Ausgebombten, wobei sich die von Hitler im Jahr 1940 angeordneten Luftschutzmaßnahmen, vor allem das gescheiterte „Führer-Sofortprogramm“ zum Bau von bombensicheren Hochbunkern in 50 ausgewählten deutschen Städten, als völlig unzureichend erwiesen.
Viele dieser Städte lagen im Ruhrgebiet und konnten bis zu 24 Prozent der dortigen Bevölkerung in öffentlichen Luftschutzräumen und unterirdischen Luftschutzstollen Zuflucht bieten. Jedoch wurde das sogenannte LS-Führerprogramm bereits Ende 1941 weitgehend eingestellt, da die Versorgung mit Rohstoffen und Arbeitskräften für militärische Bauten wie den Atlantikwall, die Führerhauptquartiere, und U-Boot-Bunker Priorität über Schutzmaßnahmen für die Bevölkerung erhielt. Nach dem Ende der Battle of the Ruhr kam ein geplanter weiterer Ausbau des Luftschutzes nicht über erste Anfänge hinaus.
Mit dem Kriegsende lösten sich die Verbände des zivilen Luftschutzes auf.

### Begleiterscheinungen

#### Psychische Auswirkungen
- Bomberbesatzungen

Alliierte Bomberbesatzungen hatten in einer Tour of Duty (deutsch Dienstrunde) in der Regel dreißig Einsätze zu absolvieren, die von sechs Wochen bis zu einem Jahr dauern konnten. Unter dem Commonwealth Air Training Plan wurde auch Luftfahrtpersonal aus Staaten des Commonwealth wie Kanada und Australien geschult. Dieses Personal kam oftmals als Bomberbesatzungen bei den Luftangriffen auf das Ruhrgebiet zum Einsatz. Die durchschnittlichen Verluste des Bomber Commands bei Luftangriffen auf das Deutsche Reich lagen bei 3 Prozent. Bei Angriffen auf stark verteidigte Ziele wie das Ruhrgebiet oder Berlin in 1943 und Anfang 1944 lag die Verlustrate zwischen 5 und 6 Prozent. Die Bomberbesatzungen waren sich darüber bewusst, dass bei einer angenommenen Verlustrate von 3 Prozent die Überlebenschance nach dreißig Einsätzen bei 40 Prozent, und bei einer Verlustrate von 5 Prozent bei 21,5 Prozent lag. Bomberbesatzungen hatten damit im Zweiten Weltkrieg die geringsten Chancen zu überleben. Viele waren zusätzlich mit der moralischen Rechtfertigung der Notwendigkeit ihrer Kriegshandlungen konfrontiert.
Eine Bomber Crew bestand ab 1942 typischerweise aus einem Piloten, einem Bordingenieur, einem Bombenschützen, einem Navigator, zwei Bordschützen und einem Bordfunker. Die Mitglieder einer Crew waren stark voneinander abhängig und bildeten oft Teams mit enger Bindung. Alle Angehörigen einer Crew waren für den Erfolg und das Überleben einer jeden Mission nahezu unverzichtbar. Die Luftangriffe auf das Ruhrgebiet verlangten von den Crews in den schlecht beheizten Flugzeugen unter niedrigen Luftdruckverhältnissen über etwa acht Stunden höchste Aufmerksamkeit auf engstem Raum. In der Mitte des Fluges lag das Ziel ihrer Mission, das in der Regel von starkem Flakfeuer und deutschen Jägern verteidigt wurde. In vielen ihrer Tagebücher wurde der Luftkampf über den bombardierten Städten, den sie bedingt durch die Kampfsituation mit gesteigerter Wahrnehmung erlebten, als faszinierend und erschreckend zugleich beschrieben. Die Gefahr von Kollisionen mit anderen Flugzeugen in engen Flugformationen, das Auftreten von mechanischen Fehlern, die ständige Gefahr die Mission nicht zu überleben, sowie Verwundungen oder Verluste innerhalb der Crew oder des Kampfverbandes forderte den Besatzungen höchste Ausdauer und Geschick ab. Viele Besatzungsmitglieder beschrieben sich nach erfolgten Angriffen als physisch und psychisch erschöpft.
Die Besatzungen durchliefen so mehrfach einen Zyklus von Anspannung vor den Einsätzen, die erschöpfende Intensität ihrer Mission, gefolgt von Versuchen zu schlafen, sich zu entspannen und zu erholen, um sich dann wieder auf den nächsten Einsatz vorzubereiten. Die Stimmungsschwankungen vieler Besatzungen wurden durch Teilnahme an friedvollem Zivilleben oder exzessiven, oft spontanen Partys während der Beurlaubungen zwischen den Einsätzen intensiviert. Squadron Commanders tolerierten diese Umstände oft, damit so Spannung abgebaut und die Kampfmoral aufrechterhalten werden konnte. Viele Positionen auf den Flugstützpunkten in Großbritannien waren mit Frauen aus der Women’s Auxiliary Air Force (WAAF) besetzt. Ab 1943 waren bis zu 300 Frauen auf einem Stützpunkt keine Seltenheit. Zwischen ihnen und den Besatzungen gab es zahlreiche Beziehungen von unterschiedlicher Länge und Intimität.
Trotz zunehmender Routine bei den Luftangriffen auf das Rhein-Ruhr-Gebiet galt es bei den alliierten Bomberbesatzungen als ein besonderes Ziel, vergleichbar etwa mit der Reichshauptstadt Berlin, die als Big B bezeichnet wurde. Die durch Flakbatterien starke Luftabwehr an Rhein und Ruhr und die geschlossen wirkende Stadt- und Industrielandschaft übte eine eigene Anziehungskraft auf britischen und US-amerikanischen Bomberbesatzungen aus, welches sie durch Spitznamen wie Happy Valley (deutsch glückliches oder fröhliches Tal) und Land of no Return (deutsch das Land von dem man nicht zurückkehrt) auszudrücken versuchten. Manche Besatzungen gaben ihren Maschinen einen Bezug zum Ruhrgebiet. Die erste in Kanada gebaute und im 405. Bomb Squadron der Royal Canadian Air Force fliegende viermotorige Avro Lancaster erhielt den Namen „Ruhr Express“ (deutsch Eilbeförderung oder Eilbote zur Ruhr). Eine Lancaster der 550. Bomb Squadron trug den Namen Phantom of the Ruhr (deutsch Phantom der Ruhr). Der Halifax-Bomber der 158. kanadischen Bomb Squadron hatte die Bezeichnung The Ruhr Valley Express (deutsch der Ruhrtal Express) und zeigte am Cockpit einen mit Bomben beladenen Eisenbahnzug.
- Zivilbevölkerung

Die Luftangriffe auf das Ruhrgebiet, wie auch auf andere Orte des Deutschen Reiches, erzielten zunächst das Gegenteil der beabsichtigten Wirkung. Statt die Durchhaltemoral zu schwächen, stärkten sie das Zusammengehörigkeitsgefühl in der Bevölkerung. Im Sommer 1943 schlug die Stimmung um. Das Gefühl, den Luftschlägen ohnmächtig ausgeliefert zu sein, verband sich nun mit kritischen Äußerungen gegen die nationalsozialistischen Institutionen, ohne aber dass daraus der Wille zur Rebellion erwuchs. Die Ausgebombten beschäftigten sich vorwiegend mit der eigenen Existenz, nicht aber mit Umsturz.
Das Warten auf den Alarm, das Aufheulen der Sirene, das Rennen in die Schutzräume, die Geräusche der niederfallenden Bomben, die näher kommenden Einschläge, Angst und Panik im Keller, der Verlust des Zeitgefühls, die emotionale Starre, und der Rauschzustand nach überstandenem Angriff prägten oft das Leben der Zivilbevölkerung.
Verzweiflung, Abstumpfung und ein überwältigendes Bedürfnis nach Schlaf bestimmten die Haltung der Bombardierten bis zum Ende des Krieges. Die Stimmung schwankte zwischen Auswegs- und Hoffnungslosigkeit und optimistischer Erwartung. Psychiatrische Forschungsstudien über die Auswirkungen von Massenbombardements bestätigen, dass diese Kriegstechnik oft schwere und lang anhaltende Traumata wie akute Belastungsreaktion und komplexe posttraumatische Belastungsstörung hervorgerufen hat.
Die Traumatisierung der Bevölkerung ist auch in der Literatur über den Bombenkrieg präsent. Die dargestellten Figuren sind emotionslos und dumpf, sie können, seltsam abwesend und dem Geschehen fast entrückt, nur noch instinktiv und völlig ohne die Möglichkeit der Reflexion auf die Ereignisse reagieren. Beispielsweise beschrieb Hans Erich Nossack in Der Untergang, wie Flüchtlinge aus dem zerstörten Hamburg, ähnlich wie im Ruhrgebiet, wie Tiere zusammenhockten und wunderte sich: „Warum klagten und weinten sie nicht? Und warum diese Gleichgültigkeit im Tonfall […] diese leidenschaftslose Art der Rede?“ Dabei erfuhren die Bombenopfer ihren Zustand als außerhalb von Zeit und Geschichte, denn, wie Wolfgang Borchert in Die Küchenuhr bemerkte, „wenn die Bombe runtergeht, bleiben die Uhren stehen.“ Sie waren Gefangene ihres Traumas, das sich immer wieder durch Gedanken und Träume bemerkbar machte und es nicht erlaubte, ein wirklich normales Leben weiterzuführen. In fast allen Texten sind die Figuren daher ständig in Bewegung, ohne jedoch wirklich irgendwo anzukommen. So beschrieb Dieter Forte in seinem Roman In der Erinnerung die Überlebenden der Düsseldorfer Luftangriffe als „Menschen, die […] durch die Hügellandschaft der Trümmer schlichen, halbverhungert in verlassenen Gebäuden herumsuchten, oft nicht mehr wußten, was sie suchten.“ Die Auswirkungen der Bombentraumata bestimmten in der Trümmerliteratur oft auch den Schreibvorgang an sich. Viele der Texte stellen nicht nur literarische Werke dar, sondern auch Ansätze der Selbsttherapie, wobei die Autoren versuchten, die eigenen traumatischen Erfahrungen zu überwinden, indem sie die meist visuellen und ungeordneten Eindrücke in Sprache übersetzten. Wie schwierig dieser Vorgang sich gestaltete, hat nicht nur die psychiatrische Forschung gezeigt, sondern die Werke selbst sind davon ebenfalls gezeichnet. Forte betonte: „Man muss die Sprache dafür finden – und darauf muss man sein Leben lang warten.“
- Kinder

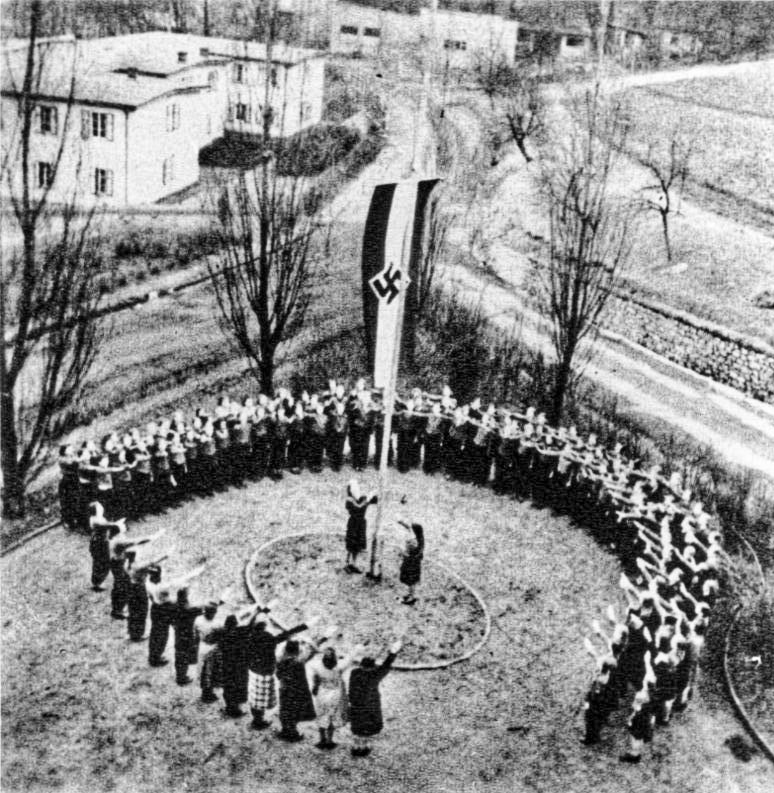
Flaggenappell im KLV-Lager

Die ursprünglich freiwillige Kinderlandverschickung (KLV) sollte sich bis Kriegsende mit schätzungsweise über 2 bis zu 6 Millionen verschickten Kindern, Jugendlichen und Müttern mit Kleinkindern – genaue Zahlen existieren nicht – zur bisher größten Binnenwanderung der Geschichte ausweiten.
Im Juli 1943 begannen umfangreiche Evakuierungen von Kindern aus den luftgefährdeten Städten an Rhein und Ruhr. Die sogenannte Erweiterte Kinderlandverschickung erfasste alle schulpflichtigen Kinder und Jugendlichen, welche mit ihren Schulklassen in als damals luftsicher geltende Regionen in Ost- und Süddeutschland, und bis nach Ungarn verschickt wurden.
Zwar wurden durch die KLV Hunderttausende von Kindern und Jugendlichen aus dem von immer häufigeren Luftalarmen und immer schwereren Bombenangriffen heimgesuchten Ruhrgebiet herausgebracht und in den zugewiesenen vielfach ländlichen Aufnahmegebieten zumeist bis Kriegsende vor größeren physischen und psychischen Schäden oder gar Bombentod bewahrt. Allerdings erlitten viele Kinder durch teilweise lieblose Aufnahme in „Pflegefamilien“, brutale Behandlung und Vernachlässigung durch Lehrpersonen sowie Schikanen der Lagerführungen vielfach psychische Schäden.
Die KLV war eine insgesamt unpopuläre Maßnahme, man sprach in der Bevölkerung seinerzeit sarkastisch auch von der „freiwilligen Zwangsverschickung“ beziehungsweise von der „Kinderlandverschleppung“. Es gelang nicht, alle Schulkinder aus den geräumten Städten des Ruhrgebiets zu evakuieren. In Bochum wurden zum Beispiel nach der Schulevakuierung im Sommer 1943 trotz massiven Drucks der Behörden und ungeachtet der Schließung der Schulen rund 6000 Schulkinder bis zum Kriegsende von ihren Eltern zu Hause behalten.
Ab Februar 1943 wurden im Ruhrgebiet reguläre Luftwaffensoldaten in Flakstellungen mit Mittel- und Oberschüler der Geburtsjahrgänge 1926–1927 in der Funktion von Luftwaffenhelfern ersetzt. Im Januar/Februar 1944 folgte der Geburtsjahrgang 1928, und im Sommer 1944 wurden auch Lehrlinge und Berufsschüler hierzu herangezogen.
Die Angehörigen der Jahrgänge 1927/28 bis 1945/47, die sogenannten Kriegskinder, haben ihre Kindheit und teils auch ihre Jugendzeit während des Krieges und in der unmittelbaren Nachkriegszeit verbracht. Sie wurden auf verschiedenste Weise traumatisiert, so durch die direkte Konfrontation mit den Luftangriffen und anderem Kriegsgeschehen. Hunger, Kälte, Entkräftung, Krankheit und Tod zählten zu den leidvollen Erfahrungen dieser Heranwachsenden. Dazu kamen die ständige Fluchtbereitschaft sowie das Erleben der eigenen Schutzlosigkeit; nicht zuletzt angesichts der Hilflosigkeit der Eltern, insbesondere der oft allein verantwortlichen Mütter.
In den Jahren nach dem Krieg hatten diese Jahrgänge in der Regel gravierende strukturelle und familiendynamische Verwerfungen zu erleiden. Der Krieg hatte in Deutschland mehr als 1,7 Millionen Witwen und fast 2,5 Millionen Halb- und Vollwaisen hinterlassen, überwiegend durch Verlust der gefallenen oder vermissten Väter. Zurückkehrende Väter waren oft physisch und psychisch versehrt und verhielten sich abgekapselt und unerreichbar. Mütter waren zudem zu notbehelfsökonomischen Strategien gezwungen, zu denen die Prostitution ebenso wie das Eingehen so genannter Vernunftehen zählte. Trotz der oft ungeliebten Familienverhältnisse in der Nachkriegszeit war den Kriegskindern Klagen nicht erlaubt. „Sei froh, dass du überlebt hast“ war ein typischer Satz jener Zeit.
Erwachsene und selbst Eltern gewordene Kriegskinder sahen sich von Seiten ihrer eigenen Kinder, den Kriegsenkeln, nicht selten Fragen zur Kriegsvergangenheit ausgesetzt, welche die Eltern oft als Anklagen empfanden und eine aus ihrer Sicht angemessene Empathie vermissten. Der intergenerationelle Austausch über das Erlebte wurde von Schuld und Scham bei den Betroffenen überschattet und damit unterdrückt. Es entwickelte sich jenes Verhalten, das uns bis heute entweder als pathologische Normalität des Ausschweigens oder als kommunikative Bagatellisierungs- und Vermeidungsstrategie begegnet.
Die in Kindheit und Jugendzeit zu verzeichnenden extremen Belastungen und Traumatisierungen führten dazu, dass in der Folgezeit bei einem nicht unerheblichen Teil der Betroffenen Angsterkrankungen, posttraumatische Belastungsstörungen, Depressionen sowie Identitäts- und Beziehungsstörungen auftraten. Ein anderer Teil blieb während des frühen und mittleren Erwachsenenalters weitgehend symptomfrei, erleidet dafür im Alter jedoch oft eine Traumareaktivierung.

#### Propaganda

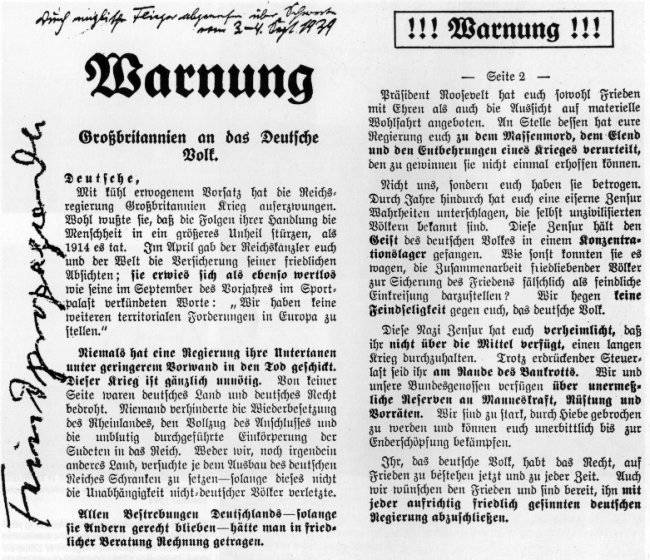
Flugblatt, 1939 (gefunden südlich von Dortmund, Quelle: Historisches Centrum Hagen)

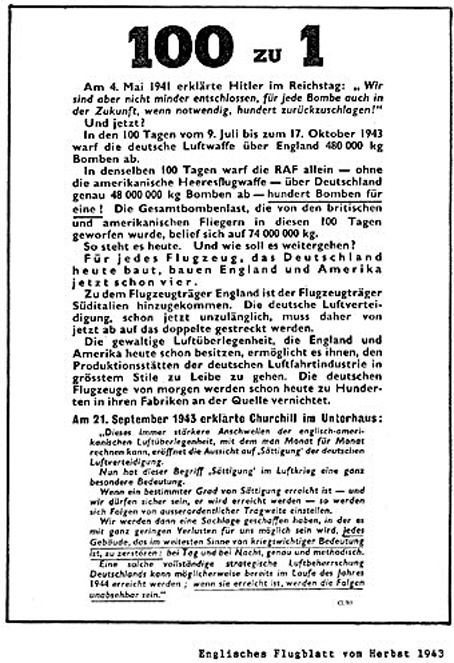
Flugblatt, 1943: 100 to 1

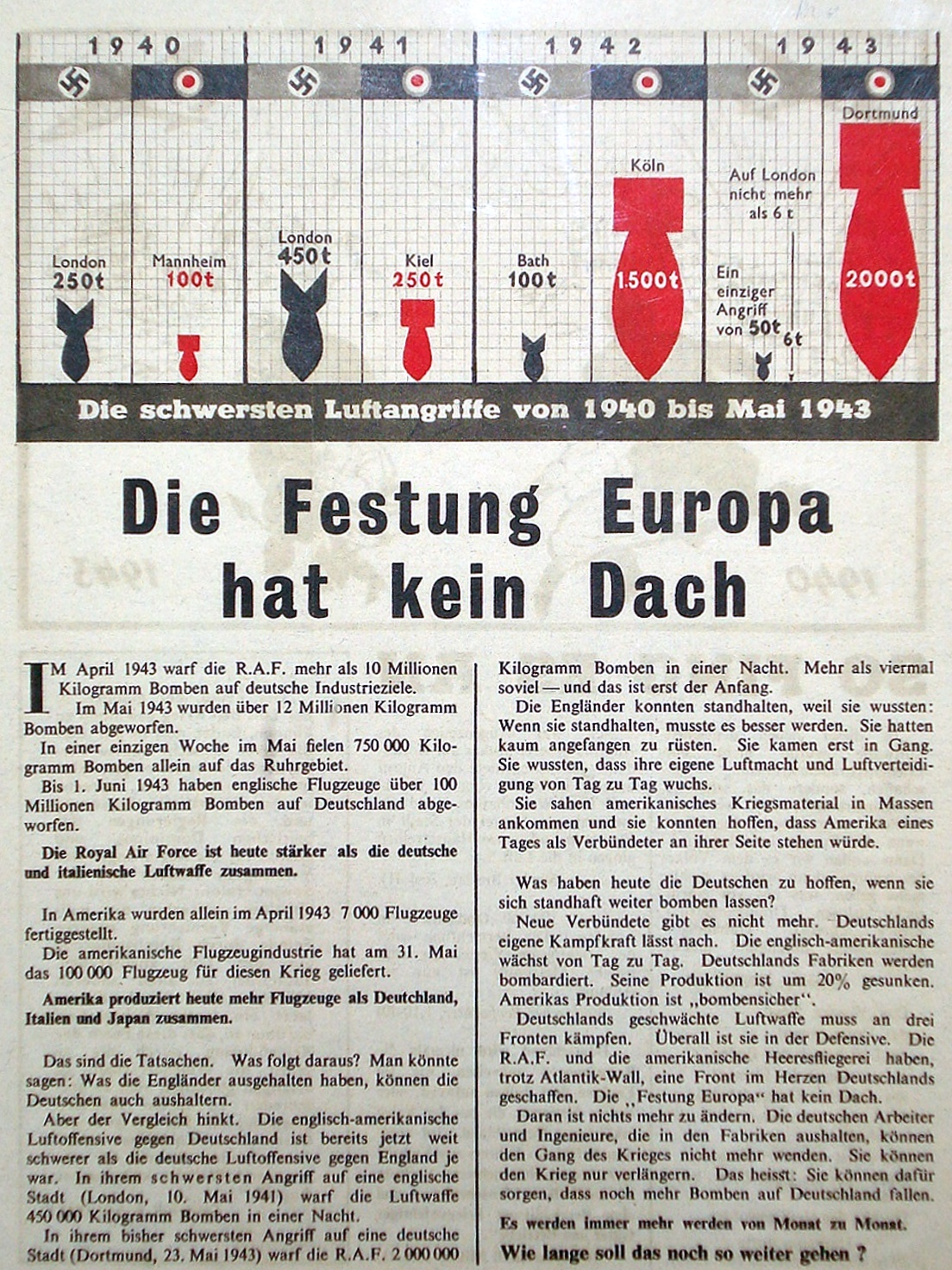
Flugblatt, 1943: Die Festung Europa hat kein Dach

##### Alliierte Propaganda
In ihrer täglich über Deutschland verbreiteten Flugblattzeitung Nachrichten für die Truppe berichteten die Alliierten ausführlich über die schweren Luftangriffe auf das Rhein-Ruhr-Gebiet. Den deutschen Lesern wurde die alliierte Sicht der verheerenden Bombardierungen geschildert und so die absolute alliierte Lufthoheit über dem Reichsgebiet signalisiert, mit Schlagzeilen wie:
Die Ruhr unter neuem Terror
Essen geht in Flammen auf
Bomben auf Dortmund blockieren die Ruhr
Doppelschlag gegen Hagen
Auch die Ruhr wird Todeszone
Die Ruhr steht in Flammen

##### Deutsche Propaganda
Die mit den Luftangriffen verbundenen ständigen nächtlichen Fliegeralarme im Rhein-Ruhr-Gebiet zielten nicht nur auf die Schwächung der Produktivität, sondern auch auf die Widerstandskraft der Industriearbeiterschaft, und damit auch auf die Kriegsmoral in der Bevölkerung. Die nächtlichen Attacken und die häufigen Fliegeralarme führten zu Schlafstörungen bei den Betroffenen und hatten vielfältige psychische Folgen.
Im Mai und Juni 1940 erfolgten die Bombenangriffe oftmals ohne einen vorherigen Fliegeralarm, worauf die Bevölkerung das Versagen des Luftwarnungssystems diskutierte. Es gab vielerorts Gerüchte. Der Sicherheitsdienst des Reichsführers SS registrierte im Sommer 1940 in Dortmund das Gerücht über bevorstehende Einsätze von Giftgas, welche schnell in Teilen der Bevölkerung zu panikartigen Reaktionen führte.
In den Lageberichten des Sicherheitsdienstes, den Meldungen aus dem Reich, wurde im Frühjahr und Sommer 1943 wieder mehrfach auf eine große Beunruhigung innerhalb der Bevölkerung Westdeutschlands hingewiesen. Der Sicherheitsdienst registrierte seit März 1943 eine zunehmende Nervosität. So heißt es zum Beispiel am 11. März 1943, dass der amerikanische Tagangriff auf Hamm am 4. März 1943 das Vertrauen in die Abwehr erheblich geschwächt habe. Die Bevölkerung in Westdeutschland habe das bedrückende Gefühl, dass die Engländer und Amerikaner entschlossen seien, eine Stadt nach der anderen auszuradieren.
Zunehmend wurde in der Bevölkerung Kritik an der nationalsozialistischen Berichterstattung über die alliierten Bombenangriffe geäußert. Die einseitige Presse berichtete ausschließlich über die hohen Personenverluste unter Kindern, Frauen und Greisen als Folge der als Mordtaten der Luftgangster bezeichneten Luftangriffe; die wirtschaftlichen und industriellen Schäden, die zum Beispiel durch den amerikanischen Tagangriff auf Hamm am 4. März 1943 und beim Angriff auf die Möhne-Talsperre am 16./17. Mai 1943 entstanden, wurden jedoch bagatellisiert oder blieben unerwähnt.
In der Bevölkerung verbreitete sich das sarkastische Gedicht:

„Lieber Tommy, fliege weiter, hier wohnen nur die Ruhrarbeiter.
 Fliege weiter nach Berlin, die haben alle ja geschrien.“

Der Reichsminister für Volksaufklärung und Propaganda, Joseph Goebbels, der auch Vorsitzender des im Januar 1943 gegründeten Interministeriellen Luftkriegsschädenausschusses (ILA) war, rief am 18. Februar 1943 im Berliner Sportpalast mit seiner Sportpalastrede zum totalen Krieg auf. Mit einer verstärkten Propagandaoffensive trat er den moralischen Auswirkungen der Bombardierungen entgegen und besuchte im April 1943 das Rheinland und die Stadt Essen. Die Führung des Deutschen Reiches setzte ab Frühjahr 1943 unter anderem auf eine verschärfte antisemitische Propaganda, durch die versucht werden sollte, die Juden als vermeintliche Hintermänner des alliierten Bombenkriegs hinzustellen.
Gleichzeitig verstärkte sich die Propaganda gegen die alliierten Bomberbesatzungen, besonders gegen die von US-Bombern. Sie wurden als Luftpiraten, Mörderbanden, Gangstertypen und Terrorflieger beschimpft. In fast allen Teilen des Reichsgebiets fanden vor allem ab Sommer 1943 Fliegermorde statt; insgesamt gab es zwischen 225 und 350 solcher Morde. Der südwestfälische Gauleiter und Reichsverteidigungskommissar Albert Hoffmann erließ am 25. Februar 1945 einen Befehl zur Billigung von Lynchjustiz gegen alliierte Jagdbomber-Piloten. Im Ruhrgebiet häuften sich die Fälle im Oktober 1944.
Um den Durchhaltewillen der Bevölkerung und ihren Glauben an einen Endsieg zu stärken, initiierte Goebbels im Frühjahr 1943 eine Aktion zur gezielten Verbreitung von Gerüchten über den bevorstehenden Einsatz von neuen Waffen. Nach einer Großveranstaltung in Düsseldorf nahm Goebbels als Redner an der Trauerfeier für die Todesopfer des Luftangriffs auf Wuppertal-Barmen (29./30. Mai 1943) teil. Der Höhepunkt seiner Reise war eine Großveranstaltung in der Dortmunder Westfalenhalle am Abend desselben Tages, wo er vor rund 20.000 Zuhörern Vergeltung für die Bombenangriffe versprach.
Zu diesem Stimmungsklima gesellte sich die für Deutschland ungünstige Entwicklung auf den verschiedenen Kriegsschauplätzen: erst die Niederlage in Stalingrad im Januar 1943, dann im Mai 1943 die Kapitulation im Afrikafeldzug und schließlich die alliierte Landung auf Sizilien. Über die bisher propagandistisch genutzten „Erfolge“ im U-Boot-Krieg konnten die Deutschen nur noch wenig erfahren – die „Schlacht im Atlantik“ hatte der Oberbefehlshaber der Kriegsmarine Karl Dönitz nach schweren Verlusten im Mai 1943 abgebrochen. Alliierte Flugblätter verbreiteten die Kunde vom Scheitern des deutschen U-Boot-Kriegs und der Niederlagen in Afrika und Italien über das gesamte Deutsche Reich.
Dennoch war die Stimmung in der deutschen Bevölkerung höchst wechselhaft; noch vertrauten viele „ihrem Führer“ Adolf Hitler. Parteifunktionäre verkündeten an der Heimatfront Endsiegparolen und Vergeltungsversprechen.
Die von der nationalsozialistischen Führung propagierten deutschen „Vergeltungsangriffe“ auf englische Städte im Frühjahr und Sommer 1943 waren verglichen mit den britischen Bombardements kleine Operationen, die zu Sachschäden und örtlich auch zu hohen Personenverlusten führten. Entgegen der deutschen Propaganda war das Ausmaß der Zerstörung durch das britische Bomber Command in Deutschland im selben Zeitraum wesentlich höher. Die im gesamten Jahr 1943 von der deutschen Luftwaffe über London abgeworfene Munition entsprach ziemlich genau dem Bombenabwurfgewicht, das in der Nacht des 23./24. Mai 1943 binnen einer einzigen Stunde vom Bomber Command auf Dortmund abgeworfen wurde. Die versprochenen Vergeltungswaffen wie die V1 und V2 kamen erst im Juni bzw. Herbst 1944 zum Einsatz.

#### Wohnraum
Mit der Zunahme der Luftangriffe verschärfte sich in den Großstädten der Wohnungsmangel. Durch das „Freiwerden“ von jüdischer Bevölkerung bewohnter Wohnfläche, welche durch Deportation oder Zusammenfassung in Judenhäusern ihre Wohnungen räumen mussten, erhoffte sich die Staatsführung zusätzlichen Wohnraum für Bombengeschädigte. Die in Westfalen im Frühjahr und Sommer 1942 forcierten Deportationen der Juden in Ghettos und Vernichtungslager im Osten lieferten jedoch nur einen Bruchteil des tatsächlich erforderlichen Wohnraumes. Ab Herbst 1943 sollten durch das Deutsche Wohnungshilfswerk (DWH) einfache Behelfsheime in Siedlungsform errichtet werden.
Aufgrund der schweren Auswirkungen alliierter Luftangriffe, die binnen weniger Stunden in einer Stadt Zehntausende ausgebombte Obdachlose zur Folge hatten, stieg auch der Bedarf an Ersatz für zerstörte Wohnungseinrichtungen, Bekleidung und Güter des täglichen Bedarfs ab 1942 stark an. Die deutschen Behörden und die NSDAP, hier besonders die NS-Volksfürsorge, konnten diesen Bedarf nicht mehr adäquat ausgleichen; zwischen 1942 und 1944 verteilten oder verkauften sie auch das beschlagnahmte Eigentum von Juden. In der M-Aktion (Möbel-Aktion) wurden zahlreichen „Bombengeschädigten“ in westfälischen Städten beschlagnahmtes jüdisches Eigentum als Ersatz für ihren zerstörten Hausrat zur Verfügung gestellt oder zu günstigen Preisen angeboten.
Diese Gegenstände wurden per Bahn oder Binnenschiff nach zu den Bedarfsorten (zum Beispiel nach Herne und Gelsenkirchen) gebracht; der tatsächliche Bedarf konnte aber nur zu einem geringen Teil gedeckt werden.

#### Wirtschaft
Zur Entlastung der militärischen und politischen Instanzen bediente sich die nationalsozialistische Staatsführung häufig der staatlichen Selbstverwaltung, wobei das Großunternehmertum hoheitliche Rechte und staatliche Aufgaben wahrnahm, und die Selbstverwaltungsorgane Werkzeuge zur Durchsetzung des staatlichen Willens waren.
Ungeachtet der im Verlauf des Krieges steigenden Zahl der Luftangriffe und der wachsenden Anforderungen des Staates an die Großindustrie und trotz der sich relativ früh abzeichnenden deutschen Niederlage blieb die Vertrauensbasis und Zusammenarbeit von Staat und Wirtschaftsführung bis zum Ende des Krieges nahezu unbeschadet.
Anfang Dezember 1944 wurde Albert Vögler zum Generalbevollmächtigten für das Rhein-Ruhr-Gebiet ernannt. Als stellvertretender Leiter des Ruhrstabes erhielt Vögler von Speer den Auftrag, alle Entscheidungen auf dem Gebiet der Rüstungs- und Kriegsproduktion in seinem Namen zu treffen.
Laut Albert Speer trat bis zur systematischen Zerstörung des Verkehrsnetzes im Herbst 1944 kein „erheblicher Ausfall“ der Produktion des Ruhrgebietes ein. Er äußerte sich am 11. November 1944 in seiner Ruhr-Denkschrift an Hitler: „Es ist […] selbstverständlich, daß ein Ausfall des rheinisch-westfälischen Industriegebiets für die […] Kriegführung auf die Dauer untragbar ist.“
In einem weiteren Memorandum an Hitler vom 15. März 1945 prognostizierte er den Zusammenbruch der deutschen Wirtschaft binnen ein bis zwei Monaten.

##### Produktion

###### Rüstungsgüter
Der United States Strategic Bombing Survey (Bestandsaufnahme der strategischen Bombardierung) vom November 1944 beschäftigte sich mit den Auswirkungen der Anglo-amerikanischen Bombardierung Deutschlands. Die Bombardierung von Stahlproduktionsstätten verminderte die Ausbringungsmenge verschiedener Stahlsorten. Der sich ergebende Engpass war aber entgegen den Erwartungen beider Seiten von keiner nennenswerten strategischen Bedeutung, genauso wenig wie die Bombardierung von Kugellagerherstellern in Schweinfurt die Produktion von fahrendem Gerät anderenorts signifikant verminderte. Die wesentliche Beschränkung lag bei gepanzerten Fahrzeugen wie militärischen Flugzeugen nicht in der Produktion, die sich bis 1944 trotz der Bombardierungen deutlich steigerte, sondern in den kaum noch verfügbaren Treibstoffen. Auch die Herstellung von Munition und Lastkraftwagen war durch die Bombardierungen 1944 merklich gefallen und bei U-Booten zum Stillstand gekommen. Die Sekundärwirkungen auf die Wirtschaft des Ruhrgebietes zeigten sich in der Zerstörung der Infrastruktur, Ausfall von Materiallieferungen und ständigen Arbeitsunterbrechungen. Nicht zu unterschätzen waren auch die Belastungen für die Belegschaft, die mit den Widrigkeiten der Bombardierung nicht nur am Arbeitsplatz, sondern auch zuhause konfrontiert waren. So betrugen zum Beispiel 1944 die Fehlzeiten in den Kölner Ford-Werken 25 Prozent.

Produktion von Rüstungsgütern in Deutschland, 1941–1944
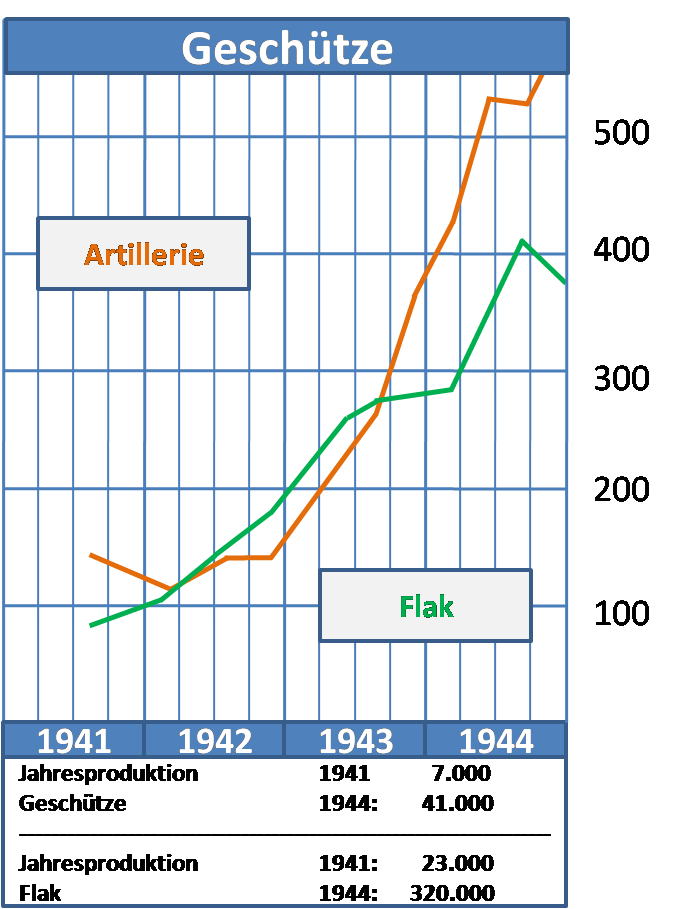
Geschütze
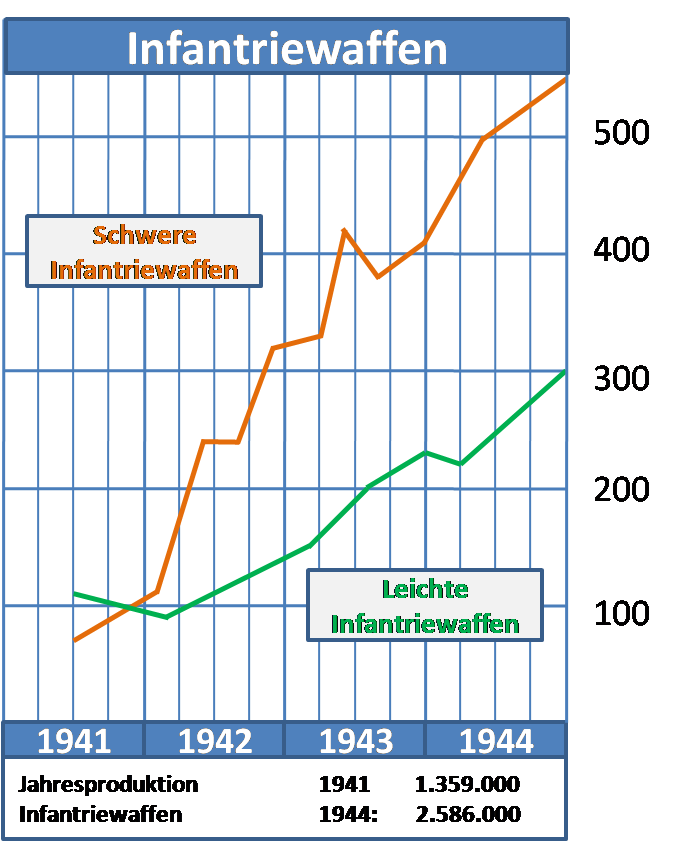
Infanteriewaffen
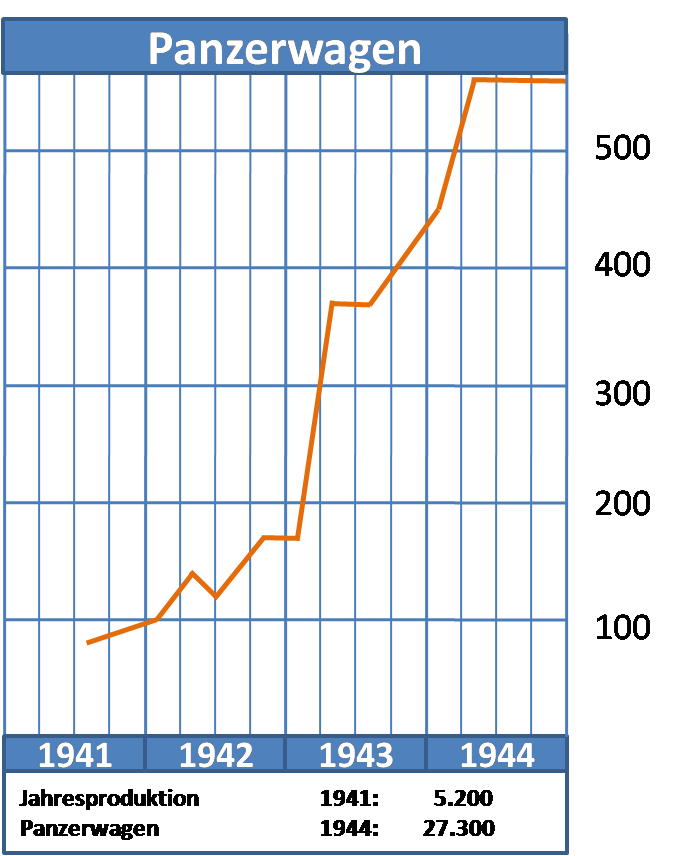
Panzerwagen
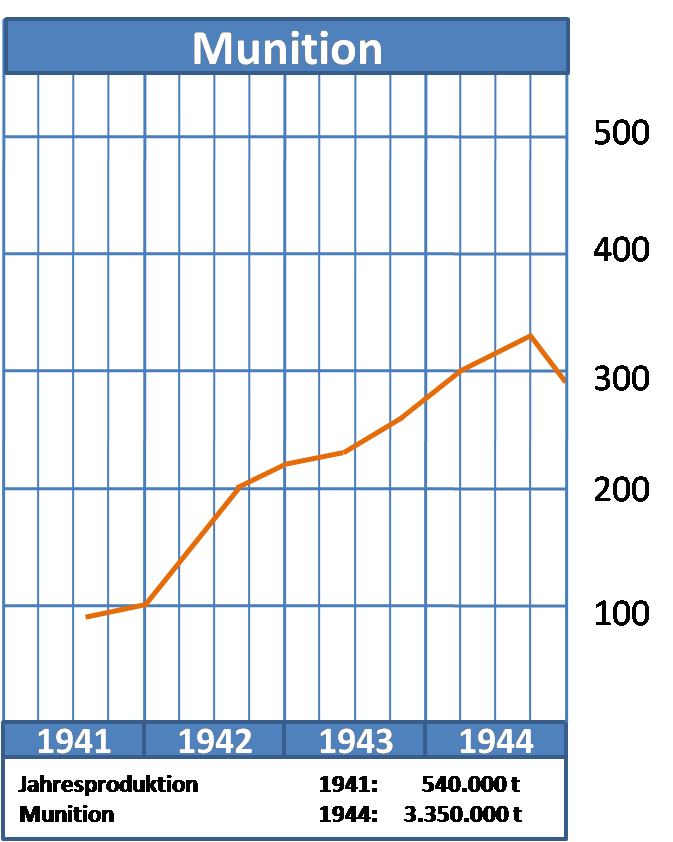
Munition
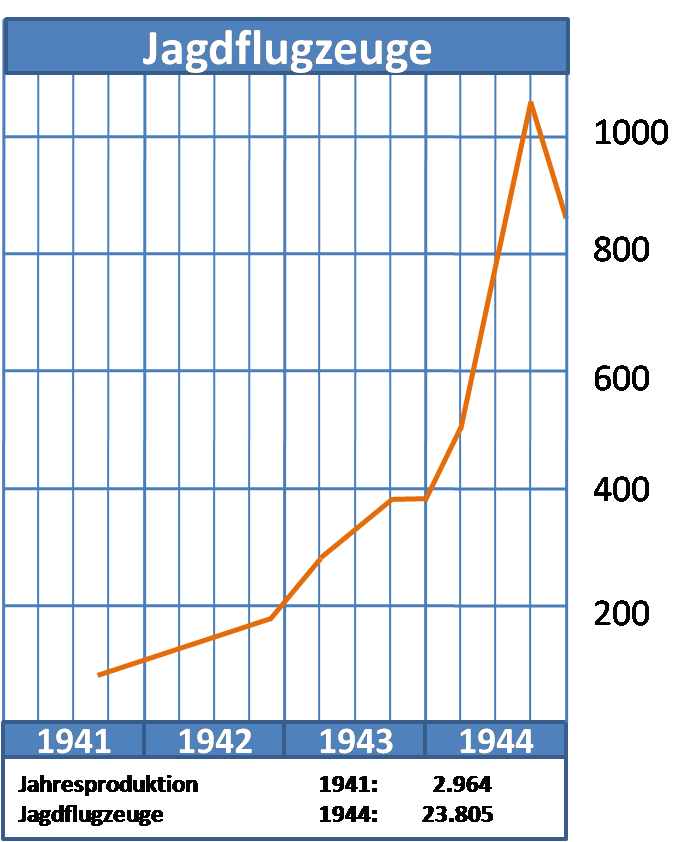
Jagdflugzeuge

###### Kohle
| Zeit               | 1000 kg/Tag |
| ------------------ | ----------- |
| 1943               | 400.000     |
| Februar 1944       | 390.000     |
| Februar 1945       | 190.000     |
| Tage der Besetzung | 11          |
| Mitte Mai 1945     | 7.000       |
| Ende Mai 1945      | 20.000      |
| Mitte Juni 1945    | 40.000      |

Die Luftangriffe legten vorwiegend durch die Zerstörung der Übertageanlagen und durch Fliegeralarme die meisten von über 150 Zechen im Ruhrgebiet bis 1945 lahm. Die Förderrate fiel nach dem Höchststand von 1944 kontinuierlich; im September 1944 rollten täglich statt der geforderten 22.000 Kohlenwaggons nur noch 5000 aus dem Ruhrgebiet. Die Förderung kam am Tag der Besetzung zum Erliegen.

###### Öl- und Treibstoffindustrie
Vor allem die Luftschläge gegen die Öl- und Treibstoffindustrie und die Kohleverflüssigungsanlagen unter anderem im Ruhrgebiet waren katastrophal für das Deutsche Reich. Das Deutsche Reich deckte den größten Teil des Bedarfs an flüssigen Kraftstoffen durch Verflüssigung einheimischer Kohle mit der Fischer-Tropsch-Synthese und dem Bergius-Pier-Verfahren zu synthetischem Benzin. Zu Kriegsbeginn 1939 lag die jährliche Gesamtkapazität für synthetisches Treibstoffe bei 1.200.000 Tonnen, und steigerte sich 1943 auf die höchste jährliche Produktion von 5.528.000 Tonnen, wovon die Anlagen im Rhein-Ruhr-Gebiet ein knappes Fünftel herstellten. Neben der deutschen Ölförderung von 800.000 Tonnen (1942) standen nur Erdölreserven in Ploiești, Rumänien bedingt, und nach den alliierten Luftangriffen auf Ploiești und der Besetzung Rumäniens durch die Rote Armee ab dem 24. August 1944 gar nicht mehr zur Verfügung. Seit Mai 1944 sollten Erdölanlagen im Zuge des Geilenberg-Programms auch unterirdisch errichtet werden. Die Umsetzung aller Pläne hätte mindestens 200.000 Arbeitskräfte über ein Jahr gebunden. Damit wären für die angestrebte Mindestmenge von knapp 300.000 Tonnen Treibstoff monatlich mehr Arbeitskräfte als in der gesamten Ölindustrie der USA erforderlich gewesen. Bei einem Bedarf von monatlich etwa 165.000 Tonnen allein an Flugbenzin wurden im September 1944 nur noch 9400 Tonnen produziert. Auch durch den verstärkten Einsatz von Zwangsarbeitern und KZ-Außenlagern war der Zusammenbruch der Treibstoffversorgung nicht aufzuhalten. Im März 1945 betrug die Kapazität der Hydrierwerke lediglich 3 Prozent des Höchststandes aus dem Jahr 1943.
| Standort                                     | Name                                       | Geschätzte Produktion in 1000 kg / Jahr |
| -------------------------------------------- | ------------------------------------------ | --------------------------------------- |
| Scholven-Buer                                | Hydrierwerke Scholven, Hibernia AG         | 350.000                                 |
| Gelsenkirchen                                | Gelsenkirchen-Benzin AG                    | 325.000                                 |
| Wesseling                                    | Union Rheinische Braunkohlen Kraftstoff AG | 250.000                                 |
| Welheim                                      | Ruhröl GmbH                                | 100.000                                 |
| Andere Produktionsstätten im Deutschen Reich |                                            | 3.250.000                               |
| Bergius-Pier gesamt                          |                                            | 4.275.000                               |
| Gesamte Produktion von synthetischem Öl      |                                            | 5.528.000                               |

| Standort                                     | Name                                            | Geschätzte Produktion in 1000 kg / Jahr |
| -------------------------------------------- | ----------------------------------------------- | --------------------------------------- |
| Castrop-Rauxel                               | Gewerkschaft Victor Stickstoff- und Benzinwerke | 200.000                                 |
| Moers-Meerbeck                               | Treibstoffwerk Rheinpreußen                     | 200.000                                 |
| Holten                                       | Ruhrbenzin AG                                   | 130.000                                 |
| Wanne-Eickel                                 | Krupp Treibstoffwerke                           | 130.000                                 |
| Dortmund                                     | Hoesch-Benzin GmbH                              | 130.000                                 |
| Bergkamen                                    | Chemische Werke Essener Steinkohle AG           | 50.000                                  |
| Andere Produktionsstätten im Deutschen Reich |                                                 | 710.000                                 |
| Fischer-Tropsch gesamt                       |                                                 | 1.550.000                               |
| Gesamte Produktion von synthetischem Öl      |                                                 | 5.528.000                               |

###### Stahl

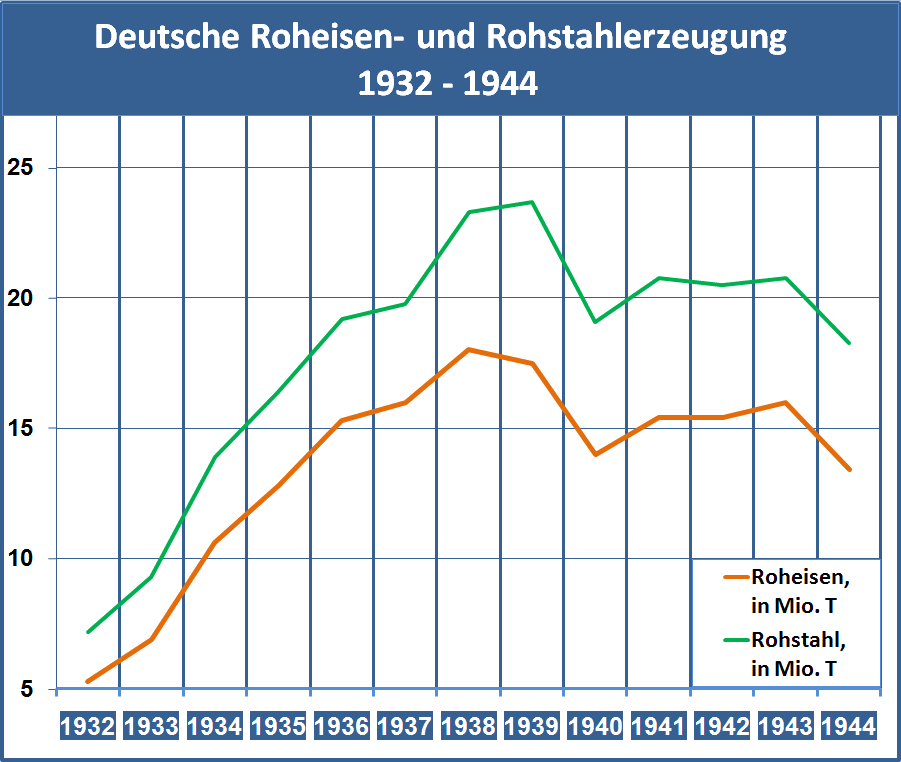
Deutsche Roheisen- und Rohstahlerzeugung, 1932–1944

Im Jahr 1939 erzeugte die deutsche Industrie 23 Millionen Tonnen Stahl, wobei der Anteil des Ruhrgebietes bei 69 Prozent lag. Hauptsächlich durch Expansion nach Lothringen, Belgien und Luxemburg im Jahr 1940 wurden zusätzliche 17 Millionen Tonnen Stahlproduktionskapazität pro Jahr hinzugewonnen. Die theoretische Kapazität von 40 Millionen Tonnen wurde jedoch durch besatzungsbedingte Unzulänglichkeiten nie erreicht.
Die Stahlproduktion an der Ruhr sank durch die Luftangriffe der RAF 1943 um 10 Prozent und konnte sich bis zum Jahresende auch nicht voll erholen. Hierfür waren allerdings eher die häufigen Luftalarme als die Beschädigungen der Anlagen ausschlaggebend. Hitler befahl, den von der New York Times berichteten Produktionsausfällen von 50 Prozent an der Ruhr nicht zu widersprechen, da er gerade diesen Eindruck erwecken wollte.
In der zweiten Hälfte des Jahres 1944 verdreifachte sich die auf Deutschland fallende Bombenlast von 150.700 Tonnen (1943 gesamt) auf 481.400 Tonnen. Zusammen mit höherer Treffgenauigkeit ergab sich hieraus ein Abfall der Stahlproduktionskapazität an der Ruhr von 80 Prozent. Die gesamte Stahlerzeugung des Deutschen Reiches sank 1944 von 5,57 Millionen Tonnen im Juli auf 1 Million Tonnen im Dezember, wobei 490.000 Tonnen auf Gebietsverlusten beruhten.
Obwohl auch Hochöfen und Walzstraßen getroffen wurden, hatten die Schäden an der Strom-, Gas- und Wasserversorgung sowie die Unterbrechung der Kommunikation und Logistik einen größeren Einfluss auf das Sinken der Produktivität. Trotz der gesunkenen Produktion, die besonders im Bereich Edelstahl zu Engpässen führte, war diese für den Kriegsausgang im Vergleich zur Öl- oder Munitionsknappheit weniger ausschlaggebend. Eine Bestandsaufnahme nach Kriegsende ergab, dass einige deutsche Industriebereiche auskömmliche bis reichliche Stahllagerbestände hielten.

###### Transport
| Datum             | Waggonladungen / Woche |
| ----------------- | ---------------------- |
| 19. August 1944   | 900.000                |
| 29. Oktober 1944  | 700.000                |
| 5. November 1944  | 700001 über 700.000    |
| 23. Dezember 1944 | 550.000                |
| 3. März 1945      | 214.000                |

21–26 Prozent aller Frachtbewegungen fand über Flüsse und Kanäle statt, unter 3 Prozent liefen über Straßen, der Rest wurde mit der Reichsbahn transportiert. Die sporadischen Luftangriffe vor September 1944 hatten kaum Einfluss auf die Leistungsfähigkeit der deutschen Transportsysteme. Die Reichsbahn war auf Luftangriffe jedoch nicht vorbereitet, so bewirkten die darauf folgenden schweren Luftangriffe auf Verschiebebahnhöfe, Brücken, Gleise und fahrende Züge ernsthafte Unterbrechungen im westdeutschen Logistikbereich.
Von den 1350 Kilometern Eisenbahnstrecken im Ruhrgebiet waren zum Kriegsende über die Hälfte nicht mehr befahrbar, und rund 500 Eisenbrücken waren zerstört.
Die Luftangriffe auf die Wasserwege hatten teilweise noch drastischere Auswirkungen. Ab dem 23. September 1944 konnten der Dortmund-Ems- und Mittellandkanal nicht mehr beschifft werden, und Verbindungen zur Küste und Mitteldeutschland waren unterbrochen. Ab dem 14. Oktober 1944 wurde aller Verkehr, besonders Kohlelieferungen, auf dem Rhein Richtung Süden durch die Zerstörung einer Brücke bei Köln eingestellt. Der Transport von Kohle machte ungefähr 40 Prozent des Gesamtverkehrsaufkommens aus. Im September 1944 wurden in Essen, dem Hauptumschlagplatz für Kohle, nur 12.000 Waggons pro Tag (W/T) für den Bedarf innerhalb des Ruhrgebietes beladen, verglichen mit 21.400 W/T zu Beginn des Jahres. Im Januar 1945 gingen die Verladungen auf 9000 W/T zurück und fielen im März auf 700 W/T. Das Verkehrsaufkommen im Ruhrgebiet reduzierte sich hierdurch enorm.
Die Bombardierungen der deutschen Bahn- und Wasserwege waren mitausschlaggebend für den alliierten Enderfolg. Sie behinderten die Produktion im Ruhrgebiet durch ausbleibende Zulieferungen und die Auslieferung der fertigen Kriegsmittel an die Front, sowie die taktische Mobilität der Wehrmacht. Viele Industrien hatten ihren Produktionshöhepunkt im Spätsommer 1944. Jedoch sank der Ausstoß ab diesem Zeitpunkt, bis Ende November nur allmählich, aber ab Anfang Dezember erfolgte ein drastischer Fall der Produktion.

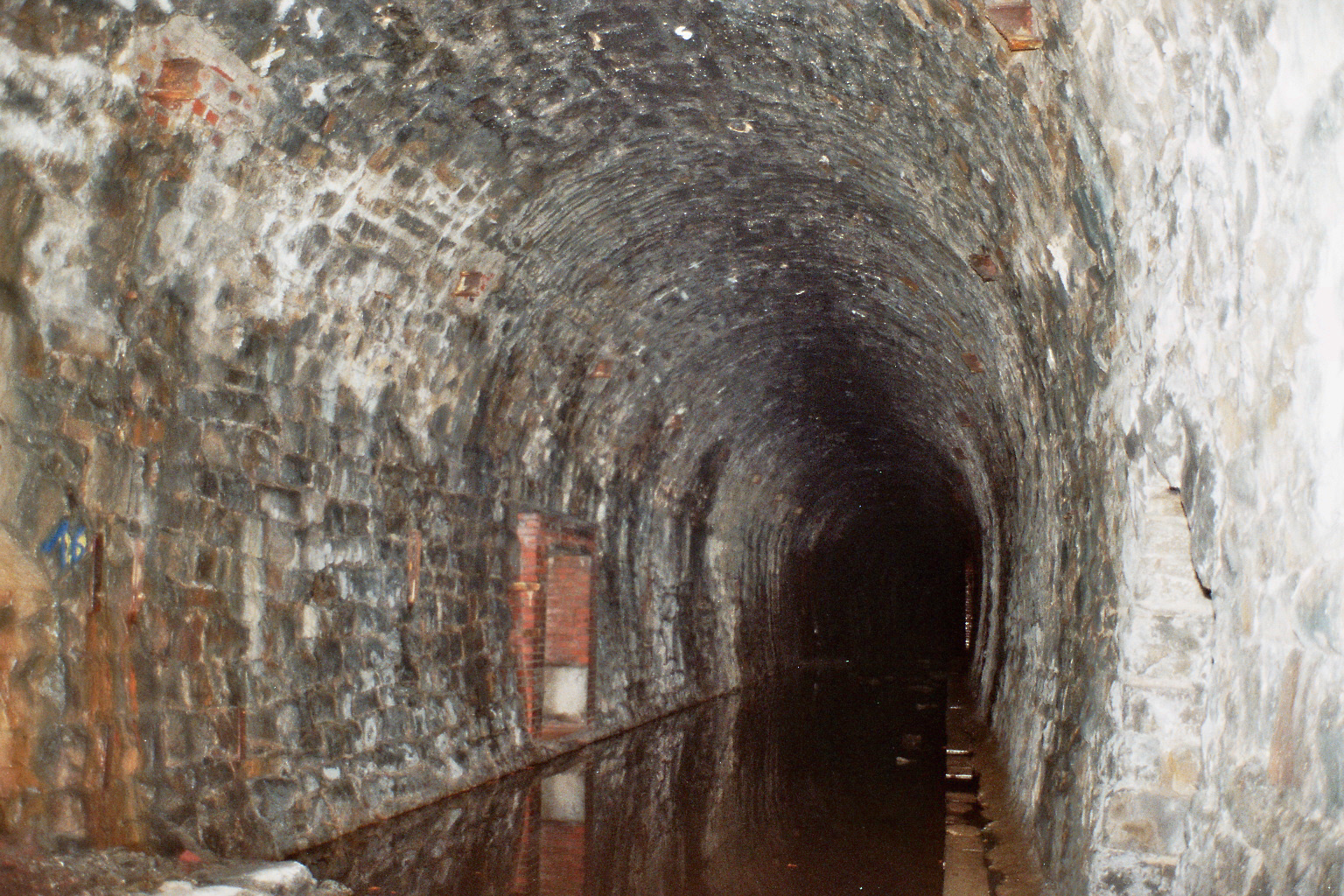
U-Verlagerung „Kauz“ an der Bahnstrecke Wuppertal-Wichlinghausen–Hattingen

###### Unterirdische Produktionsverlagerungen
Die zunehmenden Bombenangriffe der alliierten Luftflotten führten seit Sommer 1943 zu erheblichen Produktionsverlusten in der Rüstungsindustrie. Im Herbst 1943 plante das Reichsministerium für Bewaffnung und Munition unter Albert Speer die „bombensichere“ U-Verlagerung wichtiger Rüstungsproduktion in unterirdische Räume und verbunkerte Bauwerke. Als potentielle Verlagerungsorte kamen Höhlen, Eisenbahn- und Straßentunnel, Steinbrüche und versteckte Täler in Frage. Die Einrichtung und der Ausbau sowie die auch spätere Produktionsaufnahme waren mit dem Einsatz von Zwangsarbeitern, Kriegsgefangenen und KZ-Häftlingen verknüpft, so wurden etwa 100.000 Häftlinge im Geilenberg-Programm unter brutalen Bedingungen zu Räum- und Bauarbeiten in durch Bombardierungen beschädigten Treibstoffwerken und zur unterirdischen Verlagerung von Hydrieranlagen eingesetzt.
Die umfangreichen Baumaßnahmen standen unter der Aufsicht der Organisation Todt, die den Arbeitseinsatz eng mit SS und Gestapo koordinierte. Zur Tarnbezeichnung der unterirdischen Verlagerungsbauten wurden Decknamen für Geheimobjekte vergeben.

###### Zwangsarbeiter

Ostarbeiter-Abzeichen

Im Spätsommer 1944 lag die Zahl der im Deutschen Reich eingesetzten „Fremdarbeiter“ bei etwa 7,1 Mio. (etwa 5,3 Mio. zivile Zwangsarbeiter und 1,8 Mio. Kriegsgefangene), was etwa einem Viertel aller Arbeitskräfte in Deutschland entsprach. Der Ruhrbergbau war einer der wichtigsten Einsatzorte für ausländische Zivilarbeiter und Kriegsgefangene, von denen hier im Dezember 1943 über 150.000 Personen eingesetzt wurden. Auf dem Höhepunkt dieses Einsatzes waren im Sommer 1944 rund 430.000 Zivilarbeiter und Kriegsgefangene im deutschen Bergbau beschäftigt, davon im Ruhrbergbau noch 120.000 vorwiegend sowjetische, aber auch polnische, ukrainische, französische Kriegsgefangene, Ostarbeiter und italienische Militärinternierte sowie Insassen von KZ-Außenlager regulärer Konzentrationslager
Die Eisen- und Rüstungsindustrie verschlangen bald die größten Kontingente.

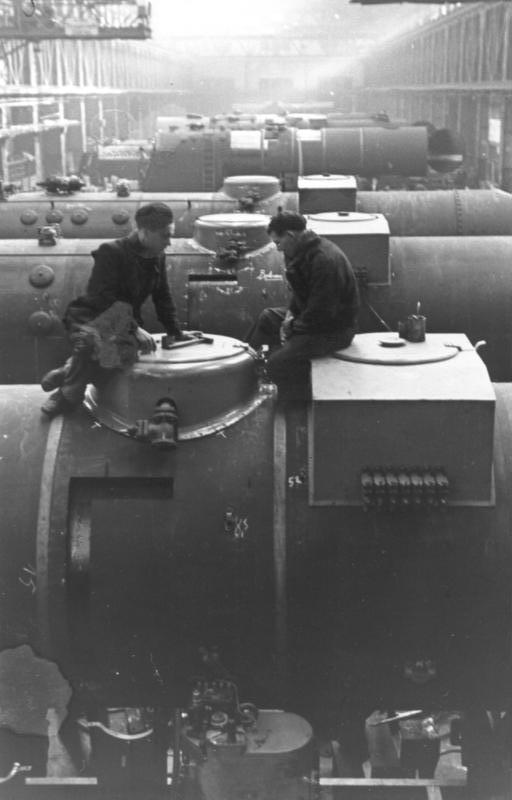
Französische Fremdarbeiter bei Lokomotivenbau

Durch den Mangel an Arbeitskräften und die hohen Zielvorgaben galten Zwangsarbeiter trotz ihrer großen Anzahl als knappe Ressource.
So fand zum Beispiel im Ruhrbergbau eine minimale medizinische Versorgung von Zwangsarbeitern statt, vorwiegend mit Maßnahmen gegen die Wurmkrankheit, Fleckfieber und zur Hautpilzbekämpfung. Der Werkluftschutz der Fried. Krupp Bergwerke AG in Essen gab Luftschutzanweisungen für „ausländische Arbeitskräfte“ heraus, ebenso für die Unterbringung von Kriegsgefangenen bei Fliegeralarm und die Errichtung von Deckungsgräben für sowjetische Kriegsgefangene. Trotz aller behördlichen und bergwerksgesellschaftlichen Regulierungen zur Behandlung, Unterbringung bis hin zur seelischen Betreuung von Zwangsarbeitern wurden wiederholt zahlreiche schwere Missstände festgestellt, unter anderem durch eingesetzte Kommissionen und Vorstände im Ruhrbergbau.
Als sich im Laufe des Jahres 1943 die Intensität der Luftangriffe steigerte, stieg die Anzahl jener Zwangsarbeiter, die aus gesundheitlichen Gründen für den Arbeitseinsatz nicht mehr fähig waren, bei Luftangriffen starben oder flüchteten, so stark an, dass die angestrebte Steigerung der Kohleförderung nachhaltig in Frage gestellt wurde. Diese war zwingend notwendig für eine Erhöhung der Produktionszahlen der Eisenindustrie. Beispielsweise gelang von 2619 Ostarbeitern, die der Kruppsche Bergbau im August 1943 erhielt, 1979 die Flucht.
Die Bewältigung der Luftangriffsfolgen wies Zwangsarbeitern eine Schlüsselrolle zu. In den Städten mussten sie Trümmer beseitigen, Leichen bergen und vor allem zahlreiche Bombenblindgänger entschärfen. Unter den Todesopfern der Luftangriffe befanden sich auch Tausende von Zwangsarbeitern, die oft den alliierten Bomben nahezu schutzlos ausgeliefert waren. Polizeipräsidenten und Bürgermeister verwehrten ihnen vielfach den Zugang in die Luftschutzbunker. Genaue Zahlen lassen sich nicht mehr feststellen, als Beispiele sollen dienen:
- Zahlenangaben zu Opfern des Angriffs auf die Staumauern der Möhne-Talsperre im Mai 1943 schwanken zwischen 1284 und 1900 Menschen, von denen mehr als die Hälfte kriegsgefangene Zwangsarbeiter waren.[54]
- Bei einem britischen Nachtangriff auf Dortmund im Mai 1943 wurden etwa 200 sowjetische Kriegsgefangene getötet.[148]
- Am 31. Mai 1944 forderte ein Großangriff auf Hamm etwa 200 Tote, von denen der größte Teil Zwangsarbeiter und Kriegsgefangene waren.[149]
- Am 11. September 1944 kamen im Gelsenberg-Lager für jüdische Zwangsarbeiterinnen aus dem KZ Auschwitz-Birkenau bei Bombenangriffen mindestens 150 weibliche KZ-Häftlinge ums Leben, weil sie keine Schutzräume aufsuchen durften, mehr als hundert wurden verletzt. Opfer unter den Aufseherinnen und der Belegschaft des angegriffenen Werks gab es nicht.

Mit dem Näherrücken der Front sank die Disziplin in den Lagern, und der Widerstand wuchs. Mit den anhaltenden Luftangriffen und der einhergehenden Zerstörung zerfiel die gesellschaftliche Ordnung, und in den zerstörten Städten entwickelte sich eine Unterwelt aus Kriminellen, Deserteuren und entwichenen Zwangsarbeitern, auf die die NS-Behörden mit zahlreichen Endphaseverbrechen reagierten. Im Zuge der amerikanischen Besetzung herrschten im Ruhrgebiet zeitweise anomische Zustände mit einhergehenden Plünderungen, Überfällen und Vergewaltigungen durch ehemalige Zwangsarbeiter.
Siehe auch
Fremdvölkische
Nationalsozialistische Rassenhygiene
Polen-Erlasse
Vernichtung durch Arbeit

##### Infrastruktur

###### Instandsetzung

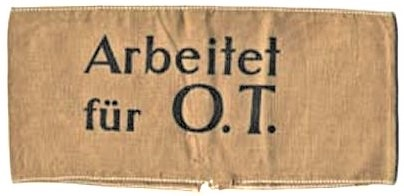
Armband „Organisation Todt“

Den umfangreichen Sachschäden in der Rüstungsindustrie begegnete die Reichsführung mit dem erstmaligen Einsatz der Organisation Todt im Deutschen Reich. Im August 1943 wurde der Ruhrstab ins Leben gerufen, der dem Reichsminister für Bewaffnung und Kriegsmunition, Albert Speer, unterstellt war. Über 5000 Angehörige der OT wurden Mai 1943 für den Wiederaufbau des Ruhrgebietes vom Atlantikwall verlegt, und so konnte der Wiederaufbau der Staumauer der Möhne-Talsperre bereits am 3. Oktober 1943 abgeschlossen werden. Diese OT Einsatzgruppe Rhein-Ruhr blieb bis Kriegsende im westdeutschen Raum stationiert und beseitigte bis März 1944 die meisten der im Sommer 1943 entstandenen Sachschäden in den Industriebetrieben an Rhein und Ruhr. Begünstigend wirkte hierbei, dass selbst in vollständig zerstörten Werkstätten die Maschinenausrüstung oftmals nur kleinere Schäden erlitten hatte. Die intakten Maschinen konnten in der Regel drei oder vier Wochen nach dem Bombardement und der Räumung der Trümmer wieder in Betrieb genommen werden. Werke wie Kesselgebäude, Kraftwerke, Chemiefabriken oder Raffinerien waren jedoch bei Volltreffern auf Teileinrichtungen zeitweilig völlig gelähmt. Die Instandsetzung von Fabrikgebäuden wurde nur dort vorgenommen, wo es für den Produktionsablauf notwendig war. So wurde auch für Beobachter aus der Luft der Anschein schwerer Schäden und der Arbeitseinstellung gewahrt.

###### Der Nerobefehl

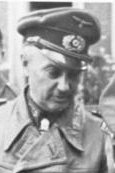
Generalfeldmarschall Walter Model

Am 19. März 1945 ordnete Hitler mit dem Nerobefehl Zerstörungsmaßnahmen im Reichsgebiet an, durch den die Taktik der verbrannten Erde auf deutschem Gebiet Anwendung fand. Der Führerbefehl lautete: „Alle militärischen-, Verkehrs-, Nachrichten-, Industrie- und Versorgungsanlagen sowie Sachwerte innerhalb des Reichsgebietes, die sich der Feind für die Fortsetzung seines Kampfes irgendwie, sofort oder in absehbarer Zeit, nutzbar machen kann, sind zu zerstören.“ Die nach den Luftangriffen einrückenden alliierten Militäreinheiten sollten nur unbrauchbare Infrastruktur auffinden; ihr Vordringen sollte damit erschwert werden. Unter den Partei- und SS-Funktionären waren viele Fanatiker, die sechs Wochen lang mit den alliierten Luftwaffen und Artillerien um die endgültige Zerstörung Deutschlands wetteiferten. Am 30. März und am 7. April 1945 wurde der Zerstörungsbefehl durch Hitler in Teilen neu gefasst und präzisiert, wobei er vor allem den Handlungsspielraum der verantwortlichen Reichsverteidigungskommissare und des Reichsministers für Rüstung und Kriegsproduktion, Albert Speer, bei der Durchführung der Maßnahmen festlegte. Dies betraf insbesondere Industriebetriebe, Versorgungs- und Verkehrsanlagen sowie Brückenbauwerke. Die 'Abschwächung' des Erlasses bestand vor allem darin, dass nun wieder von einer möglichen Instandsetzung nach der Rückgewinnung aus alliierter Hand ausgegangen wurde.
Speer bereiste von September 1944 bis Ende März 1945 mehrfach die Region an Rhein und Ruhr. Seine Eindrücke der Situation brachte er Hitler sowie Mitgliedern des NS-Führerkorps, der Staatsverwaltung und Wirtschaft in Reiseberichten zur Kenntnis. In seinen 1969 nach der Haftentlassung veröffentlichten Erinnerungen erweckte Speer den Eindruck, dass er anlässlich einer Besprechung mit den rheinisch-westfälischen Gauleitern im März 1945 bei Hagen die sofortige Rücknahme der geplanten Räumungen sowie die Entscheidungsbefugnis bei der Umsetzung der Zerstörungsbefehle erreicht hatte. Speer suchte die Kooperation mit Industriellen und Verantwortlichen der Ruhrlade, vor allem Walter Rohland und Albert Vögler, sowie dem Militärbefehlshaber der Region, Generalfeldmarschall Walter Model. Model war jedoch wenig bereit, sich dem Nerobefehl zu widersetzen. Der schnelle Vormarsch der alliierten Truppen, die geschwächte Kampfkraft und der Mangel an technischem Umsetzungsvermögen der deutschen Verteidiger inmitten chaotischer Zustände bewirkten, dass sich die Kombination aus militärischer Gehorsamspflicht und nationalsozialistischem Vernichtungswillen nicht voll entfalten konnte und die Produktionsmittel im Ruhrgebiet weitgehend erhalten blieben.

###### Blindgänger und Altlasten

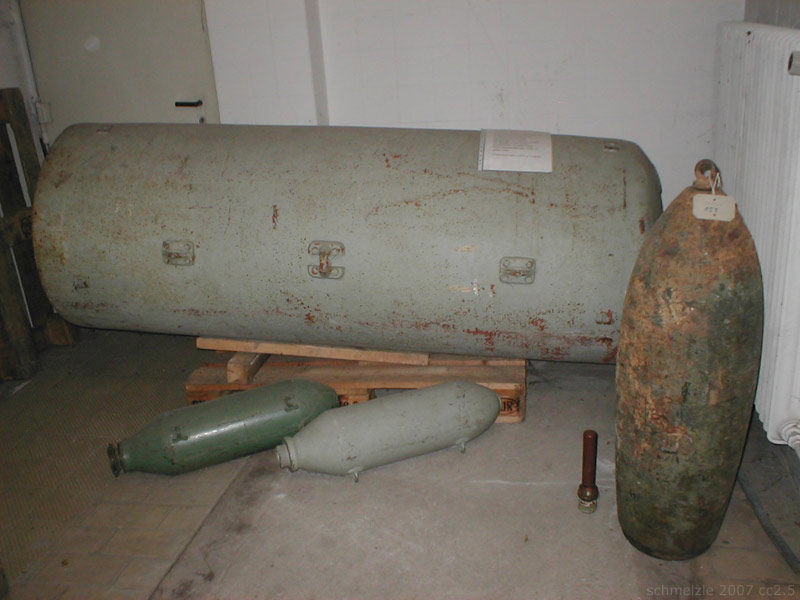
Blindgänger

Von den 650.000 Tonnen Abwurfmunition, die im Zweiten Weltkrieg durch die Luftflotten der Briten und Amerikaner über dem heutigen Nordrhein-Westfalen abgeworfen wurden, verblieben bis zu 30 Prozent als Blindgänger im Boden. In den primären Zielgebieten alliierter Luftangriffe findet sich auch heute noch eine Vielzahl von Blindgängern im Erdreich. In Nordrhein-Westfalen wurden im Jahr 2007 fast 1600 Bomben entschärft, dazu 116.000 Granaten, 86 Minen und 1800 Handgranaten. Aus Sicherheitsgründen konnten 928 Kampfmittel nicht abtransportiert werden, sondern mussten am Fundort gesprengt werden. Der Zentrale des Kampfmittelräumdienst in Hagen liegen heute 300.000 historische Fotos der RAF vor, die von Aufklärungsflugzeugen nach Bombardierungen aufgenommen wurden. Über Archivarbeiten und Luftbildauswertung können konkrete Verdachtspunkte von Blindgängern und kriegsbedingten Altlasten auf Industrieflächen und Baugrundstücken ermittelt werden, Detailuntersuchungen werden mit Probebohrungen, Magnetometersonden und Bodenradar erstellt. Mit zunehmendem Alter erhöht sich das Risiko bei der Entschärfung oder Vernichtung der Kampfmittel. Trotz aller Vorsichtsmaßnahmen kam es im September 2008 bei der Explosion eines Blindgängers in Hattingen zu 17 Verletzten und Gebäudeschäden.
Kriegsbedingte Kontamination, chemische Altlasten und Umweltschäden waren teilweise Jahrzehnte später noch festzustellen. Das Landesumweltamt Nordrhein-Westfalen stellte insbesondere für die Zeit von Anfang 1943 bis Juni 1944 eine hohe, und von Juni 1944 bis Mai 1945 eine sehr hohe kriegsbedingte Umweltbelastung des Rhein-Ruhr-Gebiet fest. Dazu zählen neben Bomben- und Flak-Blindgängern auch abgeschossene Flugzeuge (die Abschussrate alliierter Flugzeuge lag in den frühen Kriegsjahren bei 10 Prozent) mit ihren Treib- und Schmierstoff- bzw. Munitionsresten und ggf. auch brandbedingten chemischen Umsetzungsprodukten. Die Angriffe mit hohen Brandbombenanteilen hatten unterschiedliche direkte und indirekte Schadwirkungen mit längeren Nachwirkungen zur Folge. Weitere Schadwirkungen kamen durch Präventivmaßnahmen zum passiven Luftschutz wie das Einnebeln kriegswichtiger Anlagen mit hoher Vulnerabilität und das Ablassen explosiver und/oder leicht brennbarer Stoffe zustande.
Unter den Kriegsbedingungen kam es zu einer Zunahme belastungsbedingter Unfälle, Betriebsstörungen und Havarien mit kontaminierenden Auswirkungen. Zur Bildung von Altlasten trug der unsachgemäße Abbruch zerstörter Anlagen und die Entsorgung von kontaminiertem Bauschutt, Trümmern, Fehlchargen und unbrauchbaren Produktresten aus Tanks und Rohrleitungen bei. Bei Aufräumarbeiten wurden oftmals betriebseigene Reststoffkippen und Halden auf dem Betriebsgelände sowie Bombentrichter, Kühlturmtassen, Löschwasserteiche, Schlamm- und Klärgruben und andere Hohlformen verfüllt. Dadurch entstanden im Gefolge des Luftkrieges qualitativ „neue“ Kontaminationsbereiche auf den Betriebsstandorten.
Heutige Bohrungen im Umfeld der Seenplatte im Norden von Hagen zeigen gewaltige Umweltschäden durch Klärschlamm, Tierkadaver, Treibstoffe und Schwermetalle nach der Bombardierung der Möhne-Talsperre. Auf dem Höhepunkt der Battle of the Ruhr im Sommer 1943 wurde dies nicht weiter in Betracht gezogen.

## Nachkriegszeit

### Politische Situation
Bei Kriegsende war das Ruhrgebiet lahmgelegt. In der dichtbesiedelten Region hatte der Bombenkrieg, der Artilleriebeschuss und die Zerstörungsmaßnahmen der Wehrmacht in der Endphase Wohnraum, Industrieanlagen, Verkehrswege, Versorgungssysteme und Energieleitungen zerstört. Die Versorgungslage war äußerst prekär, es fehlte zunächst an Rohstoffen, Energie, Lebensmitteln und leistungsfähigen Arbeitskräften. Lebten vor dem Krieg noch gut 4,3 Millionen Menschen hier, waren es bei Kriegsende nur noch knapp zwei Millionen. Durch die Rückkehr der Stadtbewohner, Flüchtlingsströme und die Entlassung der Kriegsgefangenen verschärfte sich die Wohnungsnot und Ernährungssituation. Amerikanische Experten wie John Kenneth Galbraith sahen auch positive Aspekte im Zustrom von Flüchtlingen und insbesondere deren ausgezeichneten Bildungsstand. Die Geldentwertung nahm zu, die Schwarzmärkte florierten. Es gab keine funktionierenden Kapitalmärkte mehr, die Bauwirtschaft konnte noch nicht effektiv arbeiten, von einem funktionierenden Markt war man noch weit entfernt. Die britische Verwaltung wie auch die auf kommunaler Ebene kommissarisch agierenden deutschen Behörden waren der Situation zunächst kaum gewachsen.
Die Belegschaften der Bergbau- und Stahlunternehmen hatten neben der Wiederaufnahme der Förderung mit Reparaturen und Aufräumarbeiten der durch Bomben oder Überlastung zerstörten oberflächigen Anlagen zu tun.
Am 15. April 1945 nach der Eroberung des Ruhrgebiets durch die Amerikaner versammelten sich in Gelsenkirchen-Buer Gewerkschafter aus Gladbeck, Bottrop, Recklinghausen und Marl. Die 120 versammelten Delegierten gründeten einen Freien Deutschen Gewerkschaftsbund – Industriegruppe Bergbau, als Vorgänger der später im DGB organisierten IG Bergbau und Energie.
Bei dem Nürnberger Prozess gegen die Hauptkriegsverbrecher wurden für die Kriegswirtschaft im Wesentlichen Albert Speer, der Generalbevollmächtigte für den Arbeitseinsatz Fritz Sauckel, Reichsbankpräsident (bis 1939) Hjalmar Schacht, Reichsbankpräsident (von 1939 bis 1945) Walther Funk, und der Unternehmer Gustav Krupp von Bohlen und Halbach strafrechtlich zur Verantwortung gezogen. In den zwölf Nachfolgeprozessen der Nürnberger Prozesse wurden unter anderem 42 Industrielle und Bankiers als NS-Kriegsverbrecher angeklagt. Relevant zum Thema sind die Fälle V: Flick-Prozess (18. April bis 22. Dezember 1947), VI: I.G.-Farben-Prozess (14. August 1947–30. Juli 1948) und X: Krupp-Prozess (8. Dezember 1947–31. Juli 1948). In den Westzonen beschränkte sich die Entnazifizierung im Wesentlichen auf eine umfassende politische Personalsäuberung, bei der die Wirtschaftsstruktur im Gegensatz
zur sowjetischen Zone im Großen und Ganzen unangetastet blieb.
Im Jahr 1946 wurde das Ruhrgebiet Teil des neu gegründeten Landes Nordrhein-Westfalen.

### Wiederaufnahme der Produktion

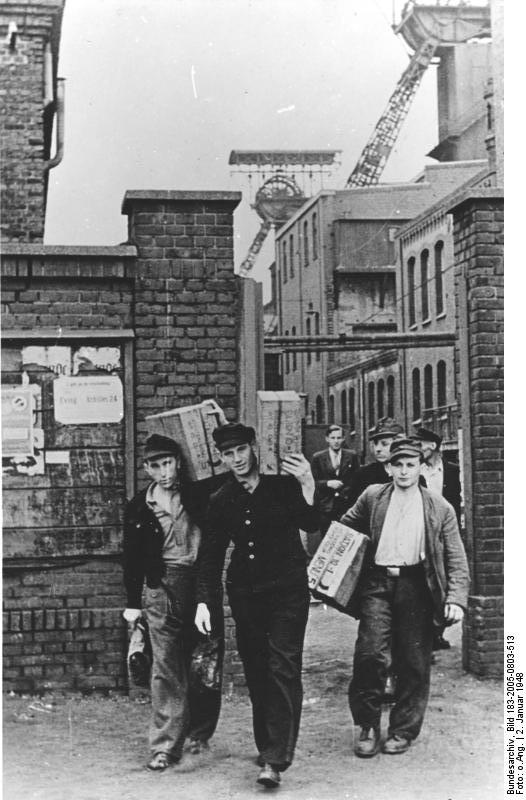
Die Ausgabe eines dritten CARE-Paketes an Bergleute im deutschen Ruhr-Bergbau wurde an bestimmte Bedingungen geknüpft. Die deutschen Bergarbeiter mussten ihre Förderleistungen um 16 Prozent gegenüber dem Monat November 1947 steigern und diese Leistung 4 Wochen beibehalten. Die Pakete enthielten neben energiereichen Lebensmitteln auch Kaffee, Tee und Zigaretten und stammen aus amerikanischen Beständen.

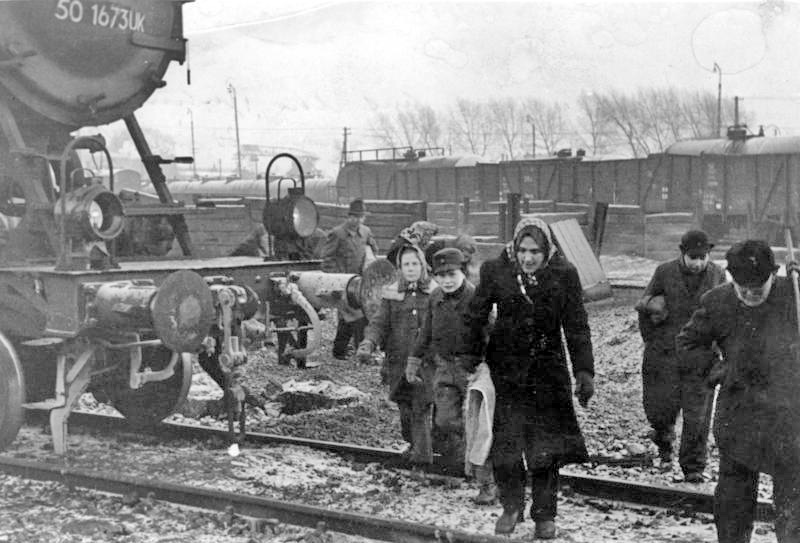
Kohlenklau im Rheinland (Winter 1946/47)

Seitens der Briten wurde nicht mit einer raschen Erholung und Wiederherstellung der Industriekapazität gerechnet. Gemäß dem im November 1945 verfassten Detmolder Memorandum der Länder und Provinzen der Britischen Zone war der Produktionsapparat „nahezu auf die Anfangszeiten der Industrialisierung zurückgeworfen“. Noch 1970 hieß es in einer verbreiteten Wirtschaftsgeschichte des Ruhrgebiets „Die Hütten durch Luftangriffe weitgehend zerstört“. Deutsche und amerikanische Fachleute neigten demgegenüber bereits im Frühjahr 1945 nicht zur Dramatisierung. Schon die Soldaten der 9. US-Armee stellten im Ruhrkessel fest, dass alle lebenswichtigen Industrieanlagen praktisch unversehrt waren. Ihre Schätzungen besagten, dass die Industrie bei etwas über 50 Prozent ihrer Kapazität arbeitete, und dass eine Steigerung auf wahrscheinlich 85 oder 90 Prozent in vier bis sechs Wochen möglich wäre.
Die Neue Zürcher Zeitung berichtete bereits vier Wochen nach der deutschen Kapitulation, man werde die Totalverluste an industriellen Anlagevermögen „auf höchstens 40–50 Prozent im Durchschnitt veranschlagen müssen“. Die Wiederherstellung der Industrieanlagen dürfte im Übrigen „keine allzugroßen Schwierigkeiten bereiten und verhältnismäßig wenige Monate in Anspruch nehmen“. In der amtlichen Dokumentation deutscher Kriegsschäden im Jahr 1962, die sich vor allem auf die Arbeiten des Deutschen Instituts für Wirtschaftsforschung stützt, wird darauf verwiesen, dass das Anlagevermögen der westdeutschen Industrie in der Phase der Aufrüstung der Wehrmacht seit 1934 um 26 Prozent und in den ersten Kriegsjahren 1939–1943 um nochmal 24 Prozent gewachsen sei. Erst ab 1944 seien per Saldo die Verluste höher gewesen als die Investitionen. Ab dato ging monatlich im Durchschnitt 1 Prozent des Vermögens verloren. Gleichwohl lag der Kapitalstock bei Kriegsende ungefähr auf dem Niveau wie bei Kriegsbeginn. Der zwischen 1936 und 1945 „trotz Bombenkrieg und in den letzten Kriegsjahren unterlassener Investitionen“ erfolgte Kapitalstockzuwachs wurde auf etwa 20 Prozent beziffert. Die einzelnen Branchen waren von Kriegsschäden in unterschiedlichem Ausmaß betroffen, wegen der intensiven Verknüpfung der Montanindustrie lähmte der Ausfall einzelner Schlüsselsektoren den ganzen Wirtschaftskreislauf. Die deutsche Wirtschaft ging jedoch angesichts extrem niedriger Produktionszahlen mit einem bemerkenswert großen und modernen Kapitalstock in die Nachkriegszeit.
Neben den eigentlichen Kriegsschäden kamen Folgen des hohen Produktionsdrucks in der Zeit der Aufrüstung und Kriegswirtschaft hinzu. Nach Schätzungen der Industrie- und Handelskammern hatte das industrielle Produktionsvolumen weiter Teile des Ruhrgebietes Ende 1946 erst ein knappes Drittel des Standes von 1936 erreicht, dabei lag die Kohleproduktion bei 46 Prozent und die Roheisenerzeugung bei nur 17 Prozent. Die Wiederaufnahme der Kohlenproduktion hatte Priorität, damit die Bevölkerung im kommenden Winter mit zum Überleben unentbehrlichen Kohlen versorgt werden konnte. Da die Zerstörungen der Zechen naturgemäß geringer waren, konnte zum Beispiel auf der Zeche Consolidation in Gelsenkirchen bereits am 7. Mai 1945 wieder gefördert werden.
Über Kohlenklau, im Volksmund auch Fringsen genannt, versorgten sich viele Privathaushalte mit dem nötigsten Heizmaterial.
Durch die am 27. März 1946 von den Alliierten in Potsdam beschlossenen umfassenden Produktionsbeschränkungen und Demontagen sollte vornehmlich die Montanindustrie des Ruhrgebiets getroffen werden. Deutschland sollte es unmöglich gemacht werden, jemals wieder einen Angriffskrieg zu führen. Frankreich wollte das Wiedererstarken des alten Rivalen verhindern. Dazu sollten die großen Konzerne an der Ruhr durch Entflechtung und Aufteilung in kleinere Einheiten zerschlagen werden. Im Gegensatz dazu erachteten die USA und Großbritannien ein wirtschaftlich starkes Deutschland im aufziehenden Ost-West-Konflikt als vorteilhaft und beschlossen bereits 1947 die Verdopplung der vereinbarten Stahlquote. Die Demontageprogramme, die nach Kriegsende zunächst nur wenig konsequent verfolgt wurden, nahmen 1948 allmählich zu und lösten unter der Bevölkerung des Ruhrgebiets große Unruhe aus, da die Menschen um ihre Arbeitsplätze fürchten. Ein Großteil der demontierten Anlagen des Ruhrgebiets und der sowjetischen Zone wurde in die Sowjetunion verbracht. Tatsächlich hatte der Umfang der Demontagen keine weitreichenden wirtschaftlichen Folgen. Zudem wurde die notwendige Modernisierung der Ruhrindustrie unter Überwachung der Alliierten weiter vorangetrieben, sodass die Eisenhütten-Industrie der Ruhr bereits zur Jahreswende 1947/48 die gesamte französische Stahlproduktion übertraf.
Zeitgenössische Stimmen

„Ein ganz erheblicher Teil (…der Industrieanlagen…) kann in kürzester Zeit wieder in Betrieb genommen werden.“

„Die Kohlengruben im Ruhrgebiet sind größtenteils unbeschädigt und könnten, was die Produktionsanlagen angeht, in ein paar Monaten wieder auf nahezu volle Förderung gebracht werden.“

„Wenn man die Stahlanlagen der Ruhr insgesamt nimmt, könnte die Produktion in vier Monaten auf zwei Drittel oder drei Viertel des Standes der Kriegsjahre gesteigert werden, vorausgesetzt, Kohle, Arbeitskräfte und Transportmittel zur Verfügung stehen.“

„Die Untertageanlagen wurden intakt angefunden, abgesehen von der gelegentlichen Überflutung tieferer Schächte, verursacht durch den auf die Unterbrechung der Stromversorgung zurückgehenden Stillstand der Pumpen. Ungefähr 10 Prozent der begutachteten Minen weisen ernste Kriegsschäden an ihren Übertageanlagen auf.“

„Wir leben in Zeiten, da in der Not auch der einzelne das wird nehmen dürfen, was er zur Erhaltung seines Lebens und seiner Gesundheit notwendig hat, wenn er es auf andere Weise, durch seine Arbeit oder durch Bitten, nicht erlangen kann.“

### Wiederaufbau
Die großflächigen Zerstörungen in den wichtigsten Städten des Ruhrgebietes führten bereits ab 1943 zu Planungen für einen Wiederaufbau. Diese Maßnahmen wurden von einem Arbeitsstab Wiederaufbau bombenzerstörter Städte unter Albert Speer zentral koordiniert. Die Gemeinden Bochum, Münster, Gelsenkirchen, Hagen, Hamm und Dortmund wurden beispielsweise im Sommer 1944 zu „Wiederaufbaustädten in Westfalen“ bestimmt. Bis März 1945 arbeiteten die Bauverwaltungen in den Kommunen an Plänen für den Wiederaufbau.

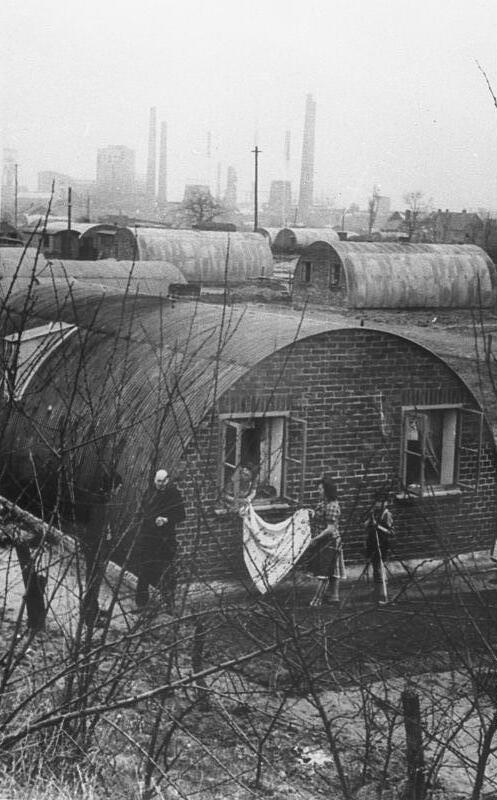
Nissenhütte als Notwohnung im Ruhrgebiet

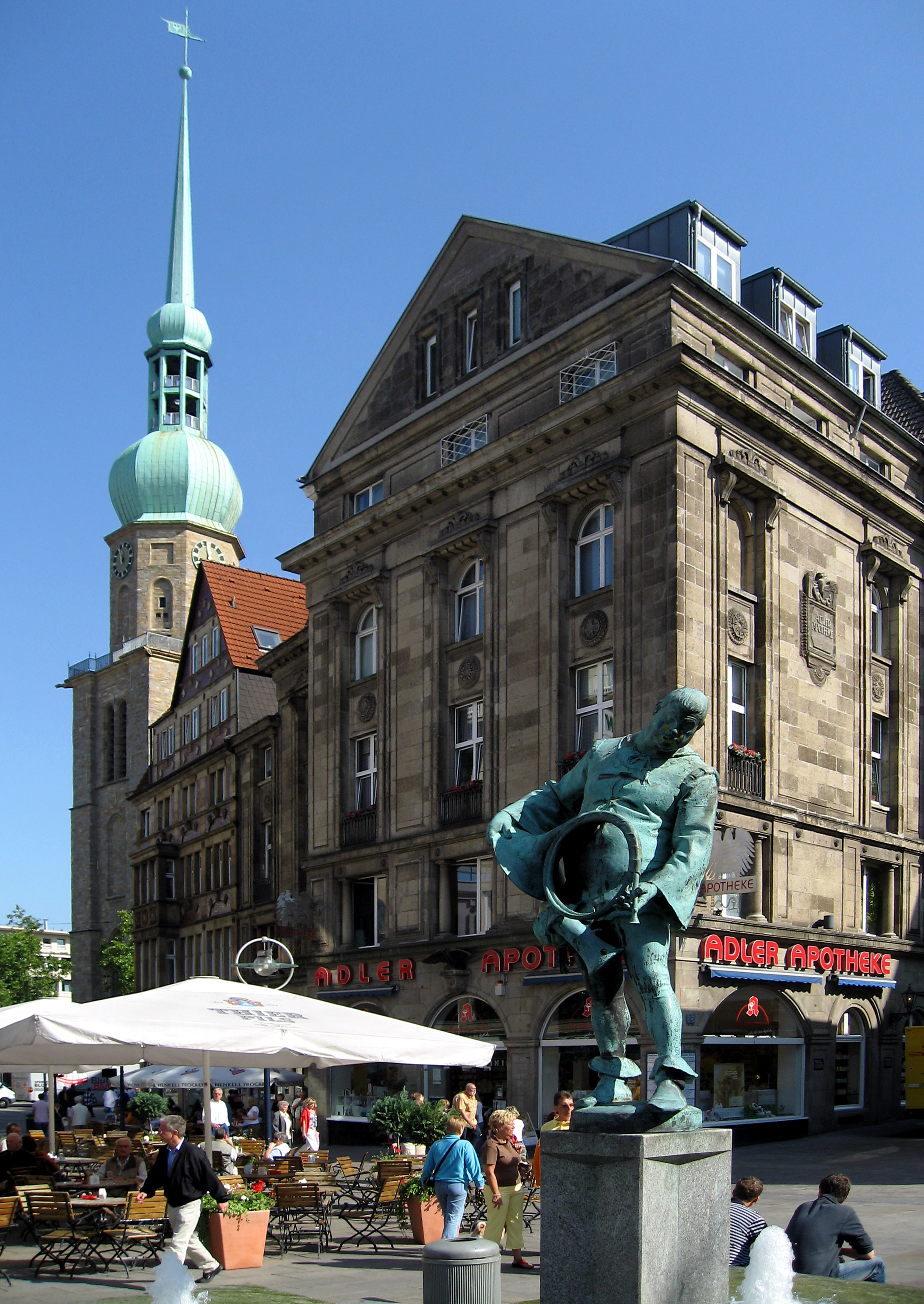
Dortmund – Alter Markt mit der wiederaufgebauten Reinoldikirche

Ende Juni 1943 notierte Goebbels in seinem Tagebuch eine Äußerung Hitlers zu den durch Luftangriffen zerstörten Städten im Ruhrgebiet: „Dass die Städte selbst in ihrem Kern getroffen werden, ist von einer höheren Warte aus gesehen nicht ganz so schlimm. Die Städte stellen keine guten Bilder im ästhetischen Sinne dar. Die meisten Industriestädte sind schlecht angelegt, muffig und miserabel gebaut. Wir werden durch die britischen Luftangriffe hier Platz bekommen. Die Neubaupläne, die für das Ruhrgebiet entworfen sind, hätten sich sonst ja sowieso immer an den vorhandenen Gegebenheiten gestoßen.“
Die Bilanz nach dem Ende des Krieges ergab, dass etwa 20 Prozent aller Baudenkmäler in Westdeutschland durch Bombenkrieg und Kriegshandlungen zerstört waren. Annähernd schwer wiegt der Verlust der nicht als Denkmale eingestuften historischen Gebäude der urbanen Stadtkerne, die bei den Angriffen häufig vernichtet wurden. 90 Prozent der Innenstädte (Durchschnitt in Nordrhein-Westfalen) waren zerstört, rund die Hälfte des Wohnungsbestandes war vernichtet, und viele Bewohner hatten die Großstädte verlassen.
In Dortmund wurde nach zeitgenössischen Berichten zunächst erwogen, die Innenstadt nicht wieder aufzubauen. Orte wie Duisburg-Alsum wurden mit Bauschutt aus den anderen kriegszerstörten Stadtteilen überschüttet. Am Rande der Städte und Gemeinden wurden zunächst große Lager mit sogenannten Nissenhütten errichtet, wo viele Menschen unter katastrophalen Bedingungen hausten. 1949 lebten im Ruhrgebiet noch 32.000 Bergleute in solchen Lagern, in je einem Raum zu 2 bis in vereinzelten Fällen zu 40 und mehr Personen.
Die bereits während des Krieges erarbeiteten Pläne für den Wiederaufbau enthielten neben NS-Symbolik Anklänge an modernistische Architektur (Grünzüge, breite Verkehrswege, moderate Hochhausbebauung), wofür Argumente des Luftschutzes verwendet wurden. Nicht selten fanden diese Planungen unter Weglassen der NS-Versatzstücke bei Architekten in der Nachkriegszeit Anwendung, unter Berufung auf die architektonische Moderne, während traditionelle historistische Wiederaufbauplanungen mit Hinweis auf entsprechende Tendenzen im frühen Nationalsozialismus (vgl. Paul Schultze-Naumburg) diskreditiert wurden.
Angesichts der speziell im Ruhrgebiet auf Grund des schnellen Wachstums im 19. Jh. nur gering vorhandenen historischen Substanz wurde die historisch gewachsene Parzellenstruktur der Grundstücke in den Stadt- bzw. ehemaligen Dorfkernen weiter aufgelöst. Ein weitausgreifender historisierender Wiederaufbau wurde zudem mit Hinweis auf eine schnelle und günstige Bereitstellung von Wohnraum für Vertriebene und Flüchtlinge hintangestellt.
Eine weithin beachtete Ausnahme im Umfeld war die (mit Ausnahme des sogenannten Drubbels) Rekonstruktion der gotischen Fassaden im Stadtzentrum des westfälischen Münsters. Der städtebauliche Wiederaufbau erfolgte ansonsten mit Ausnahme einzelner symbolhafter Einzelbauwerke wie der Dortmunder Reinoldikirche meist nicht der historischen Gestalt entsprechend. Eine wichtige Ausnahme war die erst 1911 erbaute, monumentale Alte Synagoge Essen, welche auf Grund der zentralen Position im Innenstadtbereich zu NS-Zeiten nicht abgerissen wurde und auch den Bombenkrieg halbwegs unbeschädigt überstand. Beim Saalbau Essen wurde der schlichte Wiederaufbau der 1950er Jahre mittlerweile wieder erheblich erweitert.

### 1948 bis heute

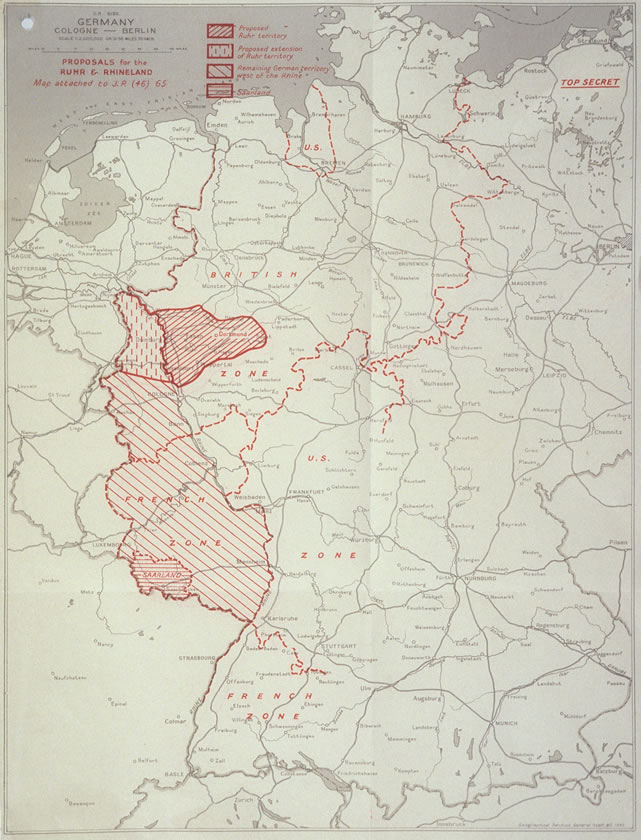
27. Mai 1946: Französischer Vorschlag zum Vorgehen im Ruhrgebiet und im Rheinland. In diesem geheimen Memorandum unterbreitete Frankreich, „das gesamte linke Rheinufer und so viel Gebiet wie möglich auf dem rechten Rheinufer“ als internationale Zone zu einem neuartigen Gebilde internationalen Rechts, dem genannten „Ruhrterritorium“, umzugestalten.

Die Alliierten übten anfänglich eine starke Kontrolle über das westliche Deutschland und besonders das Ruhrgebiet aus. Am 28. Dezember 1948 wurde das Ruhrstatut verabschiedet, welches die Montanindustrie des Ruhrgebiets unter der Aufsicht und der Marktkontrolle einer gemeinsamen Behörde stellte. Der deutschen Regierung wurde eine Beteiligung an der zugehörigen Ruhrbehörde angeboten, trotzdem stand die deutsche Bevölkerung diesem Statut zunächst ablehnend gegenüber. Die Regierung Adenauer stimmte dem Ruhrstatut nach dem Aushandeln eines Demontagestopps im Petersberger Abkommen zum 24. November 1949 zu.
Begünstigt durch die Währungsreform 1948 und die Kapitalhilfe der USA durch den 1949 unterzeichneten Marshallplan stellte sich mit dem Wirtschaftswunder ein eindrucksvoller Aufschwung der jungen Bundesrepublik Deutschland ein. Auch die Integration der Bundesrepublik in das westliche Bündnis wurde weiter vorangetrieben. Aus dem Schuman-Plan des französischen Außenministers Robert Schuman ging 1952 die Europäische Gemeinschaft für Kohle und Stahl zur wirtschaftlichen Kooperation Westeuropas in der Montanunion hervor. Sie erweiterte das Ruhrstatut und war die Keimzelle der Europäischen Union.
Das Wachstum des Montansektors im Ruhrgebiet ließ 1958 mit der ersten großen Kohlekrise nach, eine weitere Kohlekrise folgte 1965. Die Industrie der Rohstoffverarbeitung geriet unter enormen Wettbewerbsdruck, da vor allem der Kohleabbau immer unökonomischer wurde. Die Stahlkrisen gegen Ende der 1960er, Ende der 1970er, Anfang der 1980er und in den 1990er Jahren hatten ihren Ursprung in Überproduktion und internationaler Konkurrenz. Alternative Industrien entwickelten sich in den Branchen Automobil- und Maschinenbau vergleichsweise spät. Aufgrund mangelnder Innovation und Investition in die Produktionsanlagen stehen auch diese ersten Ersatzindustrien heute unter Druck durch attraktivere Standorte weltweit. Diese Faktoren bündelten sich zu einem Prozess des ökonomischen Rück- und Umbaus, der ein halbes Jahrhundert nach der ersten Kohlekrise den regionalen Strukturwandel noch nicht bewältigt hat. Eine große Herausforderung stellt bei der Bewältigung des Strukturwandels die Organisation dar. Auf vertikaler Ebene existiert keine Ruhrgebietsebene und auf horizontaler Ebene arbeiten viele Institutionen eher nebeneinander als miteinander. Die Bemühungen um einen Zusammenschluss der Gemeinden zur Ruhrstadt wurde bei Umfragen in der Bevölkerung 2009 bei 45 Prozent der befragten Personen positiv gesehen.

## Bilanz

### Opfer des Bombenkrieges
Die Battle of the Ruhr  war die erste Luftoffensive gegen eine wichtige Industrieregion im Deutschen Reich, die schwere und vor allem nachhaltige Auswirkungen hatte. In den Reviermetropolen kamen rund 35.000 Menschen bei den Luftangriffen alliierter Bombergeschwader ums Leben, weit über 50.000 in den umliegenden Gebieten der Region Rhein-Ruhr, darunter Tausende von Kriegsgefangenen, ausländischen Zwangsarbeitern und KZ-Häftlingen. Zehntausende weitere wurden schwer verletzt. Mehrere Zehntausende verließen das Ruhrgebiet, um auf dem Land Zuflucht zu suchen. Das britische Bomber Command führte rund 5000 Besatzungsmitglieder als M.I.A. Bei den deutschen Luftangriffen auf Großbritannien starben insgesamt rund 50.000 Zivilisten.
| Stadt               | Region | Tote      | Luftangriffe               | Fliegeralarme | Munition                                                            | Auswirkungen | Belege                                  |
| ------------------- | ------ | --------- | -------------------------- | --- | ------------------------------------------------------------------- | --- | --------------------------------------- |
| Bochum              | RG     | 4095      | 225, davon 12 Großangriffe | ca. 1030 | 22.000 SB, 531.000 BB                                               | In der Stadt insgesamt wurde über 20 Prozent der Gebäude total zerstört, im Innenstadtbereich waren es bis zu 60 Prozent Totalzerstörung, und weiter 30 % teils schwerbeschädigt. Es entstanden 4.000.000 m³ Trümmerschutt.                                                                            | [ 194 ] [ 195 ]                         |
| Bottrop             | RG     | 719       | 105                        | | 11.500 SB, 30.000 BB                                                | 38 Prozent des Gesamtbestandes wurden zerstört. | [ 196 ] [ 197 ]                         |
| Castrop-Rauxel      | RG     | 398       |                            | | 11.415 SB, 500.000 BB                                               | Schwere Zerstörungen. | [ 196 ]                                 |
| Dortmund            | RG     | 6341      | 137                        | | 25.000 SB, 500.000 BB                                               | 90 Prozent von 40.000 Mehrfamilienhäusern mit 144.000 Wohnungen zerstört. | [ 196 ] [ 198 ]                         |
| Duisburg            | RG     | 5730      | 299                        | ab 1943 fast täglich | 30.698 SB, 727.685 BB                                               | 80 Prozent der Wohngebäude zerstört oder stark beschädigt. | [ 196 ] [ 199 ]                         |
| Essen               | RG     | 7500      | 272                        | | 32.511 SB, 1.401.957 BB, 4.648 Minen                                | 51 Prozent des Gesamtbestandes wurde zerstört, 10.000 Gebäude wurden total zerstört, 50.000 Häuser schwer bis mittelschwer beschädigt, nur 6.300 waren unversehrt. | [ 196 ] [ 197 ]                         |
| Gelsenkirchen       | RG     | 3092      | 184                        | 2820 | 55.035 SB, 663.491 BB                                               | 52 Prozent der Häuser zerstört, 42 Prozent beschädigt, 6 Prozent werden weiterbewohnt, 28 Prozent der Industriebetriebe zerstört. Fast völlige Zerstörung der Stadtteile Altstadt, Schalke, Bulmke und Hüllen; teilweise Zerstörung der Stadtteile Bismarck, Heßler, Horst und Scholven.               | [ 196 ] [ 200 ]                         |
| Gladbeck            | RG     | 872       | 109                        | | 10.606 SB, 25.281 BB                                                | 45 Prozent des Gesamtbestandes wurde zerstört. | [ 196 ] [ 201 ]                         |
| Hagen               | RG     | > 2200    |                            | |                                                                     | Die Innenstadt wurde weitgehend zerstört. | [ 202 ] [ 203 ]                         |
| Herne               | RG     | 419       | 64                         | | 2698 SB, 4843 BB                                                    | Die Bausubstanz in Herne war größtenteils verschont geblieben. | [ 196 ] [ 204 ]                         |
| Lünen               | RG     | 287       | > 50                       | 1165 |                                                                     | 60 Prozent der Häuser zerstört. | [ 205 ]                                 |
| Mülheim an der Ruhr | RG     | 1301      | 160                        | | 8870 SB, 290.481 BB                                                 | 29 Prozent des Gesamtbestandes wurde zerstört, große Vernichtung erhaltenswerter Bausubstanz. | [ 80 ] [ 196 ] [ 197 ]                  |
| Oberhausen          | RG     | 2300      | 161                        | | 25.010 SB, 395.045 BB                                               | 31 Prozent des Gesamtbestandes wurde zerstört. | [ 196 ] [ 197 ]                         |
| Recklinghausen      | RG     | 393       |                            | | 12.000 SB, 150.000 BB                                               | Relative geringe Zerstörungen, das Nordviertel wurde in Schutt und Asche gelegt. | [ 196 ] [ 206 ]                         |
| Wanne-Eickel        | RG     | 1074      | 92                         | | 3000 SB, 461.000 BB                                                 | Schwere Zerstörungen. | [ 196 ]                                 |
| Wattenscheid        | RG     | 328       | 48                         | | 1241 SB, 85.440 BB                                                  | Es wurde hauptsächlich Wohnraum zerstört. Die Kriegsschäden waren nicht unerheblich, aber wesentlich weniger als in andere Städte im Ruhrgebiet. Es entstanden 100.000 m³ Trümmerschutt. | [ 207 ]                                 |
| Witten              | RG     | 711       | 91                         | | 1977 SB, 103.845 BB                                                 | Im November 1944 wurde die Stadt fast vollständig zerstört. | [ 196 ] [ 208 ]                         |
| Remscheid           | BL     | 1200      |                            | | 295 Tonnen SB, 483 Tonnen BB                                        | 24 Prozent der Häuser in Remscheid-Zentrum völlig zerstört, 20 Prozent schwer und mittelschwer, Rest leichter beschädigt. 51 Prozent des Gesamtbestandes wurde zerstört. | [ 197 ] [ 209 ]                         |
| Solingen            | BL     | > 5000    |                            | |                                                                     | 20 Prozent des Gesamtbestandes wurde zerstört, der Stadtkern völlig ausgelöscht | [ 210 ]                                 |
| Wuppertal           | BL     | 7000      |                            | | 7527 SB, 631.590 BB, 58.320 Phosphorbomben, 357 Minen, 100 Granaten | 45 Prozent der Stadt zerstört, Barmen verging im Feuersturm, Elberfeld weitgehend zerstört, 200.000 obdachlos, weitere 100.000 bewohnten ihre zerstörten Wohnungen weiter. | [ 211 ]                                 |
| Düsseldorf          | RL     | 5858–6000 | 234                        | |                                                                     | > 93 Prozent (etwa 176.000) der Wohnhäuser wurden zerstört, von 535.000 Einwohnern 1939 sind 1945 noch knapp 250.000 in der Stadt, etwa 10 Mio. m³ Schutt. | [ 197 ] [ 212 ] [ 213 ] [ 214 ] [ 215 ] |
| Köln                | RL     | 30.000    | 262                        | Zwischen Mai 1940 und März 1945 verbrachten die Kölner durch 1122 Fliegeralarme und 1089 öffentliche Luftwarnungen etwa 2000 Stunden im Alarmzustand. | 42.969 SB, 1.406.226 BB, 18.652 Phosphorbomben, 1.239 Minen         | 90 Prozent der Stadt und 95 Prozent der Altstadt zerstört, die Einwohnerzahl sank von 800.000 auf 40.000, erst 1959 erlangte Köln wieder die Einwohnerzahl der Vorkriegszeit. Das einzige militärisch genutzte Gebäude, welches bei der Operation Millennium beschädigt wurde, war eine Flak-Stellung. | [ 217 ] [ 218 ]                         |
| Münster             | ML     | > 1600    | 102                        | 1128 | 32.000 SB, 642.000 BB, 8100 Phosphorbomben                          | > 60 Prozent Gesamtzerstörungsgrad (> 90 Prozent der Altstadt), > 60 Prozent der Wohnungen unbrauchbar, von 33.737 Wohnungen blieben 1050 Wohnungen unbeschädigt. | [ 219 ]                                 |

Anmerkungen:
1. ↑  RG = Ruhrgebiet, BL = Bergisches Land, RL = Rheinland, ML = Münsterland
2. ↑  SB = Sprengbombe, BB = Brandbombe

### Bewertung des Luftkriegs nach 1945

#### Politische Situation
Der Bombenkrieg, sowohl bei den Luftangriffen auf das Rhein-Ruhr-Gebiet als auch an anderen Kriegsschauplätzen, steigerte sich innerhalb des Zweiten Weltkriegs zu einer neuen Dimension der Kriegsführung. Er betraf nicht nur Soldaten an der Front, sondern zielte auf die Lebensgrundlagen der zugehörigen Zivilbevölkerung. Die technischen Möglichkeiten des Luftkriegs, vom Flächenbombardement bis hin zum ausgelösten Feuersturm steigerten sich während des Krieges erheblich.
Aus Sicht der westlichen Alliierten waren Luftangriffe mit einhergehender Bombardierung notwendig und über lange Zeit eine der wenigen direkten Möglichkeiten den Krieg nach Deutschland zu tragen und damit die deutsche Expansion einzuschränken. Die Luftangriffe der RAF auf Deutschland, inkl. Ruhrgebiet, sollten der dauerhaften Abwehr der Gefahr einer deutschen Invasion Großbritanniens dienen.
Die alliierten Luftangriffe zermürbten die deutsche Verteidigung der westlichen „Heimatfront“, für die das Reich erhebliche militärische und menschliche Ressourcen einsatzbereit halten musste, was wiederum zur Schwächung der Wehrmacht an der Ostfront beitrug.
Die Zweckmäßigkeit und die ethische Verantwortbarkeit der alliierten Luftkriegsstrategie waren in Großbritannien seit ihrem Beginn umstritten, wurden aber seit der Luftschlacht um England nur sehr selten öffentlich kritisiert. Die britische Bevölkerung hatte nach den deutschen Verwüstungen in London und Coventry das weitverbreitete Verlangen Gleiches mit Gleichem zu vergelten. Nur wenige britische Persönlichkeiten stellten sich zu dieser Zeit gegen die alliierte Luftkriegsstrategie des area bombings. Der anglikanische Bischof George Bell, der im House of Lords ab Februar 1943 wiederholt die Ansicht vertrat, dass die britischen Städtebombardierungen das Völkerrecht brachen, die ethischen Grundlagen der westlichen Zivilisation bedrohten und die Chancen zur künftigen Versöhnung mit den Deutschen zerstörten. Im House of Commons opponierten zwei Labour-Abgeordnete gegen das area bombing.

#### Bewertung
Die historische und völkerrechtliche Bewertung der alliierten Luftkriegsstrategie ist bis heute umstritten.
Die erheblichen Zerstörungen und insbesondere die zivilen Todesopfer in der Folge der alliierten Bombardierungen werden als moralisch falsch bis hin zum Kriegsverbrechen bezeichnet und diskutiert. Geschichtsrevisionistischen Missbrauch dieser Beurteilung schloss der britische Philosoph A. C. Grayling aus: „Selbst wenn die alliierte Bomberoffensive teilweise oder völlig moralisch verwerflich gewesen sein sollte, reicht dieses Unrecht auch nicht annähernd an die moralische Ungeheuerlichkeit des Holocaust heran.“
Der britische Historiker Frederick Taylor betonte, dass die Deutschen den Luftkrieg eröffnet und rücksichtslos geführt hatten, so dass den Briten damals nur noch die Bomber als Offensivwaffe blieben. Er sprach den Angriffen damit eine militärische Rationalität zu, schloss aber nicht aus, dass sie auch Kriegsverbrechen gewesen sein könnten.
Eine konsequente Verfolgung der US-amerikanischen Strategie mit präzisen Angriffen auf Ziele der Rüstungsindustrie anstelle der britischen Flächenbombardierung vorwiegend ziviler Ziele hätte das Kriegsende unter Umständen schon eher herbeiführen können. Dem wird entgegengehalten, dass punktgenaue Bombenabwürfe damals wegen fehlender Zielradartechnik und Wetterabhängigkeit noch erschwert waren. Gerade die schlechte Trefferquote bei Punktzielen war 1943 Anlass zur Verstärkung des Flächenbombardements. Andererseits soll die RAF an der Westfront mit neuer Radarausrüstung zu zielgenaueren Treffern gekommen sein, die den Vormarsch der alliierten Bodentruppen entscheidend begünstigt hätten. Im Jahr 1945 bewertete die US-amerikanische Luftwaffe die eigenen Angriffe auf die deutsche Wirtschaft als ‚kostspielige Fehlschläge‘. Anfang 1945 war das Kriegsende bereits abzusehen und nur noch eine Frage der Zeit. Die Kriegführung der Alliierten galt in dieser Zeit primär der Zivilbevölkerung und hatte keine kriegsentscheidende Bedeutung mehr. Das mit dem morale bombing (deutsch: Bombardieren der Moral) beabsichtigte Brechen des Widerstandswillens der Bevölkerung kam nicht zum Tragen. Der deutschen Seite gebrach es dabei nicht an Willen, sondern an Kapazität gegenüber einer zunehmenden alliierten Luftüberlegenheit.
Winston Churchill distanzierte sich vor Kriegsende von Arthur Harris, obwohl er selbst die Entscheidung zum area bombing getroffen hatte. Anders als andere führende Militärs in Großbritannien hatte Harris nach dem Krieg keine staatliche Ehrung erhalten und wurde erst spät in den Adelsstand erhoben.
Die juristische Frage entzündet sich insbesondere an der unterschiedlichen Interpretation des Artikels 25 der von Großbritannien und Deutschland unterzeichneten Haager Landkriegsordnung von 1907, der besagt: „Es ist untersagt, unverteidigte Städte, Dörfer, Wohnstätten oder Gebäude, mit welchen Mitteln es auch sei, anzugreifen oder zu beschießen.“ Die Reichweite des für den Landkrieg konzipierten Völkerrechts hatten Völkerrechtsexperten 1922/23 beraten und Regeln für den Luftkrieg entworfen, doch dieser Entwurf wurde nicht in das Kriegsvölkerrecht aufgenommen, so dass dieses Flächenbombardements nicht ausdrücklich verbot.
Ob 1945 eine Strafverfolgung der Verantwortlichen für den Luftkrieg möglich gewesen wäre, wird wegen der damals fehlenden übernationalen Rechtsinstanz bezweifelt. Nach dem seit 1977 auch von Großbritannien und Deutschland ratifizierten Zusatzprotokoll zur Genfer Konvention ist eine flächendeckende Städtebombardierung verboten. Jedoch ist dieses Verbot juristisch nicht rückwirkend anwendbar.
Das Erscheinen des Buches Der Brand von Jörg Friedrich löste 2002 eine umfangreiche Debatte in Deutschland aus. Darin wurde dem Autor unter anderem vorgeworfen, er betrachte die Bombenangriffe der Alliierten nicht im Zusammenhang mit dem von Deutschland begonnenen Krieg. Nach Friedrichs Meinung waren die Bombenangriffe auf deutsche Städte spätestens seit dem Jahr 1944 ohne einen militärischen Sinn. Sie seien in erster Linie einer menschenverachtenden Militärdoktrin gefolgt. Der Literaturwissenschaftler und Schriftsteller Winfried Georg Sebald konstatierte im Zuge der Debatte eine unzureichende wie lange ausbleibende Verarbeitung des Bombenkrieges in der deutschen Nachkriegsliteratur.

### Sachbücher
In deutscher Sprache
- Ralf Blank: Ruhrschlacht. Das Ruhrgebiet im Kriegsjahr 1943. Klartext-Verlag, Essen 2013, ISBN 978-3-8375-0078-3.
- Ralf Blank: Kriegsalltag und Luftkrieg an der „Heimatfront“. In: Jörg Echternkamp (Hrsg.): Das Deutsche Reich und der Zweite Weltkrieg. Band 9: Die deutsche Kriegsgesellschaft 1939 bis 1945 Teilband 1: Politisierung – Vernichtung – Überleben.. Deutsche Verlags-Anstalt, München 2004, ISBN 3-421-06236-6, S. 357–461 (im Auftrag des Militärgeschichtlichen Forschungsamtes).
- Ralf Blank, Gerhard E. Sollbach: Das Revier im Visier: Bombenkrieg und „Heimatfront“ im Ruhrgebiet 1939–1945. 1. Auflage. Lesezeichen Verlag Dierk Hobein, Hagen 2005, ISBN 3-930217-69-4, S. 245.
- Ralf Blank: Hagen im Zweiten Weltkrieg. Bombenkrieg, Kriegsalltag und Rüstung in einer westfälischen Großstadt. Klartext-Verlag, Essen 2008, ISBN 978-3-8375-0009-7, S. 550.
- Horst Boog, Militärgeschichtliches Forschungsamt: Das Deutsche Reich und der Zweite Weltkrieg. Deutsche Verlags-Anstalt, Stuttgart 2001, ISBN 3-421-05507-6.
- Stephan Burgdorff: Als Feuer vom Himmel fiel. Der Bombenkrieg in Deutschland, 2. Auflage. DVA, 2003, ISBN 3-421-05755-9.
- Jochen von Lang: Krieg der Bomber: Dokumentation einer deutschen Katastrophe. Ullstein, 1986, ISBN 3-550-07681-9.
- Willi Mues: Der große Kessel – Eine Dokumentation über das Ende des Zweiten Weltkrieges zwischen Lippe und Ruhr/Sieg und Lenne. Selbstverlag, Erwitte 1984, ISBN 3-9800968-0-7.
- Rötger Neuhaus: Bomber über der Ruhr: Aus dem Tagebuch eines Flakhelfers. EHA-Verlag;, Erwitte 2008, ISBN 978-3-00-014821-7.
- Nina Grontzki, Gerd Niewerth, Rolf Potthoff (Hrsg.): Als die Steine Feuer fingen. Der Bombenkrieg im Ruhrgebiet. Erinnerungen. Klartext, Essen 2003, ISBN 3-89861-208-2.
- Oberkommando der Wehrmacht: Bestimmungen für Luftschutzübungen (LS-Ü), Teil 1: Anlage und Durchführung von LS-Übungen. Berlin 1944, S. 20.
- Kultur- und Stadthistorisches Museum Duisburg (Hrsg.): Bomben auf Duisburg. Der Luftkrieg und die Stadt 1940–1960. Mercator-Verlag, Duisburg 2004, ISBN 3-87463-369-1.

In englischer Sprache
- Alan W. Cooper: Air Battle of the Ruhr. Airlife, London 1992, ISBN 1-85310-201-6.
- Arthur Harris: Bomber offensive. Greenhill Books, London 1998, ISBN 1-85367-314-5 (Erstausgabe:  1947).
- A. C. Grayling: Among the Dead Cities: The History and Moral Legacy of the WWII Bombing of Civilians in Germany and Japan. Frank R. Walker Co. (Il), 2006, ISBN 0-8027-1471-4.
- Alan J. Levine: The strategic bombing of Germany, 1940–1945. Greenwood Publishing Group, Westport 1992, ISBN 0-275-94319-4.
- Robin Neillands: The Bomber War: The Allied Air Offensive Against Nazi Germany. The Overlook Press, 2003, ISBN 1-58567-457-5.
- Henry Probert: Bomber Harris: His Life and Times. Greenhill, 2006, ISBN 1-85367-691-8.
- Charles Kingsley Webster, Noble Frankland: The strategic air offensive against Germany: 1939–1945. H. M. Stationery Off., 1961.

### Belletristik
In deutscher Sprache
- Heinrich Böll: Der Engel schwieg. Kiepenheuer & Witsch, Köln 1992, ISBN 3-462-02214-8.
- Dieter Forte: Der Junge mit den blutigen Schuhen. S. Fischer, Frankfurt am Main 1995, ISBN 3-10-022115-X.
- Gert Ledig: Vergeltung. Suhrkamp, Frankfurt am Main 2001, ISBN 3-518-39741-9.

In englischer Sprache
- Guy Gibson: Enemy coast ahead. M. Joseph, 1946.
- Don Charlwood: No Moon Tonight. Crecy Publishing, 2000, ISBN 0-907579-97-3.

### Presse
In deutscher Sprache
- Jochen Bölsche: So muss die Hölle aussehen. In: Der Spiegel. Nr. 2, 2003, S. 38 (online).
- Lars-Broder Keil: Als Hitler mit Hitler vergolten wurde – der Bombenkrieg. In: Die Welt, 1. November 2004
- Manfred Messerschmidt: Inferno und Befreiung – Generalfeldmarschall Models letztes Gefecht. In: Die Zeit, Nr. 14/2005

In englischer Sprache
- The Evening Independent, 20. Juni 1941, British Bomb Ruhr and Invasion Ports While Russians Are Said Preparing for Battle
- St. Petersburg Times, 25. Mai 1943, British Lose Huge Bomers in Dortmund Raid
- The Canberra Times, 28. Juni 1943, No cessation of continuous blows on the Ruhr
- The Canberra Times, 30. Juni 1943, Aircraft Workers praised
- St. Petersburg Times, 1. Juli 1943, Krefeld, Bomber Objective, Tops Ruhr Threshold
- St. Petersburg Times, 17. Dezember 1944, The Course Of War

## Videomaterial

### Reportagen
In deutscher Sprache
- Videodokumentation: Bomben auf das Ruhrgebiet, Die alliierten Luftangriffe von 1943, von Jochen von Lang und Peter Latzel, 2008
- Videodokumentation: Das Kriegsende an Rhein, Ruhr und Weser, dreiteilig, von Anne Roerkohl, Mathias Haentjes und Florian Opitz, 2005
- Videodokumentation: Kriegsende im Ruhrgebiet, von Schülern des Maria-Wächtler-Gymnasiums, Essen, 2005 • (7:04 min)
- Zeitgenössischer Lehrfilm: Brandschutz – Richtiges Verhalten vor und nach einem Luftangriff • (4:00 min)
- Deutsche Wochenschau, Auswahl zu Krupp: Hitler besucht die Kruppwerke 1940 • (0:29 min) – Hitler zeichnet Gustav Krupp von Bohlen und Halbach aus, 13. August 1940 • (0:34 min)

In englischer Sprache
- Farbfilm-Clips: RAF Lancaster Bombenangriff mit Funkverkehr • (0:55 min) – Reise durch das Ruhrgebiet um das Ende des Krieges • (4:30 min)
- Allied Newsreel, Auswahl in chronologischer Reihenfolge:
  - Gigantic 1,000 Bomber Raid, Cologne, Juni 1942 • (5:55 min)
  - The Grand Slam Bomb, März 1945 • (2:12 min)
  - Allies Crushing Air Power, 1945 • (4:35 min)
  - The Trial of Alfried Krupp von Bohlen und Halbach • (9:01 min)

### Spielfilme
- Mai 1943 – Die Zerstörung der Talsperren (im Original The Dam Busters), Großbritannien, 1954 • Ausschnitt, (10:27 min)
- Krupp – Eine deutsche Familie, Deutschland 2009